# 서울특별시
서울특별시(서울特別市, 영어: Seoul Metropolitan City)는 사실상 대한민국의 수도이자 문화·인문·정치·경제 중심지 역할을 하는 도시로, 경기도와 인천광역시까지 아우르는 수도권의 중심지 기능을 하고 있다. 대한민국에서 유일하게 특별시로 지정된 도시로서, 종주 도시(제1의 도시) 기능을 하고 있다.
선사시대부터 사람이 거주하였으나 본 역사는 백제 첫 수도인 위례성을 시초로 한다. 삼국시대에는 전략적 요충지로서 고구려, 백제, 신라가 번갈아 차지하였으며, 고려 시대에는 왕실의 별궁이 세워진 남경(南京)으로 개칭하였다.
유교의 도성제에 따라 한성에 경복궁과 종묘, 사직, 육조거리와 시전을 세우고 이를 둘러싼 한양도성을 갖추어 수도로서의 기틀을 마련하였다. 세도정치 때는 명문가들이 종로에 거주하였다. 임진왜란과 병자호란 등의 전란을 거치며 일부가 훼손되었으나 500년 넘게 조선의 수도이자 중심으로 기능하였다.
1896년 대한제국 선포 이래 전차, 교각 등의 근대 기반시설이 건설되면서 변모하기 시작한 한성부는 1910년 일제강점기에 접어들면서 경성부(京城府)로 개칭되고, 일제강점기 조선의 수도로서 용산, 영등포 등지로의 영역 확장을 겪었다. 1945년 광복 이후 서울로 개칭되고 특별자유시가 되었으며 이후 1949년, 대한민국의 수도이자 특별시 지위에 올랐고, 한강의 기적으로 대표되는 대대적인 경제성장과 강남 개발로 행정구역 확장 등의 도시 정비를 거쳤으며, 1986년 아시안 게임과 1988년 서울 올림픽, 2002년 FIFA 월드컵, 2010 G20 정상 회의 등의 국제행사도 다수 개최하였다.
중앙으로 한강이 흐르고, 북한산, 관악산, 도봉산, 불암산, 인릉산, 청계산, 아차산 등의 산들로 둘러싸인 분지 지형의 도시이다. 면적은 605.23 km2로 대한민국 면적의 0.6%이고, 인구는 9,334,828만 명으로 대한민국 인구의 17%를 차지한다. 시청 소재지는 중구이며, 25개의 자치구가 있다.인구가 가장 많은 구는 송파구이며 가장 인구가 적은 구는 중구이다. 대한민국의 총생산 가운데 절반을 차지하는 경제력을 보유하고 있는 지역으로 2018년 서울의 지역 내 총생산은 422조 원이었다.
수도로서의 오랜 역사와 더불어 전통 건축과 명소가 밀집해 있는 도시로서 경복궁을 비롯한 조선의 5대 왕궁이 이곳에 위치해 있으며, 창덕궁, 종묘, 조선왕릉의 총 세 곳이 유네스코 세계유산으로 지정되었다. 근현대 건축 역시 수많은 명소가 자리해 있으며 대표적으로 N서울타워, 63빌딩, 롯데월드타워, 동대문 디자인 플라자, 롯데월드, 코엑스, 파크원 등이 있다. 이와 더불어 오늘날 대한민국의 문화산업을 주도하는 도시로 자리잡고 있다. 서울특별시에는 행정부, 사법부, 입법부의 센터가 이곳에 위치해 있으며, 여의도에는 국회의사당이 위치해 있다.

## 지명

### 어원, 명칭
"서울"의 어원에 관해 여러 가지 설이 존재하나, 학계에서는 일반적으로 수도를 뜻하는 신라 계통의 고유어인 서라벌에서 유래했다는 설을 유력하게 받아들이고 있다. 이때 한자 가차 표기인 서라벌 원래 의미에 관해서도 여러 학설이 존재한다. 삼국사기 등에서 서라벌을 금성으로도 표기했다는 점과 신라까지 포함하여 "설[새: 新, 金]-벌[땅: 羅, 城]", 즉 새로운 땅이라는 뜻으로 새기는 견해가 있다. 고대-중세 한국어에서 서라벌에 관한 정확한 발음을 확실하게 확인한 게 없으며, 그 발음은 훈민정음 창제 후 "셔ᄫᅳᆯ"이라는 표기가 등장하고 나서 알게 되었다.
서울 한자 음차 표기로는 이십일도회고시, 한경지략, 증보문헌비고의 서울(徐菀), 동사강목, 북학의의 서울(徐蔚), 대동지지의 서울(徐鬱), 앙엽기의 서올(徐兀) 등이 있다. 이처럼 조선 시대 서울은 한양, 한성(漢城) 외에도 서울(셔ᄫᅳᆯ), 경도(京都), 경부(京府), 경사(京師), 경성(京城), 경조(京兆) 등으로 불리기도 했으며, 김정호의 수선전도에서 알 수 있듯 수선(首善)으로 표기한 예도 있다. 이 가운데 한양과 한성을 제외하면 모두 수도를 뜻하는 일반 명사로서 '서울'이 원래는 서울 지역(사대문 안과 성저십리)만을 가리키는 말이 아닌 수도를 뜻하는 일반 명사였다는 방증이다.
서울이라는 단어는 한국어에서 일반명사로도 사용된다. 국어사전에서는 일반 명사 '서울'을 '한 나라의 중앙 정부가 있고, 경제, 문화, 정치 등에서 가장 중심이 되는 도시'라고 정의하고 있다.
1910년 10월 1일에 일제가 한성부를 경성부로 개칭함에 따라 일제강점기에 서울은 주로 경성으로 불렸으나, 1945년 광복 후, 경성부에서 서울특별자유시로 개칭되면서, 경성 대신에 서울로 부르게 되었다.

### 외국어 표기
서울 로마자 표기 'Seoul'은 19세기 프랑스 선교사들이 서울을 쎄-울(Sé-oul)로 표기한 데서 비롯했다. 오늘날 프랑스에서는 서울을 'Séoul'로 표기하고, 스페인어권에서는 'Seúl'로 쓰나 모두 '쎄울'로 읽는다. 또, 영미권에서는 일반적으로 'Seoul'로 쓰고 영혼을 뜻하는 단어 'Soul'처럼 '쏘울'로 읽는다. 서울시에서는 이러한 점을 착안하여 오세훈 서울시장 재임 기간인 2006년 11월 13일 서울시 서브슬로건(Sub slogan)을 《Soul of Asia》로 지정하였다.
서울은 순우리말 지명이기 때문에 서울이라는 한자가 존재하지 않아서 이전 중국에서는 서울을 한청(중국어 간체자: 汉城, 정체자: 漢城, 병음: Hànchéng, 한성)이라 불렀고, 1988년 서울올림픽도 한성올림픽이라고 불렀으나, 2005년에 서울시가 서울과 발음이 유사한 '셔우얼'(중국어 간체자: 首尔, 정체자: 首爾, 병음: Shǒu'ěr, 수이)을 서울 공식적인 중국어 표기로 정하면서 점차 이 표기가 확산되어 가는 추세다. 일본어 표기는 '소우루'(ソウル)다.
해방 이후에는 미군정청 문서에서, 서울특별시 영문 공식 명칭은 'Seoul Independent City'였다. 직역하면 "서울독립시"이나, 독립시라는 표현이 어색하다는 한국어 관점에 따라 "특별시"(영어: special city)로 번역한 게 굳어져 'Seoul Special City'로 되었다. 하지만 서울특별시청 홈페이지에서 서울특별시 공식 영어 명칭은 'Seoul Metropolitan Government'이다.

## 역사

### 선사시대와 삼국시대
오늘날 한강 유역에는 선사 시대부터 사람이 살았으며, 대표적 유적지로는 암사동 선사주거지, 면목동 유적이 있다. 현 강동구에 위치한 암사동 유적은 그 조성연대가 기원전 6000년경으로 추정되고 있으며, 움집터와 빗살무늬 토기 등의 유물이 출토되었다. 원삼국시대에는 삼한 중 마한에 속하였다.
기원전 18년, 서울 동부 한강변에 백제의 수도 위례성이 세워졌다. 백제는 이후 500년 가까이 위례성을 수도로 삼았다. 475년 고구려의 장수왕이 이곳을 점령한 후 하남위례성에 한산군(漢山郡)을, 한강 이북에는 남평양(南平壤)을 설치하였다.
551년 백제는 신라와 동맹을 맺고 고구려에게서 서울과 한강 하류지역을 탈환했으나, 553년에 나제동맹을 깬 신라에게 공격당하여, 이 지역을 빼앗겼다. 이후, 신라는 옛 위례성 인근에 한강 유역을 관할하는 한산주의 치소(治所)를 설치하였다.

### 남북국 시대 북한산군과 고려 남경
삼국통일 후 685년 신라는 서울의 한강 이북지역을 한산주가 관할하는 북한산군(北漢山郡)으로 이름하였다. 757년에 한산주를 한주(漢州)로, 북한산군을 한양군(漢陽郡)으로 개칭하였다.
고려 개국 후 918년 (고려 태조 1년)에 한양군을 양주(楊州)로, 940년(고려 태조 23년)에 한주를 광주(廣州)로 각각 개칭하였으며, 1067년(고려 문종 21년)에 양주가 남경(南京)으로 승격되었다.
1308년 남경을 한양부로 개편하였다가 1356년(공민왕 5년)에 한양부를 다시 남경으로 개칭하였다.

### 조선시대 한성부

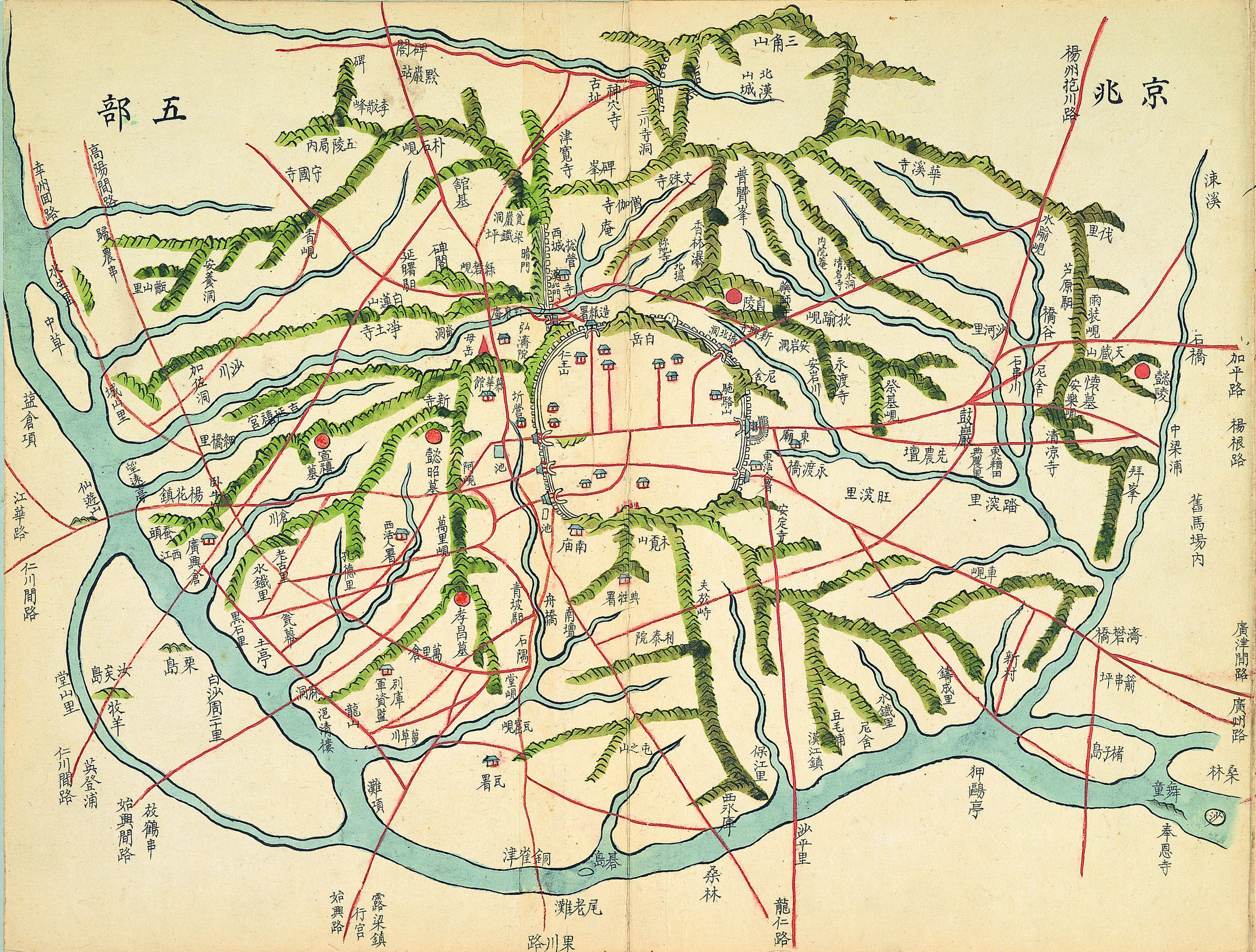
경조오부도 (1861년)

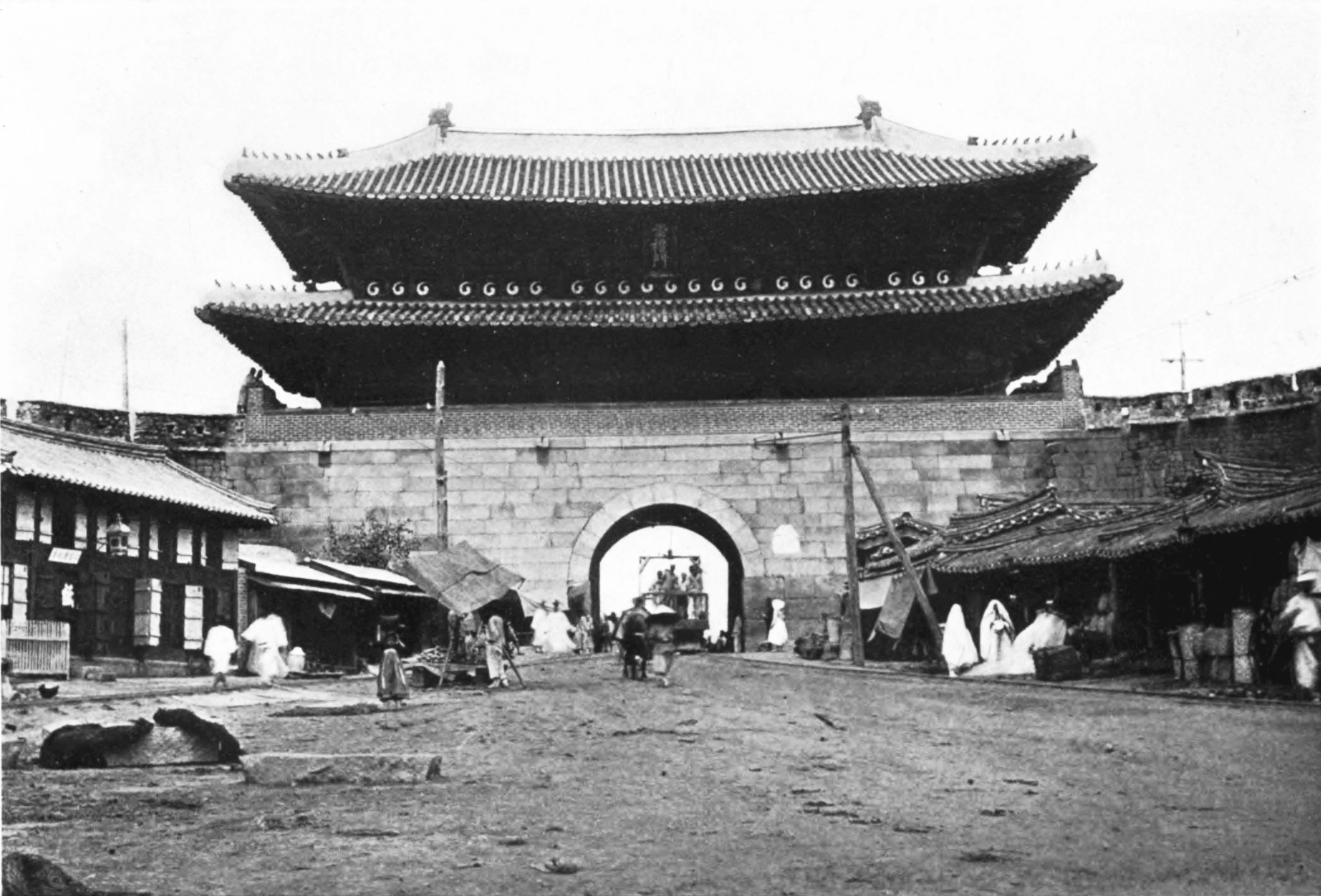
숭례문 (1900년경)

조선 태조는 1392년 개경에서 조선을 건국하고, 1394년 10월 남경으로 천도했다. 한양으로 도읍을 정한 데에는 풍수사상이 적지 않은 영향을 끼쳤으나, 한양의 도시계획 자체는 유교 이념에 바탕을 둔 도성제에 따라 건설되었다. 이듬해 1395년에는 한성부로 개칭하고 5부(部) 52방(坊)의 행정 구역을 확정했다. 한성부의 지리적 범위는 사대문 안 도성과 도성 밖 10리(약 4 km)까지의 성저십리(城底十里)로 구성되었다. 1398년 숭례문을 완공하였고, 1404년 경복궁을 준공하였다.
1592년 임진왜란이 발발하자 조선 선조는 천도를 결정하고 의주로 피난하였다. 1592년 5월 일본군에게 점령된 한양은 이어진 혼란 속에서 경복궁, 창덕궁 등 주요 궁궐이 화재로 소실되는 일을 겪었다. 이후 1637년에도 병자호란 등 전란을 거치며, 도시의 대부분이 파괴되었고 후에 서서히 재건되었다.
구한말 시기 인천, 부산 등의 개항지와 더불어 한성에도 근대적인 기반시설의 도입이 이뤄졌다. 1887년 경복궁 건청궁에 전기를 처음으로 들여온 것을 시작으로, 1899년 서대문~청량리 단선전차를 처음 개통하였고, 1900년 한강 가교가 준공되었다. 1902년에는 한성전화소가 서울시내전화교환업무를 시작하였다.
1896년 환구단에서 대한제국을 선포한 고종황제는 정부와 함께 기존 법궁인 경복궁과 종각을 중심으로 하던 것에서 벗어나 경운궁을 중심으로 공간구조의 개편을 꾀하는 '한성 도시개조사업'을 실시하였다. 1895년부터 1903년까지 실시된 이 사업은 기존의 좁은 도로를 확장 정비하여 원활한 교통로 확보와 위생 개선을 동시에 꾀하였으며, 근대국가의 수도로 거듭나고자 하는 모습을 보였다.

### 일제강점기

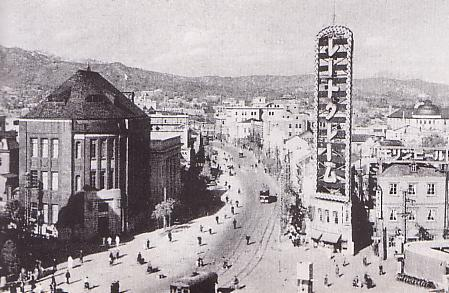
남대문로 (1937년)

1910년 대한제국의 국권을 침탈한 일본 제국은 한성부를 경성부로 개칭하고 경기도에 예속시켜 지위를 격하시켰으며, 조선 통감부와 조선총독부의 청사를 경성부에 두었다. 1911년 경성부의 하부기관을 5부 8면으로 구분하여 성 안은 동·서·남·북·중의 5부로, 성 밖은 용산·서강·숭신·두모·인창·은평·연희·한지의 8개 면으로 구분하였다.

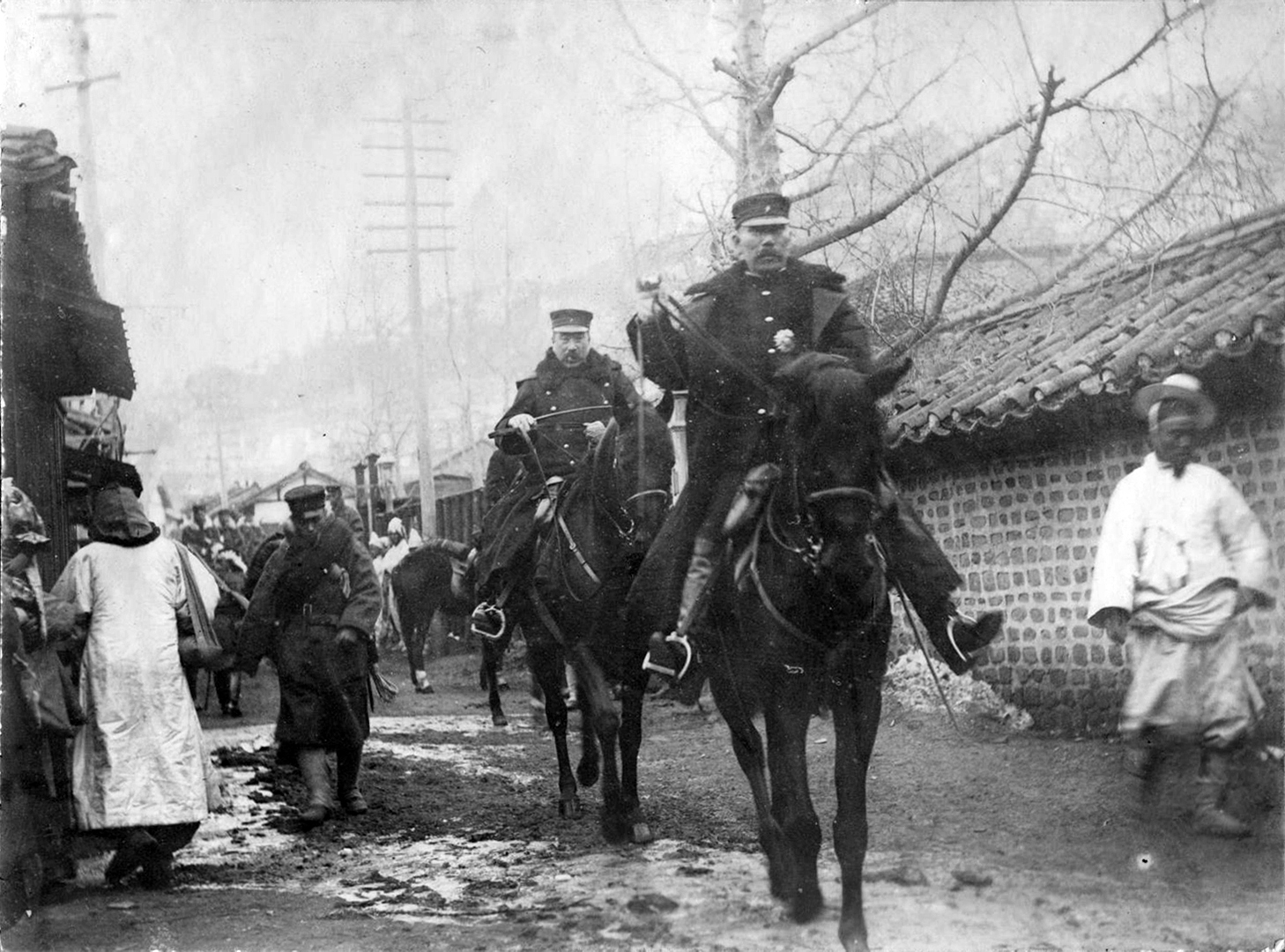
말을 탄 일본 장교들(1904년).

1914년 면(面) 제도를 폐지하고 부제(府制)를 실시하면서 용산·숭신·인창·한지·두모면의 일부를 경성부에 편입시키고, 명칭은 정(町)으로 바꾸었다. 1936년 고양군·시흥군·김포군의 일부 면들이 편입되어 행정구역이 133.94km2로 확장되었다. 1943년에는 구제를 실시하여, 중구·종로구·동대문구·성동구·서대문구·용산구·영등포구 등 7개 구로 나누었다.
일제는 조선 개국 이후로 존재했던 서울의 역사성과 공간구조를 대대적인 정비계획에 따라 훼손시켰다. 1908년 전차선로 가설을 위해 성곽의 일부가 일본군에 의해 철거된 것을 시작으로, 일제강점기를 거치며 도성의 성문이나 성벽 일부를 훼손하고 신작로나 철로가 개설되어 나갔다.
이 시기 일제 조선의 행정중심지로서 근대 건축물이 다수 들어섰으며, 경성부청, 경성역, 경성제국대학, 조선은행 본점, 부민관, 명치좌 등이 지금까지 남아 있다.

### 광복 이후
1945년 광복과 함께 경성부는 서울시로 개칭되었다. 1946년 9월 28일에 경기도에서 분리하여 서울특별자유시로 승격하였다. 이는 1949년 8월 15일 서울특별시로 다시 개칭되었으며, 고양군 뚝도면·숭인면·은평면과 시흥군 도림리·구로리·번대방리 등이 편입되어 시역이 268.35 km2로 확장되었다.
1950년 한국 전쟁이 발발하면서 대한민국 정부는 수도를 부산으로 이전하였고, 6월 28일 조선민주주의인민공화국이 처음으로 점령하여 임시수도로 삼았다. 9월 28일에 대한민국이 수복하였으나, 1.4 후퇴 때 다시 서울을 내주고 폐허가 되었다. 1951년 3월 14일에 다시 서울을 수복한 뒤 1953년 정전 협정까지 대한민국의 점령지로 남았다.
1962년 서울특별시행정에 관한 특별조치법이 제정되어 국무총리 직속기구가 되었고, 시장의 행정적 지위도 장관급으로 격상되었다. 같은해 경기도 광주군·양주군·시흥군·김포군·부천군의 7면 54리를 편입하고 시역을 대규모로 확장하여 593.75 km2가 되었다. 이 때 이른바 강남 등 서울의 한강 이남 지역인 강남 (서울)이 대거 편입되었고, 한강 이북에서는 동북부의 도봉구, 노원구, 중랑구 일대가 편입되었다.
1973년 도봉구와 관악구가 신설되어 11개구가 되었고, 605.33 km2로 시역이 확장되었다. 이후 기존의 행정구역을 분리하여 1975년 강남구, 1977년 강서구, 1979년 은평구, 강동구, 1980년 동작구, 구로구, 1988년 중랑구, 노원구, 양천구, 서초구, 송파구, 1995년 강북구, 광진구, 금천구가 신설되고 광명시의 일부 지역이 금천구로 편입되었다
1988년 하계 올림픽, 2000년 서울 아시아·유럽 정상회의, 2002년 FIFA 월드컵, 2010년 G20 정상회의 등의 국제적인 스포츠 대회와 정상회의를 개최하였다. 서울 주변의 인천과 경기도의 위성도시들이 성장하면서, 서울을 중심으로 거대한 도시 구조인 수도권이 형성되었다.

## 지리

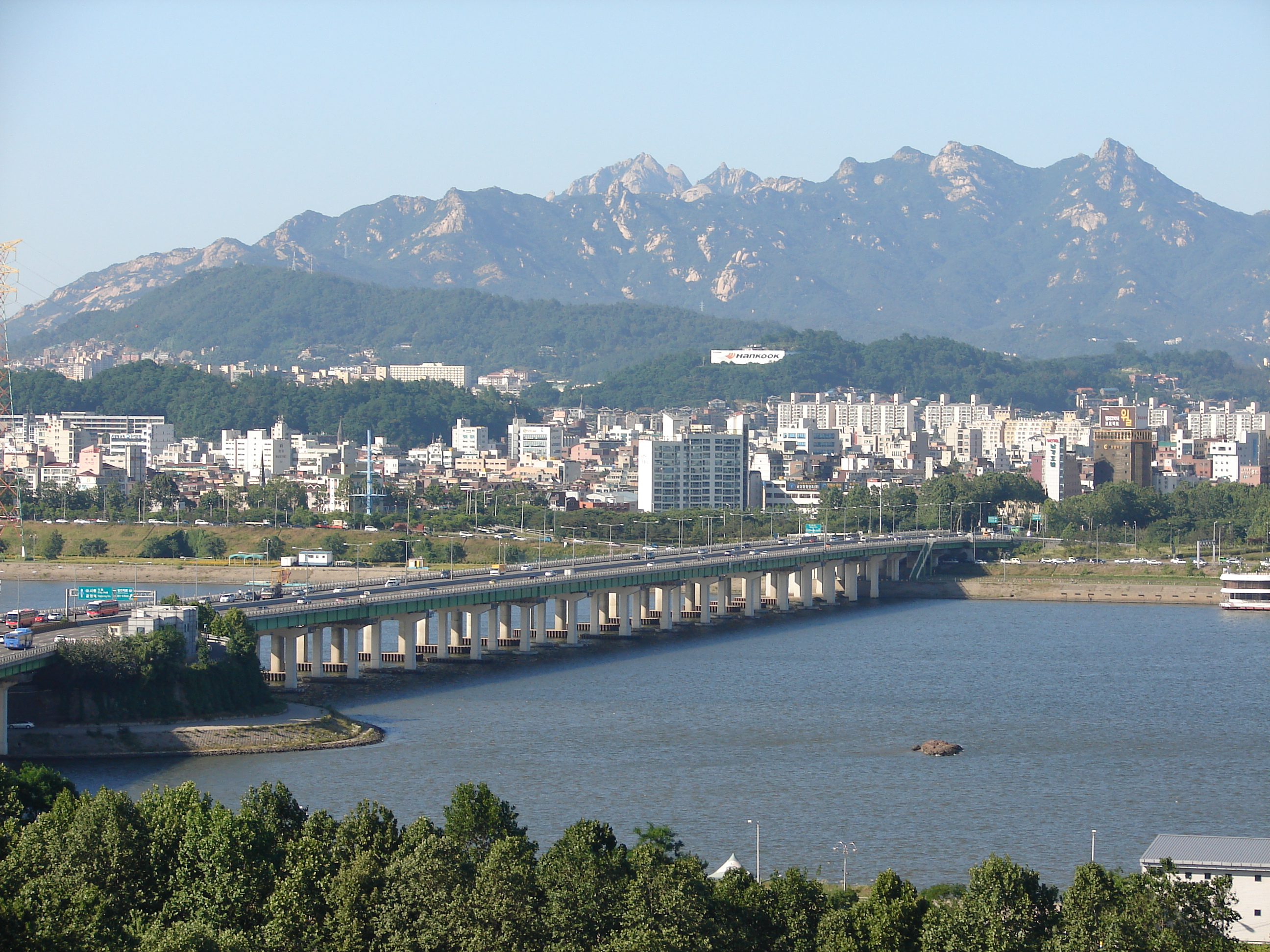
한강과 양화대교 너머로 보이는 북한산의 풍경

2023년 2월에 촬영된 항공사진. 서울이 오른쪽 위에 치우쳐져 위치한다.

서울은 한반도 중서부에 위치하는 분지 지형의 도시이다. 시 중심으로 한강이 흐르고, 서울 도심에는 남산과 인왕산이 있다. 시 주변으로 북한산, 관악산, 도봉산, 수락산, 불암산, 구룡산, 우면산, 아차산 등이 서울을 둘러싸며 경기도 및 인천광역시와 자연적 경계를 이루고 있다.
동서 간의 거리는 36.78 km, 남북 간의 거리는 30.3km이며, 면적은 약 605.25 km2이다. 서울의 면적은 대한민국의 0.6%이며 남북한 면적의 0.265%이다. 서울특별시의 최북단은 도봉구 도봉동이고 최남단은 서초구 원지동이며 최동단은 강동구 강일동, 최서단은 강서구 오곡동이다.

### 지형

#### 산
서울은 국립공원으로 지정된 북한산(삼각산)을 최고점으로 한 고양·양주구릉과 경기평야가 만나는 지대에 있다. 주위에는 북한산(836m)·도봉산(717m)·인왕산(338m)·관악산(629m) 등 500m 내외의 산과 구릉이 자연성벽과 같이 둘러싸고 있는 분지이다. 광주산맥의 한 줄기인 도봉산은 백운대·인수봉·노적봉의 3개 봉우리가 솟아 있는 북한산과 이어져 있고, 그 산줄기는 다시 남으로 뻗어 북악산(342m)을 솟게 하였다. 그리고 북악산에서 동으로 뻗은 산줄기에 낙산(125m), 서로 뻗은 산줄기에 인왕산이 있다.
인왕산에서 뻗은 산줄기 중 남쪽으로 뻗은 것은 숭례문을 지나 남산(265m)·응봉(175m)과 이어져 있고, 서쪽은 무악재의 안부(鞍部)를 지나 안산(296m)과 이어져 있는데 모두 구릉성 산지이다. 한강 남쪽에는 100m 이하의 구릉지가 펼쳐져 있고, 남쪽에 천연의 요새와 같이 서울의 외곽에 솟아 있는 관악산(629m), 청계산(618m), 구룡산(306m), 우면산(293m) 등이 있다. 그 외에 서울 동부에 불암산, 수락산, 망우산, 아차산 등이 있다.

서울의 주요 산 위치도

#### 하천
서울의 중심에는 한강 하류가 동에서 서쪽으로 흐르고 있다. 하류이기 때문에 구배는 완만하며 물의 흐름은 느리나, 홍수 때는 상·중류의 유역 지방으로부터 흘러내려오는 물 때문에 수위가 높아진다. 여의도는 상류로부터 운반되어 온 토사가 퇴적된 하중도이다. 한강물은 서울시민의 수돗물로도 공급되는데, 과거에는 뚝섬과 선유도 등에도 취수장이 있었으나 현재는 잠실 수중보와 팔당 저수지로부터 물을 끌어들여 공급하고 있다.
한강은 일제강점기까지 별다른 정비가 없었다가, 1960년대 이후 한강을 정비하는 사업이 진행되기 시작하였다. 1968년 밤섬을 폭파한 뒤 여의도를 개발하였고, 1970년부터 1975년까지 잠실 개발계획으로 잠실섬과 부리도의 남쪽 물길(송파강)을 막아 육지로 만들었다. 1982년 시작된 '한강종합개발사업'을 통해 둔치를 조성하고, 강변 양쪽에 강변북로와 올림픽대로를 놓았다. 2006년에는 한강 르네상스라는 이름으로 한강 주변을 다시 정비하였다.
한강 이외의 주요 하천으로는 불광천, 안양천, 중랑천, 청계천, 탄천, 양재천, 여의천, 홍제천 등이 있다.

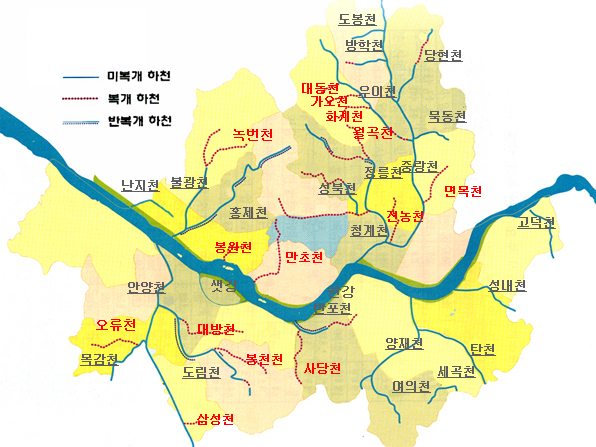
서울의 하천 지도

#### 임야
서울의 임야 면적은 2006년을 기준으로 157.35 km2으로, 임야의 51.5%는 국공유림이고 49.5%는 사유림이다. 임야의 분포는 산이 많은 노원구에 17.73 km2, 관악구에 17.53 km2, 강남구에 16.11 km2가 있어서 전 임야의 32.6%를 차지하고 있다. 이 임야의 많은 부분이 개발 제한 구역으로 묶여 있어서 임야는 잘 보호되고 있는 편이긴 하지만, 임야 면적은 매년 조금씩 줄어들고 있다.

### 도심

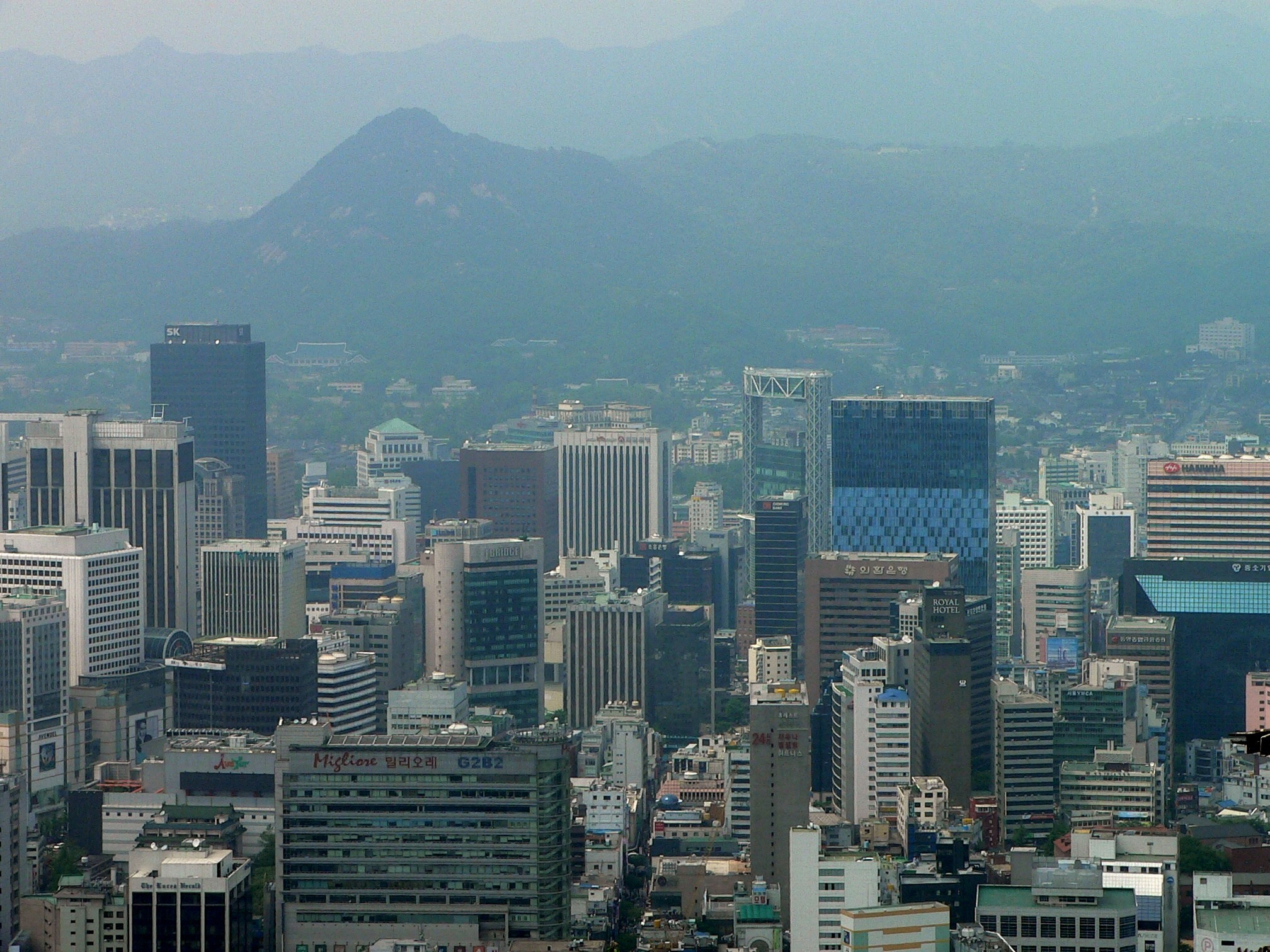
서울 도심

서울 도심 주변에는 도심을 관통하는 청계천의 계속된 침식으로 북악산과 남산에서 산기슭이 발달되어 기복이 많은 지형이 되었다. 을지로에 있던 구리개, 조선일보사 앞의 황토현(黃土峴)이란 기복은 가로공사와 도시개발에 따라 그 자취를 찾아볼 수 없으나, 현재도 율곡로·퇴계로·을지로 곳곳에서 기복을 찾아볼 수 있다. 이러한 기복 때문에 이 지역에는 고개 또는 현(峴)이란 지명이 남아 있다. 이러한 지명에는 충무초등학교 부근의 풀무고개 또는 대장고개(治峴), 인현(仁峴)·종현(鍾峴)·진고개(泥峴), 계동(桂洞) 일대에 관상감현(觀象監峴), 가회동 일대에 맹현(孟峴)·홍현(紅峴)·안현(安峴)·송현(松峴)·배고개(梨峴) 등이 있다.
풍수설에 따라 북악산 기슭에는 경복궁·창덕궁·창경궁·종묘, 인왕산 기슭에는 덕수궁을 지었고, 궁궐 사이는 궁인(宮人)·귀족·고관 들의 저택지로 이용하였다. 이 지역의 침식으로 운반된 토사는 청계천 연안에 퇴적되어 평탄한 시가지를 형성하게 하였다. 따라서 도심지에서 가장 평탄한 곳은 청계천 북쪽의 연안으로 동대문에서 세종로 사이의 종로이며, 이곳에서는 지형의 기복을 거의 찾아볼 수 없다. 삼각지로부터 해발고도 20m의 갈월동을 지나면 지형이 차차 높아져서 서울역 앞에 오면 더욱 높아지기 시작하고, 숭례문 부근은 해발고도가 40m 내외가 된다. 이곳은 분수계(해발 36.6m)가 되어, 동으로는 청계천이 동으로 흘러 중랑천과 합류한다.

### 지질
한반도 내 경기 지괴 내에 위치한 서울은 선캄브리아기의 편마암과 이를 관입한 중생대의 대보 화강암으로 구성되며, 하천을 중심으로 이 모두를 부정합으로 덮는 제4기의 충적층이 분포한다.
선캄브리아기의 암석 중 가장 주된 것은 서울 지질도폭(1982)의 호상흑운모편마암(PCEbngn; Precambrian biotite gneiss)이다. 지형적으로 저지대를 이루면서 강서구 화곡동, 서대문구, 마포구, 용산구, 은평구, 영등포구, 동작구, 강남구, 서초구 등지에 분포한다. 이 암석은 경기편마암복합체의 일부로서, 이 지역 내에서는 가장 오래된 암석으로 기저(基底)를 이루고 있다. 서울 동부지역으로 가면 선캄브리아기의 암석이 조금 더 세분화되어, 논현동 일대에 분포하는 안구상 편마암(PCEagn)이나 강남구, 송파구, 강동구 일대에 흩어져 분포하는 운모편암(PCEms) 등으로 분류된다.
중생대의 화강암인 서울 화강암(Jsgr; Jurassic Seoul granite)은 서울시 북부인 중구, 동대문구, 성북구, 종로구, 노원구, 북한산 지역에 분포한다. 이 화강암은 대한민국에서 가장 넓게 분포하는 주요 화강암인 대보 화강암의 일부이며, 선캄브리아기의 편마암류를 관입하고 있다. 박병권(1972)에 의하면 서울 화강암의 Rb-Sr 절대연령은  160±10 Ma로 중기 쥐라기에 해당한다. 서울 화강암의 최대 압축 강도는 1100~1440 kg/cm2이며 서울 화강암 내에 단층과 절리를 생성시킨 압력은 평균 1200 kg/cm2이다.
서울특별시를 지나는 신갈 단층은 한반도 경기 지괴 내 연천군에서 성남시 분당구 등을 지나 평택시까지 이어지는 연장 130 km의 주향 이동 단층으로 추가령 구조곡의 일부이다. 추가령 단층대의 일부이며, 뚝섬 지질도폭(1981)에 의하면 북쪽으로 의정부 지질도폭(2005), 남쪽으로 둔전 지질도폭(1982)으로 이어지는 남-북 주향의 대규모 단층이다.
화강암은 조립질이면서 다른 암석과는 다르게 절리(節理)가 잘 발달하고 풍화작용에 약하며, 도봉산·백운대·인수봉과 같은 봉우리가 기암절벽을 만들어 서울 특유의 절경을 보여 주고 있다. 홍제동·안암동·창신동·장위동 등지의 화강암은 1990년대까지만 하여도 건축재로 쓰이곤 했다. 화강편마암은 견고한 암석이지만 접착성이 적기 때문에 쉽게 붕괴되어 봉우리를 이루지 못하나, 작은 기복을 이룬 노년기 지형을 나타내주고 있다. 특히 동작동 부근의 화강편마암은 판형으로 쉽게 벗겨져 온돌의 구들장으로 쓰였고, 화강편마암이 풍화되어 된 천호동의 점토는 벽돌과 옹기 제조의 원료로서 많이 쓰였다.

### 기후

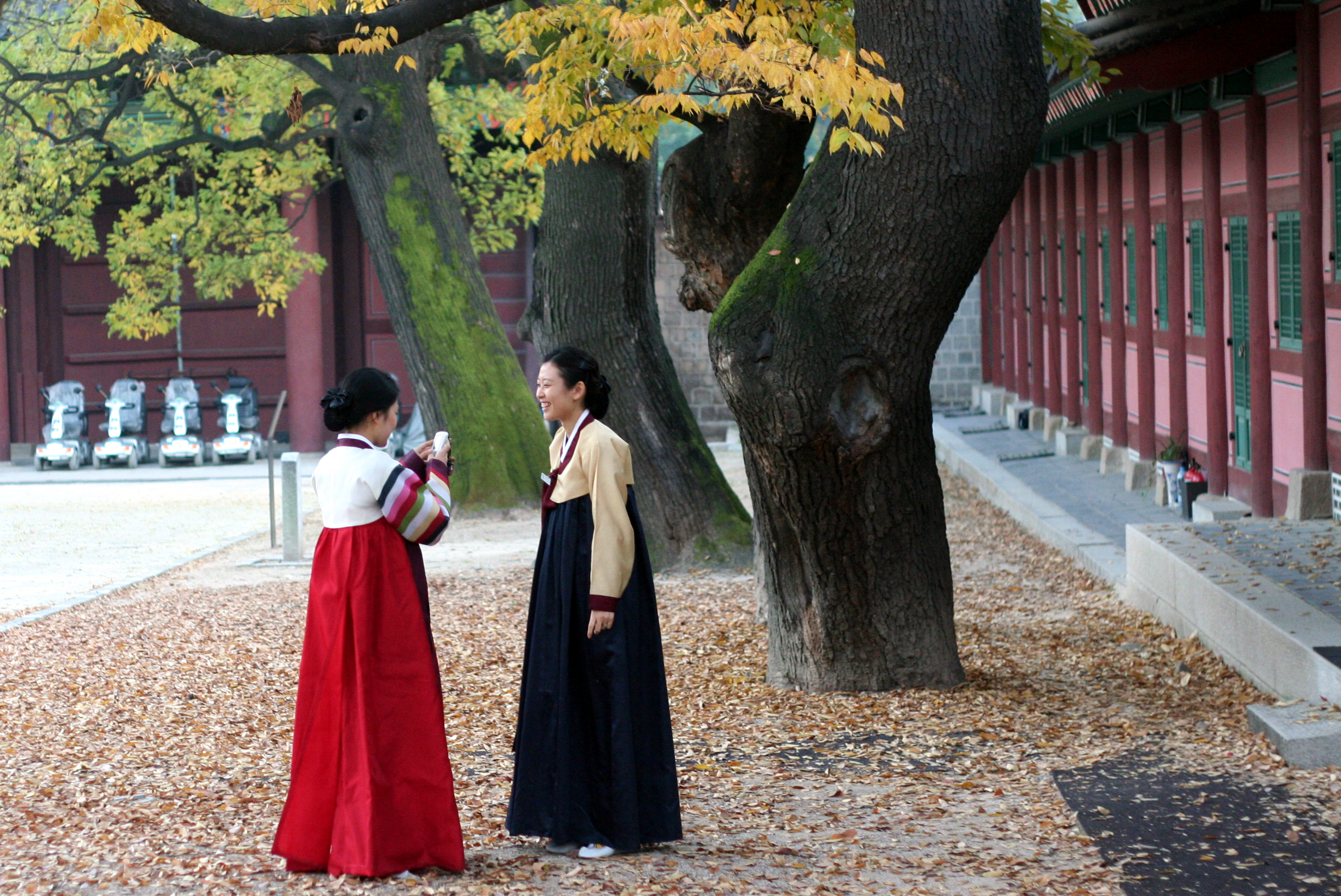
창덕궁의 가을 풍경

서울은 냉대 동계 소우 기후(쾨펜의 기후 구분 Dwa) 또는 온대 하우 기후(Cwa)에 속하며, 습윤 대륙성 기후로 분류하기도 한다. 기온의 연교차가 큰 대륙성 기후이다. 최근 지구 온난화로 인한 기온 상승으로 인해 최한월 평균기온이 영하 3 °C보다 높은 -2.4 °C로 높아져 대한민국 기상청은 온대 하우 기후로 변경했다. 그러나 이는 열섬 현상으로 인한 것으로 외곽 지역은 여전히 -3 °C 미만으로 내려간다는 점과 냉대 기후의 최한월 평균기온 기준을 0 °C 미만으로 간주하는 경우도 많다는 점에서 온대기후와 냉대기후의 중간 정도 되는 기후이다. 여름 기온과 겨울 기온의 연교차가 28.1 °C로 매우 크기 때문에, 겨울은 매우 춥고, 여름은 몹시 무덥다.
최근 30년(1991년~2020년) 기준으로 서울의 연평균 기온은 12.8 °C 이고, 최난월인 8월 평균 기온은 26.1 °C, 최한월인 1월 평균 기온은 -1.9 °C이다. 특히 최한월의 평균 기온은 같은 위도 상의 다른 도시에 비해 낮은 편이다. 시내의 기온 분포는 중구와 같이 가옥이 밀집한 곳과 많은 자동차가 배기가스를 뿜으며 지나는 간선도로, 그리고 도심부의 포장도로가 지나는 지역이 가장 기온이 높고, 한강 연안과 가옥의 밀집도가 낮은 지역은 기온이 낮게 나타나고 있다. 도심의 기온은 여름철의 6, 7, 8월 3개월을 제외하고는 해가 거듭될수록 높아지고 있다. 따라서 이 상태로 계속 기온이 높아진다고 가정하면 약 100년 간에 평균기온은 1.8 °C, 일 최저 기온의 연평균치는 3.1 °C씩 높아질 것으로 예상된다. 반면 시내의 습도는 점점 줄어들고 있다.
계절은 여름이 가장 길고 그 다음 겨울, 봄 순서대로이고 가을이 가장 짧다. 봄은 3월 중순부터 시작되는데 월평균 기온이 5 °C 이상으로 올라가고 날씨는 맑고 따뜻해진다. 그러나 제트기류가 서쪽에서 불어올 때 황사가 일어나기도 한다. 여름은 20 °C 이상의 기온이 계속되며 7, 8월에는 30 °C 내외, 심하면 35 °C 이상의 무더운 날씨가 많다. 또한 장마나 집중호우가 계속되어 많은 비가 내리므로 홍수의 피해가 크다. 가을은 하늘이 높고 맑은 날이 계속되며, 기온은 차차 내려가 선선한 날씨가 시작된다. 겨울은 최저 기온이 0 °C 이하로 내려가는 날이 100일 내외, 최저기온이 -10 °C 이하로 내려가는 날이 29.4일로서, 추운 날이 비교적 오래 지속되고 있다. 눈이 내리는 기간은 12.5일, 얼음이 어는 기간은 16.4일이나 강수량은 여름에 비하면 훨씬 적어 건조한 날씨가 많다. 최근 30년(1991년~2020년) 기준으로 연평균 강수량은 약 1,417.9mm이나, 1990년에는 2,355.5mm, 1949년에는 633.7mm가 내릴 정도로 연 강수량의 기복이 심한 편이다. 계절별 강수량은 여름철에 892.1mm, 겨울철에 67.3mm로 여름철에 강수가 크게 집중되는 경향을 보인다.
한반도는 계절풍 지대에 속하기 때문에 서울은 여름에 남동풍, 겨울에 북서풍이 빈번하게 분다. 도심부에서 도로 위를 부는 도로바람은 남산의 북사면에서 발달한 차가운 공기가 충무로 지하상가 위를 지나 을지로 입구 쪽으로 이동하기 때문에 퇴계로 2가 부근에서 바람이 가장 강하게 분다.
역대 최저 기온은 1927년 12월 31일의 -23.1 °C, 역대 최고 기온은 2018년 8월 1일의 39.6 °C이다.
| 서울기상관측소 (서울특별시 종로구 송월동, 해발 85.5m)의 기후 | 서울기상관측소 (서울특별시 종로구 송월동, 해발 85.5m)의 기후 | 서울기상관측소 (서울특별시 종로구 송월동, 해발 85.5m)의 기후 | 서울기상관측소 (서울특별시 종로구 송월동, 해발 85.5m)의 기후 | 서울기상관측소 (서울특별시 종로구 송월동, 해발 85.5m)의 기후 | 서울기상관측소 (서울특별시 종로구 송월동, 해발 85.5m)의 기후 | 서울기상관측소 (서울특별시 종로구 송월동, 해발 85.5m)의 기후 | 서울기상관측소 (서울특별시 종로구 송월동, 해발 85.5m)의 기후 | 서울기상관측소 (서울특별시 종로구 송월동, 해발 85.5m)의 기후 | 서울기상관측소 (서울특별시 종로구 송월동, 해발 85.5m)의 기후 | 서울기상관측소 (서울특별시 종로구 송월동, 해발 85.5m)의 기후 | 서울기상관측소 (서울특별시 종로구 송월동, 해발 85.5m)의 기후 | 서울기상관측소 (서울특별시 종로구 송월동, 해발 85.5m)의 기후 | 서울기상관측소 (서울특별시 종로구 송월동, 해발 85.5m)의 기후 |
| 월                                                           | 1월                                                          | 2월                                                          | 3월                                                          | 4월                                                          | 5월                                                          | 6월                                                          | 7월                                                          | 8월                                                          | 9월                                                          | 10월                                                         | 11월                                                         | 12월                                                         | 연간                                                         |
| ------------------------------------------------------------ | ------------------------------------------------------------ | ------------------------------------------------------------ | ------------------------------------------------------------ | ------------------------------------------------------------ | ------------------------------------------------------------ | ------------------------------------------------------------ | ------------------------------------------------------------ | ------------------------------------------------------------ | ------------------------------------------------------------ | ------------------------------------------------------------ | ------------------------------------------------------------ | ------------------------------------------------------------ | ------------------------------------------------------------ |
| 역대 최고 기온 °C (°F)                                       | 14.4 (57.9)                                                  | 18.7 (65.7)                                                  | 25.1 (77.2)                                                  | 29.8 (85.6)                                                  | 34.4 (93.9)                                                  | 37.2 (99.0)                                                  | 38.4 (101.1)                                                 | 39.6 (103.3)                                                 | 35.1 (95.2)                                                  | 30.1 (86.2)                                                  | 25.9 (78.6)                                                  | 17.7 (63.9)                                                  | 39.6 (103.3)                                                 |
| 일평균 최고 기온 °C (°F)                                     | 2.1 (35.8)                                                   | 5.1 (41.2)                                                   | 11.0 (51.8)                                                  | 17.9 (64.2)                                                  | 23.6 (74.5)                                                  | 27.6 (81.7)                                                  | 29.0 (84.2)                                                  | 30.0 (86.0)                                                  | 26.2 (79.2)                                                  | 20.2 (68.4)                                                  | 11.9 (53.4)                                                  | 4.2 (39.6)                                                   | 17.4 (63.3)                                                  |
| 일일 평균 기온 °C (°F)                                       | −2.0 (28.4)                                                  | 0.7 (33.3)                                                   | 6.1 (43.0)                                                   | 12.6 (54.7)                                                  | 18.2 (64.8)                                                  | 22.7 (72.9)                                                  | 25.3 (77.5)                                                  | 26.1 (79.0)                                                  | 21.7 (71.1)                                                  | 15.0 (59.0)                                                  | 7.5 (45.5)                                                   | 0.2 (32.4)                                                   | 12.8 (55.0)                                                  |
| 일평균 최저 기온 °C (°F)                                     | −5.5 (22.1)                                                  | −3.2 (26.2)                                                  | 1.9 (35.4)                                                   | 8.0 (46.4)                                                   | 13.5 (56.3)                                                  | 18.7 (65.7)                                                  | 22.3 (72.1)                                                  | 22.9 (73.2)                                                  | 17.7 (63.9)                                                  | 10.6 (51.1)                                                  | 3.5 (38.3)                                                   | −3.4 (25.9)                                                  | 8.9 (48.0)                                                   |
| 역대 최저 기온 °C (°F)                                       | −22.5 (−8.5)                                                 | −19.6 (−3.3)                                                 | −14.1 (6.6)                                                  | −4.3 (24.3)                                                  | 2.4 (36.3)                                                   | 8.8 (47.8)                                                   | 12.9 (55.2)                                                  | 13.5 (56.3)                                                  | 3.2 (37.8)                                                   | −5.1 (22.8)                                                  | −11.9 (10.6)                                                 | −23.1 (−9.6)                                                 | −23.1 (−9.6)                                                 |
| 평균 강수량 mm (인치)                                        | 16.8 (0.66)                                                  | 28.2 (1.11)                                                  | 36.9 (1.45)                                                  | 72.9 (2.87)                                                  | 103.6 (4.08)                                                 | 129.5 (5.10)                                                 | 414.4 (16.31)                                                | 348.2 (13.71)                                                | 141.5 (5.57)                                                 | 52.2 (2.06)                                                  | 51.1 (2.01)                                                  | 22.6 (0.89)                                                  | 1,417.9 (55.82)                                              |
| 평균 강수일수 (≥ 0.1 mm)                                     | 6.1                                                          | 5.8                                                          | 7.0                                                          | 8.4                                                          | 8.6                                                          | 9.9                                                          | 16.3                                                         | 14.7                                                         | 9.1                                                          | 6.1                                                          | 8.8                                                          | 7.8                                                          | 108.6                                                        |
| 평균 강설일수                                                | 7.1                                                          | 5.1                                                          | 2.8                                                          | 0.2                                                          | 0.0                                                          | 0.0                                                          | 0.0                                                          | 0.0                                                          | 0.0                                                          | 0.0                                                          | 2.3                                                          | 6.4                                                          | 23.9                                                         |
| 평균 상대 습도 (%)                                           | 56.2                                                         | 54.6                                                         | 54.6                                                         | 54.8                                                         | 59.7                                                         | 65.7                                                         | 76.2                                                         | 73.5                                                         | 66.4                                                         | 61.8                                                         | 60.4                                                         | 57.8                                                         | 61.8                                                         |
| 평균 월간 일조시간                                           | 169.6                                                        | 170.8                                                        | 198.2                                                        | 206.3                                                        | 223.0                                                        | 189.1                                                        | 123.6                                                        | 156.1                                                        | 179.7                                                        | 206.5                                                        | 157.3                                                        | 162.9                                                        | 2,143.1                                                      |
| 출처: 기상청 (평년값: 1991년~2020년, 극값: 1907년~현재)      |                                                              |                                                              |                                                              |                                                              |                                                              |                                                              |                                                              |                                                              |                                                              |                                                              |                                                              |                                                              |                                                              |

### 대기
시내에는 큰 건물과 공장의 굴뚝에서 내뿜는 매연, 자동차의 배기가스 등의 오염물질이 늘어나면서 태양광선이 제대로 땅에 닿지 못하고 있으며, 따라서 시내에 내리쬐는 일사량은 매년 감소되어 가고 있다. 비행기나 높은 산 위에서 시내를 내려다보면 연기와 먼지를 품은 오염대기층인 연진모자가 상공을 덮고 있어 서울 시야를 나쁘게 하고 있다. 2011년 환경부가 7대 도시의 대기 오염물질을 조사한 결과, 전국의 미세먼지 평균농도는 51㎍/m3이고, 서울의 미세먼지 농도는 49㎍/m3로 나타났다. 2013년을 기준으로 하여 서울시는 전국 16개 지방(서울, 부산, 대구, 경기, 제주, 전남 등)에서 8위(7위: 대구 9위: 전북)를 하였고, 광역시나 특별시 중에서는 4위(3위: 대구 5위: 울산)를 하였다.(중위권) 그러나 최근, 수년 동안 서울시에서는 청정연료 확대보급, 경유자동차 저공해화, 도로비산먼지 청소, 공사장 비산먼지 관리 등과 같은 대기질 개선활동을 집중적으로 전개해 오면서 대기질이 좋아지기 시작했으나, 황해 근처에 위치하고 있는 중국의 수많은 공장에서 뿜어져나오는 매연에 서울의 대기질은 겨울과 봄에 최악을 기록하고 있으며, 미세먼지 농도가 100㎍/m3을 훌쩍 뛰어넘는 날이 갈수록 늘어나고 있는 상황이다.
하지만 2020년 코로나19 상황과 역대 가장 긴 장마 때문에 서울의 미세먼지는 110일 동안 보통 이하를 기록하기도 하였다.

## 정치

### 중앙정치

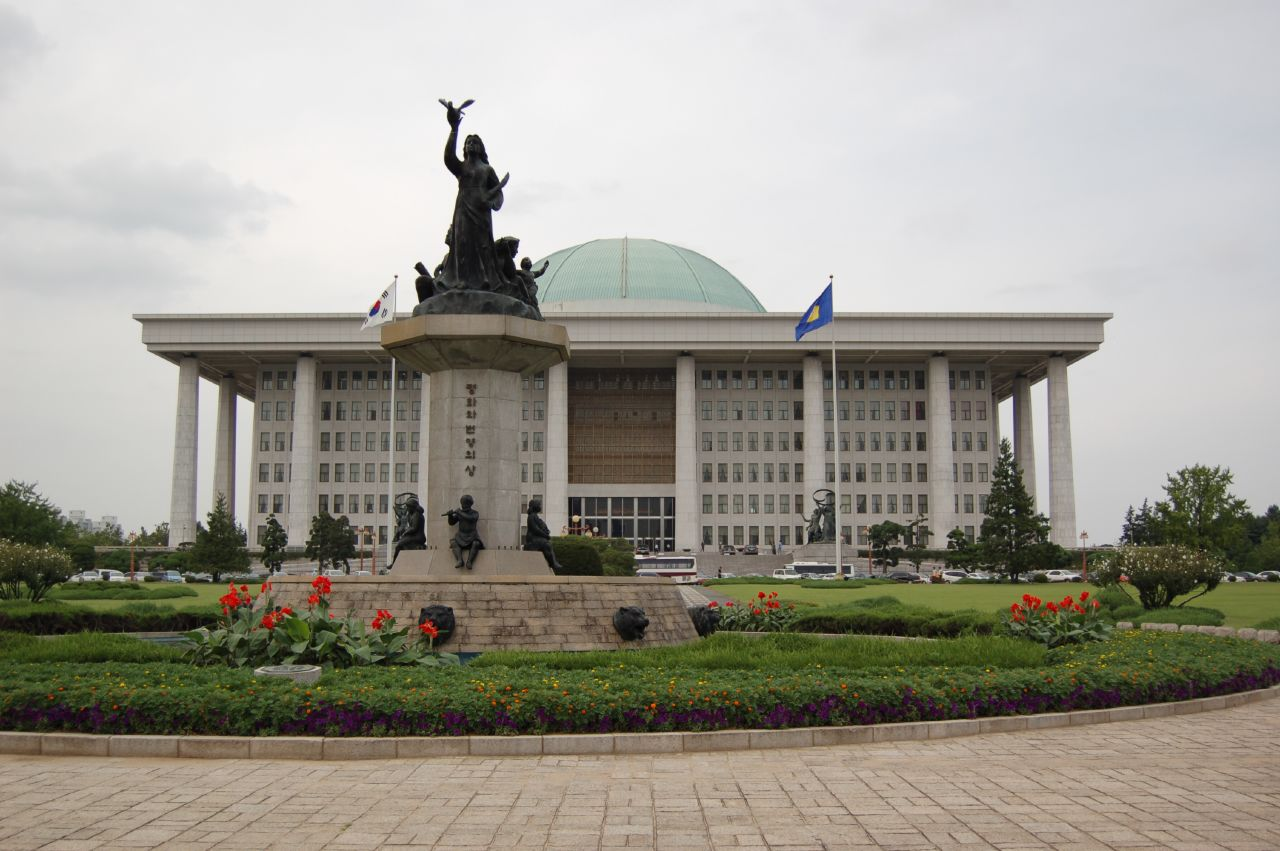
대한민국 국회의사당

서울은 대한민국의 수도로서, 입법부·행정부·사법부 등 국가의 통치 기관이 집중되어 있다. 종로구에는 청와대와 정부서울청사를 비롯한 중앙 행정 기관과 헌법재판소 등 국가 중요 기관이 있고, 중구 정동에는 각국의 외교 대사관이 밀집해 있다. 또한 여의도에는 국회가, 서초구에는 대법원을 비롯한 법조 단지가 형성되어 있다.
대한민국 국회에서의 선거구의 경우, 22대 국회의원 선거 기준 48개 선거구로 나뉜다. 주민등록 인구(외국인 제외)에 따라 29만5천 명 미만인 자치구는 1개, 29만5천 명 이상 ~ 59만 명 미만인 자치구는 2개, 59만 명 이상인 자치구는 3개의 선거구를 가진다.
- 대한민국 국회 - 대한민국의 입법부 (서울 영등포구 의사당대로 1)
- 대한민국 대법원 - 대한민국의 최고 법원 (서울 서초구 서초대로 219)
- 대한민국 헌법재판소 - 대한민국 헌법에 관한 분쟁을 판정하는 특별재판소 (서울 종로구 북촌로 15)
- 정부서울청사 - 대한민국 중앙행정기관 (서울 종로구 세종대로 209)
- 한국은행 - 대한민국의 중앙은행 (서울 중구 남대문로 39)
- 국제 백신 연구소 - 백신을 연구하고 개발하는 대한민국 최초의 국제 기관(서울 관악구 관악로 1 서울대학교 연구공원 내)

### 지방정치
서울특별시의 행정부 수장은 서울특별시장이며 직선제와 3선 연임제를 채택하고 있다. 현 시장은 2022년에 취임한 국민의힘의 오세훈이다. 서울특별시의 입법부는 서울특별시의회이며 의석수 정원은 112인, 임기는 4년이다. 소선거구제와 더불어 비례대표제를 채택하고 있다. 서울특별시장과 서울특별시의회는 서울특별시교육청장과 함께 전국동시지방선거에서 선출된다.

## 행정 구역
서울특별시의 행정구역은 2022년 5월말 기준으로 25개 자치구와 426개 행정동이 있다. 한강 남쪽에 11개, 한강 북쪽에 14개 자치구가 있다. 2020년 4월말 주민등록 인구는 9,726,787명이다. 가장 인구가 많은 구는 송파구, 가장 인구가 적은 구는 중구이다.
| \| 자치구 \| 한자 \| 세대 \| 인구 \| 면적 \| \| -------- \| -------- \| --------- \| --------- \| ------ \| \| 종로구 \| 鐘路區 \| 74,299 \| 150,936 \| 23.91 \| \| 중구 \| 中區 \| 63,091 \| 126,126 \| 9.96 \| \| 용산구 \| 龍山區 \| 111,037 \| 229,369 \| 21.87 \| \| 성동구 \| 城東區 \| 135,563 \| 298,249 \| 16.85 \| \| 광진구 \| 廣津區 \| 165,579 \| 350,016 \| 17.06 \| \| 동대문구 \| 東大門區 \| 165,516 \| 345,793 \| 14.2 \| \| 중랑구 \| 中浪區 \| 182,433 \| 395,072 \| 18.5 \| \| 성북구 \| 城北區 \| 194,095 \| 442,174 \| 24.56 \| \| 강북구 \| 江北區 \| 145,049 \| 312,691 \| 23.61 \| \| 도봉구 \| 道峰區 \| 138,724 \| 330,707 \| 20.7 \| \| 노원구 \| 蘆原區 \| 217,302 \| 530,302 \| 35.44 \| \| 은평구 \| 恩平區 \| 208,771 \| 477,973 \| 29.69 \| \| 서대문구 \| 西大門區 \| 142,559 \| 312,809 \| 17.6 \| \| 마포구 \| 麻浦區 \| 176,385 \| 374,426 \| 23.88 \| \| 양천구 \| 陽川區 \| 178,257 \| 457,132 \| 17.4 \| \| 강서구 \| 江西區 \| 264,111 \| 588,281 \| 41.43 \| \| 구로구 \| 九老區 \| 177,432 \| 405,271 \| 20.12 \| \| 금천구 \| 衿川區 \| 111,787 \| 232,396 \| 13 \| \| 영등포구 \| 永登浦區 \| 178,323 \| 372,225 \| 24.57 \| \| 동작구 \| 銅雀區 \| 182,236 \| 394,988 \| 16.35 \| \| 관악구 \| 冠岳區 \| 271,313 \| 498,978 \| 29.57 \| \| 서초구 \| 瑞草區 \| 173,561 \| 429,729 \| 47 \| \| 강남구 \| 江南區 \| 233,363 \| 543,240 \| 39.51 \| \| 송파구 \| 松坡區 \| 279,460 \| 672,862 \| 33.88 \| \| 강동구 \| 江東區 \| 191,399 \| 455,042 \| 24.58 \| \| 합계 \| \| 4,361,645 \| 9,726,787 \| 605.25 \| | 한강 경기도 마포구 도봉구 중랑구 노원구 은평구 강북구 성북구 종로구 중구 용산구 동대문구 강서구 양천구 구로구 성동구 광진구 송파구 강동구 서초구 강남구 서대문구 관악구 영등포구 금 천 구 동작구 |           |           |        |
| 자치구 | 한자 | 세대      | 인구      | 면적   |
| 종로구 | 鐘路區 | 74,299    | 150,936   | 23.91  |
| 중구 | 中區 | 63,091    | 126,126   | 9.96   |
| 용산구 | 龍山區 | 111,037   | 229,369   | 21.87  |
| 성동구 | 城東區 | 135,563   | 298,249   | 16.85  |
| 광진구 | 廣津區 | 165,579   | 350,016   | 17.06  |
| 동대문구 | 東大門區 | 165,516   | 345,793   | 14.2   |
| 중랑구 | 中浪區 | 182,433   | 395,072   | 18.5   |
| 성북구 | 城北區 | 194,095   | 442,174   | 24.56  |
| 강북구 | 江北區 | 145,049   | 312,691   | 23.61  |
| 도봉구 | 道峰區 | 138,724   | 330,707   | 20.7   |
| 노원구 | 蘆原區 | 217,302   | 530,302   | 35.44  |
| 은평구 | 恩平區 | 208,771   | 477,973   | 29.69  |
| 서대문구 | 西大門區 | 142,559   | 312,809   | 17.6   |
| 마포구 | 麻浦區 | 176,385   | 374,426   | 23.88  |
| 양천구 | 陽川區 | 178,257   | 457,132   | 17.4   |
| 강서구 | 江西區 | 264,111   | 588,281   | 41.43  |
| 구로구 | 九老區 | 177,432   | 405,271   | 20.12  |
| 금천구 | 衿川區 | 111,787   | 232,396   | 13     |
| 영등포구 | 永登浦區 | 178,323   | 372,225   | 24.57  |
| 동작구 | 銅雀區 | 182,236   | 394,988   | 16.35  |
| 관악구 | 冠岳區 | 271,313   | 498,978   | 29.57  |
| 서초구 | 瑞草區 | 173,561   | 429,729   | 47     |
| 강남구 | 江南區 | 233,363   | 543,240   | 39.51  |
| 송파구 | 松坡區 | 279,460   | 672,862   | 33.88  |
| 강동구 | 江東區 | 191,399   | 455,042   | 24.58  |
| 합계 | | 4,361,645 | 9,726,787 | 605.25 |

## 인구
고려 멸망 후 조선이 천도(1394년)한 후 조선 태종 때 인구는 약 10만 명이었으며, 이후 1900년대까지 20만 명 선을 유지하였다.
일제강점기 이후 서울의 인구는 지방 인구의 도시 집중 현상으로 급격히 증가하여 과밀화 현상을 보였다. 1919년 서울의 인구는 25만 명, 인구밀도는 6,874명/km²였으나, 1925년에는 인구 34만 명, 인구밀도 9,297명/km², 1930년에는 인구 33만 명, 인구밀도 9,824명/km², 1935년에는 인구 40만 명, 인구밀도 11,172명/km²에 달하였다. 이에 따라 1936년 시역을 확장하였으며, 그 결과 인구는 73만 명으로 증가하였으나 인구밀도는 5,430명/km²로 낮아졌다.
1945년 광복 당시 인구는 90만 명, 인구밀도는 6,628명/km²였으나, 해외에서 귀국한 동포와 한반도 북부 출신 인구의 유입으로 1946년에는 인구가 127만 명으로 급증하였고, 인구밀도는 9,309명/km²에 이르렀다. 1948년에는 인구 171만 명, 인구밀도 12,055명/km²였으며, 1949년에는 서울의 면적이 136.05 km²에서 268.35 km²로 확장되어 인구는 142만 명, 인구밀도는 5,284명/km²로 조정되었다.
1951년 한국 전쟁의 여파로 인구는 65만 명, 인구밀도는 2,416명/km²로 급감하였다. 그러나 1953년 휴전과 함께 환도가 이루어지면서 인구가 다시 급증하기 시작하였다. 1955년에는 인구 157만 명, 인구밀도 5,869명/km², 1960년에는 인구 245만 명(대한민국 전체 인구의 10%), 인구밀도 9,133명/km²에 달하였다. 이어 1970년에는 인구 543만 명(전체 인구의 18%), 인구밀도 9,013명/km², 1980년에는 836만 명, 인구밀도 13,074명/km², 1990년에는 1,061만 명, 인구밀도 15,532명/km²로 급격히 증가하였다.
1970년대 이후 대한민국의 급격한 산업화와 도시화는 수도권을 중심으로 이루어졌다.
특히 농어촌 지역의 청년층과 생산가능 인구가 대거 수도권으로 이주함에 따라, 지방은 상대적으로 인구 구조의 불균형이 심화되었다. 경제 성장 시기인 1970~80년대에는 서울 및 수도권 공업지대와 신도시 개발 지역이 주요 인구 흡수처로 기능하였다. 그 결과 전라도, 경상도, 충청도의 일부 농촌 지역은 이미 1980년대부터 인구 감소세가 뚜렷하게 나타나기 시작하였다.
서울의 인구는 1992년 1,099만 명, 인구밀도 19,522명/km²로 정점을 기록한 이후 감소세로 전환되었다. 이는 정부의 인구 분산 정책에 따른 것으로, 서울 교외에 분당, 일산, 평촌, 중동, 산본 등 1기 신도시가 건설되었기 때문이다. 이후 운정, 판교, 동탄 등 2기 신도시 개발도 진행되면서 인구 이동이 가속화되었다.
서울의 인구는 감소세를 이어가다가 2003년 1,028만 명, 인구밀도 16,975명/km²을 기록한 뒤 다시 증가세로 돌아섰는데, 이는 ‘뉴타운’으로 불린 대규모 재개발 사업으로 인한 인구 유입의 영향이 컸다. 2009년 12월 말 기준으로는 인구 10,464,051명, 세대 수 4,116,660, 인구밀도 17,289명/km²에 달하였다.
서울의 급격한 인구 증가는 1960년대 이후 경제성장에 따른 산업 발전과 고용 증대의 결과였으며, 농촌 인구가 대거 서울로 유입되면서 과밀화 현상이 심화되었다. 이는 자연 증가보다는 사회적 증가가 주요 요인이었다. 또한 서울에는 다수의 교육기관이 밀집해 있어, 대학을 졸업한 학생들이 서울에서 취업과 정착을 하는 경향이 뚜렷하였다.
그러나 2010년대에 들어서면서 높은 주거비, 특히 전세 가격 상승으로 인해 서울의 인구 순유출 속도는 전국에서 가장 빠른 수준을 보였다. 2016년 5월을 기점으로 서울의 인구는 1,000만 명 이하로 감소하였으며, 이는 1988년 서울 올림픽 개최 무렵 1,000만 명을 돌파한 이후 28년 만의 변화였다. 2025년 3월 기준 서울의 인구는 933만 명으로 집계되었다. 이와 같은 인구 유출은 주로 경기도로의 이동에 의한 것이며, 일부는 세종특별자치시와 제주특별자치도로의 이주로 이어져 역도시화 현상이 나타나고 있다.

### 인구와 가구 그래프

#### 일제강점기
| 연도   | 인구(명) | 가구(세대) | 비고 |
| ------ | -------- | ---------- | ---- |
| 1915년 | 241,085  | 55,367     |      |
| 1920년 | 250,208  | 54,614     |      |
| 1925년 | 336,349  | 70,192     |      |
| 1930년 | 355,426  | 74,909     |      |
| 1935년 | 404,202  | 82,822     |      |
| 1940년 | 935,464  | 174,336    |      |
| 1945년 | 901,371  | 189,530    |      |

#### 대한민국 정부 수립
| 연도   | 인구(명)  | 가구(세대) | 비고 |
| ------ | --------- | ---------- | ---- |
| 1949년 | 1,418,025 | 272,314    |      |
| 1955년 | 1,574,868 | 259,660    |      |
| 1960년 | 2,445,402 | 446,874    |      |

#### 군사 정부 시기
| 연도   | 인구(명)  | 가구(세대) | 비고 |
| ------ | --------- | ---------- | ---- |
| 1965년 | 3,424,385 | 649,290    |      |
| 1970년 | 5,433,198 | 1,096,871  |      |
| 1975년 | 6,889,502 | 1,409,577  |      |
| 1980년 | 8,364,379 | 1,849,324  |      |

#### 신군부 시기
| 연도   | 인구(명)  | 가구(세대) | 비고 |
| ------ | --------- | ---------- | ---- |
| 1981년 | 8,676,037 | 1,915,104  |      |
| 1982년 | 8,916,481 | 2,000,678  |      |
| 1983년 | 9,204,344 | 2,116,334  |      |
| 1984년 | 9,501,413 | 2,245,598  |      |
| 1985년 | 9,639,110 | 2,337,564  |      |
| 1986년 | 9,798,542 | 2,428,123  |      |
| 1987년 | 9,991,089 | 2,518,128  |      |

#### 민주화 이후, 정보 혁명 시대
| 연도       | 인구(명)      | 가구(세대) | 비고 |
| ---------- | ------------- | ---------- | ---- |
| 1988년     | 10,286,503    | 2,658,371  |      |
| 1989년     | 10,576,794    | 2,816,510  |      |
| 1990년     | 10,612,577    | 2,820,292  |      |
| 1991년     | 10,904,527    | 3,330,317  |      |
| 1992년     | 10,969,862    | 3,383,169  |      |
| 1993년     | 10,925,464    | 3,430,528  |      |
| 1994년     | 10,798,700    | 3,455,665  |      |
| 1995년     | 10,595,443    | 3,448,124  |      |
| 1996년     | 10,469,852    | 3,456,575  |      |
| 1997년     | 10,389,057    | 3,498,506  |      |
| 1998년     | 10,321,469    | 3,458,511  |      |
| 1999년     | 10,321,446    | 3,490,616  |      |
| 2000년     | 10,373,234    | 3,540,492  |      |
| 2001년     | 10,331,244    | 3,570,228  |      |
| 2002년     | 10,280,523    | 3,623,929  |      |
| 2003년     | 10,276,968    | 3,714,697  |      |
| 2004년     | 10,287,847    | 3,780,305  |      |
| 2005년     | 10,297,004    | 3,871,024  |      |
| 2006년     | 10,356,202    | 3,978,938  |      |
| 2007년     | 10,421,782    | 4,046,086  |      |
| 2008년     | 10,456,034    | 4,097,562  |      |
| 2009년     | 10,464,051    | 4,116,660  |      |
| 2010년     | 10,575,447    | 4,224,181  |      |
| 2011년     | 10,528,774    | 4,192,752  |      |
| 2012년     | 10,442,426    | 4,117,970  |      |
| 2013년     | 10,388,055    | 4,182,351  |      |
| 2014년     | 10,369.593    | 4,194,176  |      |
| 2015년     | 10,297,138    | 4,189,948  |      |
| 2016년     | 10,204,054    | 4,189,839  |      |
| 2017년     | 10,124,579    | 4,220,082  |      |
| 2018년     | 10,049,607    | 4,263,868  |      |
| 2019년     | 10,010,983    | 4,327,605  |      |
| 2020년     | 9,668,465     | 4,130,000  |      |
| 2023년 7월 | 청\|9,115,260 |            |      |

## 경제
2014년 서울의 지역내총생산(GRDP)은 327조 6,020억 원이며, 실질성장률은 2.2%이다.
삼성, LG, 현대자동차, SK, 롯데, GS 등 주요 대기업의 본사가 있다. 대한민국 GDP의 22%를 창출하고 있으며, 금융 기관의 50% 이상이 집중되어 있다.
| 2007년    | 국내총생산 (10억원) | 사업체 수 (개소) | 은행예금 (10억원) | 내국세 (10억원) | 의료기관 (개소) | 자동차수 (천대) | 대학교 (개소) |
| --------- | ------------------- | ---------------- | ----------------- | --------------- | --------------- | --------------- | ------------- |
| 전국      | 581,516             | 3,131,963        | 512,419           | 82,226          | 44,029          | 13,949          | 180           |
| 서울      | 127,175             | 735,258          | 259,355           | 35,436          | 12,396          | 2,691           | 42            |
| 집중도(%) | 21.87               | 23.48            | 50.61             | 43.1            | 28.15           | 19.29           | 23.33         |

- 삼성 - 전자, 중화학 등을 중점 사업으로 하는 세계적인 기업 (서초구 서초동 1320-10)
- LG - 1947년 창업한 한국의 전자/화학 분야 기업 (영등포구 여의도동 LG트윈타워)
- 현대자동차 - 세계 5위의 자동차 생산 기업 (서초구 양재동 231)
- GS - 유통, 정유, 건설 등을 중점으로 하는 기업 (강남구 논현로 508)
- SK - 에너지, 통신 등을 중심으로 사업을 펼치는 한국 3위의 기업 (종로구 서린동 99번지)
- 롯데 - 유통, 화학, 식음료 등을 중심 사업으로 활동하는 한국 재계 5위의 기업 (송파구 신천동 29)

### 공업
서울의 공업은 1919년에 영등포에 세워진 방직공장을 시초로 한다. 영등포에는 그 외에도 피혁공장과 철도공작창이 지어졌으며, 1940년대 들어서 제2차 세계 대전으로 인한 일본의 군수물자 조달을 목적으로 영등포와 용산을 중심으로 군수 산업이 발달하였다. 8·15 광복과 한국 전쟁을 거치면서 잠시 침체 상태에 있었으나, 1962년부터 시작된 국가 주도의 경제 개발로 인해 서울의 공업은 급속도로 발달하였다. 1971년 형성된 구로동 수출산업공단은 섬유·전자기계·고무합성수지제품·금속·광학기기류 등의 생산으로 서울 최대의 산업단지가 되었으며, 인근의 영등포 기계공단과 묶여 경인공업지구를 형성하였다.
1990년대 초까지 용산·영등포·천호동·노원구 등에 공업지구가 형성되어 있었으나, 수도권이 팽창하면서 인천·시흥·안산·부천 등 인근 지역으로 옮겨갔다. 2000년대 들어 첨단산업이 발달하면서 구로동·가산동 지역의 대규모 공단이 디지털산업단지로 탈바꿈하여 현재는 수많은 IT 벤처 기업이 있다.

### 상업
서울의 상업은 4대문 안 서울 도심인 종로·남대문로·충무로·명동·을지로와 청계천 등의 상가와 남대문시장·동대문시장·중부시장 등의 시장과 백화점, 대형 할인점 등을 중심으로 이루어지고 있다. 1960년대 들어 대단위 슈퍼마켓과 연쇄점·지하상가가 시내 요소에 설치되어 새로운 상가를 형성하였다. 전문상가로는 전국에 의류를 공급하는 남대문 의류상가와 동대문 평화시장, 가락동 농수산물도매시장, 노량진수산시장, 용산전자상가, 경동시장 등이 있다.

### 업무 지구

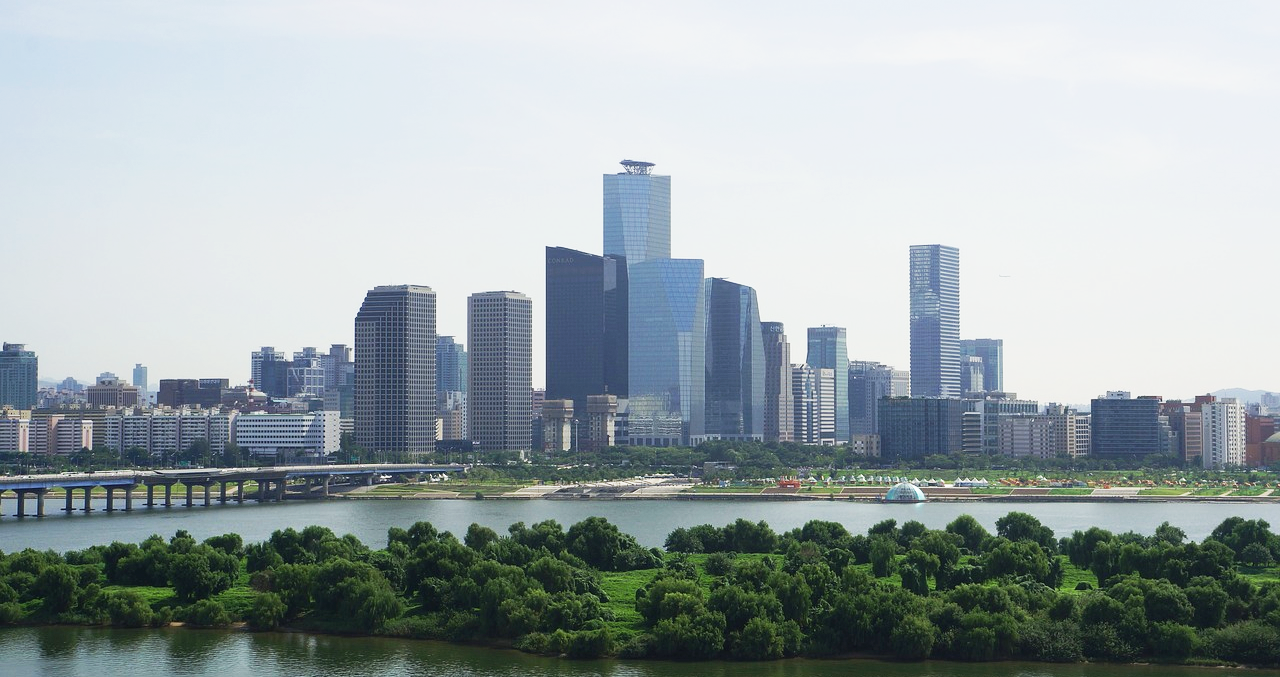
금융지구 여의도 전경
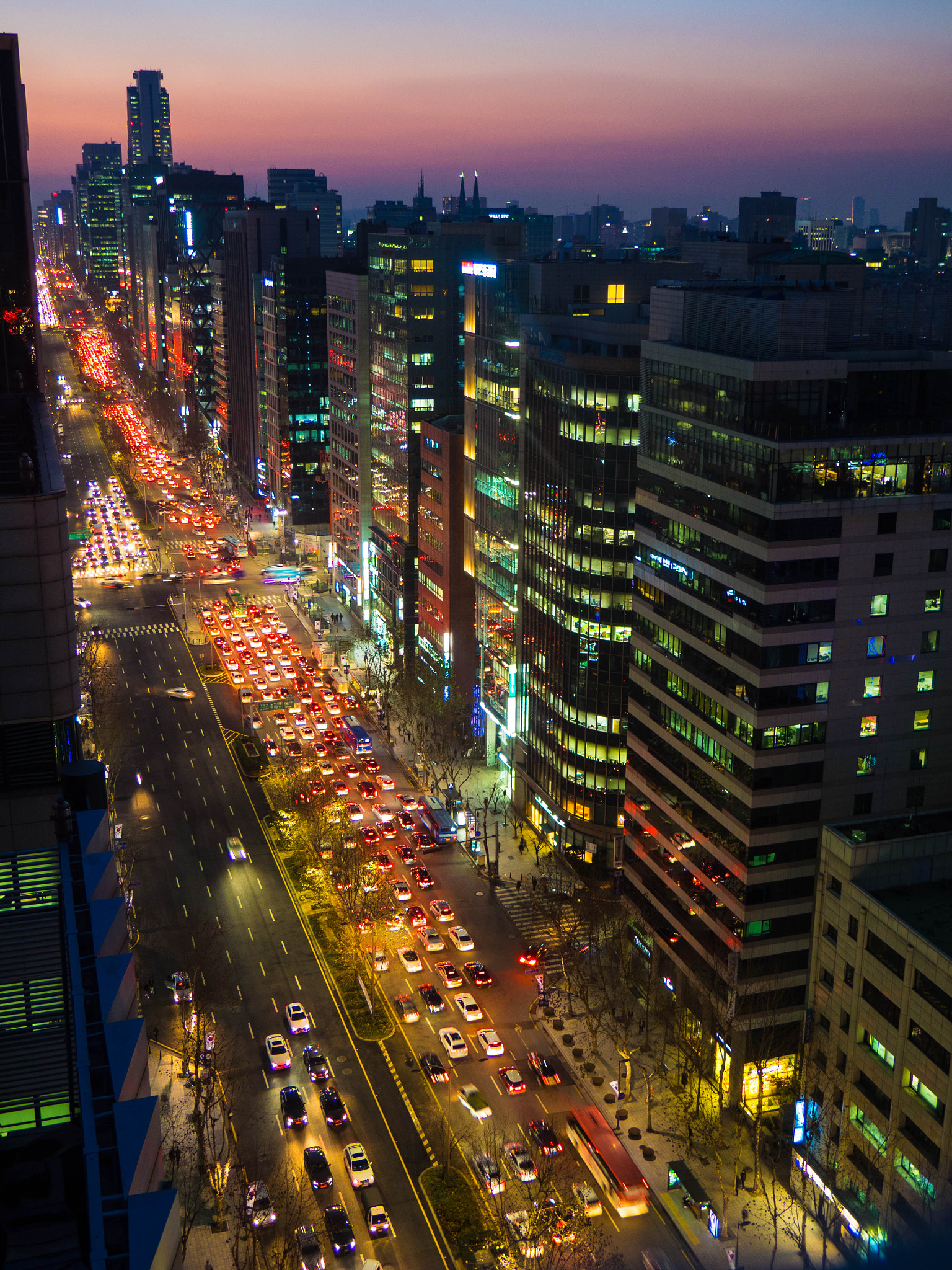
강남 테헤란로
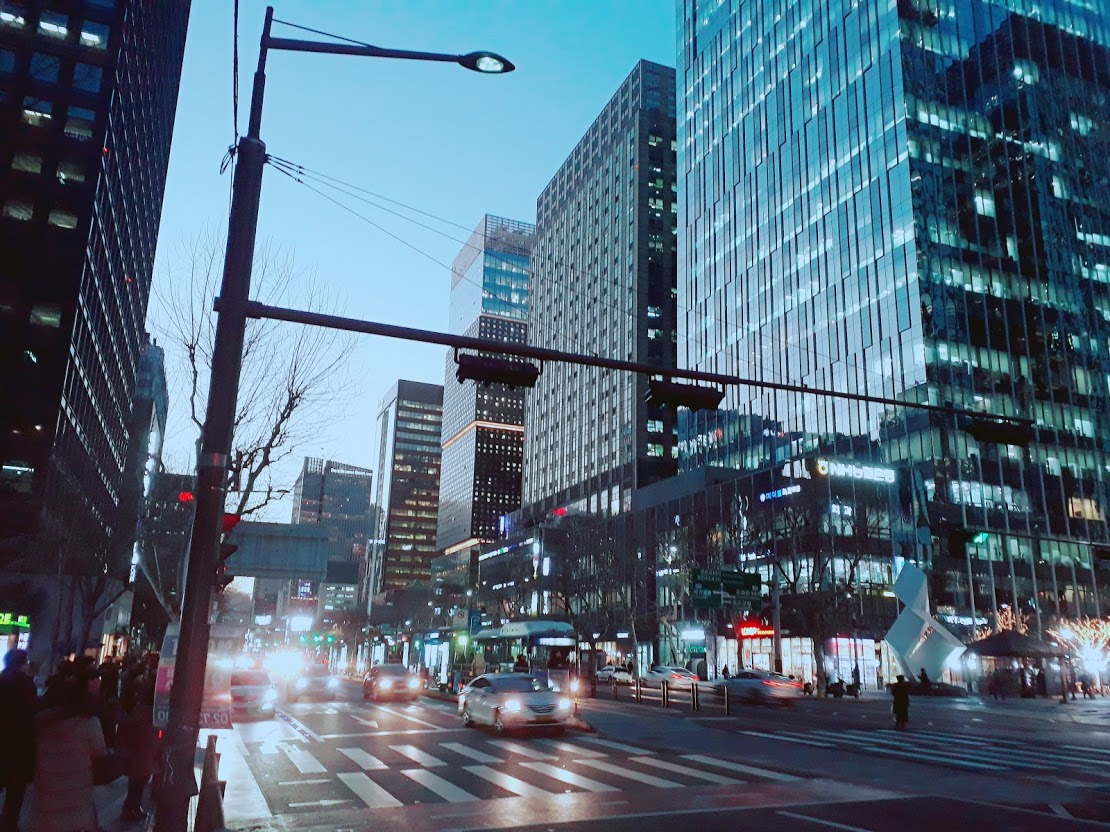
종로구

## 교육
서울대학교, 서울시립대학교, 서울과학기술대학교, 한국예술종합학교, 한국체육대학교 등 국공립 대학교와 연세대학교, 고려대학교, 서강대학교, 성균관대학교(인문사회캠퍼스), 한양대학교, 중앙대학교, 경희대학교, 한국외국어대학교, 이화여자대학교, 건국대학교, 동국대학교, 광운대학교, 홍익대학교, 국민대학교, 숭실대학교, 세종대학교 등 사립 대학교들이 소재하고 있다. 대학교 40개교, 교육대학 1개교, 방송통신대학교 1개교, 전문대학 12개교 등이 있다.
| 서울특별시의 학교 · 학생 · 교직원 현황 (2012년) | 서울특별시의 학교 · 학생 · 교직원 현황 (2012년) | 서울특별시의 학교 · 학생 · 교직원 현황 (2012년) | 서울특별시의 학교 · 학생 · 교직원 현황 (2012년) | 서울특별시의 학교 · 학생 · 교직원 현황 (2012년) | 서울특별시의 학교 · 학생 · 교직원 현황 (2012년) | 서울특별시의 학교 · 학생 · 교직원 현황 (2012년) | 서울특별시의 학교 · 학생 · 교직원 현황 (2012년) | 서울특별시의 학교 · 학생 · 교직원 현황 (2012년) | 서울특별시의 학교 · 학생 · 교직원 현황 (2012년) | 서울특별시의 학교 · 학생 · 교직원 현황 (2012년) | 서울특별시의 학교 · 학생 · 교직원 현황 (2012년) | 서울특별시의 학교 · 학생 · 교직원 현황 (2012년) | 서울특별시의 학교 · 학생 · 교직원 현황 (2012년) | 서울특별시의 학교 · 학생 · 교직원 현황 (2012년) |
| 교육기관                                        | 유치원                                          | 초등학교                                        | 중학교                                          | 고등학교                                        | 합계                                            |                                                 |                                                 |                                                 |                                                 |                                                 |                                                 |                                                 |                                                 |                                                 |
| ----------------------------------------------- | ----------------------------------------------- | ----------------------------------------------- | ----------------------------------------------- | ----------------------------------------------- | ----------------------------------------------- | ----------------------------------------------- | ----------------------------------------------- | ----------------------------------------------- | ----------------------------------------------- | ----------------------------------------------- | ----------------------------------------------- | ----------------------------------------------- | ----------------------------------------------- | ----------------------------------------------- |
| 학교                                            | 886개교                                         | 594개교                                         | 376개교                                         | 311개교                                         | 2,206개교                                       |                                                 |                                                 |                                                 |                                                 |                                                 |                                                 |                                                 |                                                 |                                                 |
| 학생                                            | 87,997명                                        | 502,000명                                       | 315,241명                                       | 344,391명                                       | 1,262,970명                                     |                                                 |                                                 |                                                 |                                                 |                                                 |                                                 |                                                 |                                                 |                                                 |
| 교직원                                          | 6,213명                                         | 29,762명                                        | 18,442명                                        | 23,245명                                        | 79,490명                                        |                                                 |                                                 |                                                 |                                                 |                                                 |                                                 |                                                 |                                                 |                                                 |
| 자료 : 서울교육통계연보                         |                                                 |                                                 |                                                 |                                                 |                                                 |                                                 |                                                 |                                                 |                                                 |                                                 |                                                 |                                                 |                                                 |                                                 |

## 문화
서울은 대한민국 문화 활동의 중심지가 되고 있으며 도서관·박물관·출판사·공원과 기타 문화 시설들이 집중되어 있다.

### 상징
서울을 상징하는 꽃은 개나리(1971년 4월 3일 지정), 나무는 은행나무(1971년 4월 3일 지정), 새는 까치(1971년 4월 3일 지정)이다.

### 관광
서울은 최근 K 문화의 인기로 국내뿐만 아니라 세계적으로도 문화의 중심지 역할을 하고 있어 많은 국내외 관광객들에게 관심을 받고 있다. 서울관광재단에서는 서울 여행을 계획하거나 서울을 여행중인 관광객들을 위해 '비짓서울'을 운영하고 있다. 서울시 공식 관광 정보 웹사이트인 '비짓서울'은 서울에서 개최되는 각종 행사, 축제, 전시 정보는 물론이고 명소, 맛집, 쇼핑 등 다양한 관광 정보를 제공한다. 특히, 최신 트렌드를 반영한 관광 정보를 발 빠르게 제공하여 관광객들이 서울을 제대로 즐길 수 있도록 돕고 있다. '비짓서울'은  한국어, 영어, 일본어, 중국어 간체, 중국어 번체, 러시아어, 말레이어 총 7가지 언어를 제공한다.

### 문화재, 박물관
서울에는 132개의 국보, 380개의 보물, 61개소의 사적, 11개의 천연기념물, 32개의 무형문화재, 46개의 중요민속자료 등이 있다. 또한 경복궁 등의 고궁과 각종 공원 등이 있어 시민들과 외국 관광객들에게 좋은 휴식처와 관광 명소가 되고 있다.
국립중앙박물관 등 60여 개의 박물관이 있다.
| 이름           | 비고(내용)                            |
| -------------- | ------------------------------------- |
| 국립중앙박물관 | 대한민국 최대의 박물관                |
| 국립고궁박물관 | 조선 왕실의 문화재 전시               |
| 국립민속박물관 | 민속·생활사 박물관                    |
| 서울역사박물관 | 서울의 도시 역사 박물관               |
| 전쟁기념관     | 전쟁사 박물관                         |
| 덕수궁미술관   | 국립현대미술관(과천 소재)의 서울 분관 |
| 서울시립미술관 | 서울시 공공 미술관                    |

### 도서관
서울에는 시립 도서관 23개 소가 있으며, 시립 도서관의 경우 대부분 서울특별시교육청에서 운영하고 있다. 그 외에도 각 자치구에서 설립한 구립 도서관이 있다. 최근 구립 도서관의 숫자가 늘고 있는 추세이다. 장서(藏書) 100만여 권을 가진 국립중앙도서관과 국회도서관, 그외에도 공공 및 사립도서관, 대학도서관 등이 있다.
- 국립중앙도서관
- 국회도서관
- 틀:서울특별시의 도서관

### 공연 시설
- 국립국악원 - 예술의 전당 옆이다. 대한민국의 민족음악을 보존·전승하고, 그 보급 및 발전에 관한 사무를 관장한다[43]
- 국립중앙극장 - 남산 중턱에 있다. 해오름극장, 달오름극장, 별오름극장, KB청소년하늘극장으로 구성된다.[44]
- 세종문화회관 - 세종대로에 있다. 전국기준 도로원표, 세종대극장, 세종M시어터, 세종체임버홀, 세종예술아카데미로 구성된다.
- 롯데콘서트홀 - 잠실 롯데월드몰 내
- 예술의 전당 - 우면산 자락[45]
- 정동극장 - 덕수궁(경운궁) 옆
- 대학로 - 소극장과 연극장이 모여 있다.
- 블루스퀘어 - 용산구 한남동 한강진역 앞
- 비보이 전용극장 - 마포구 서교동 'SJ비보이즈' 건물 지하

### 유적지

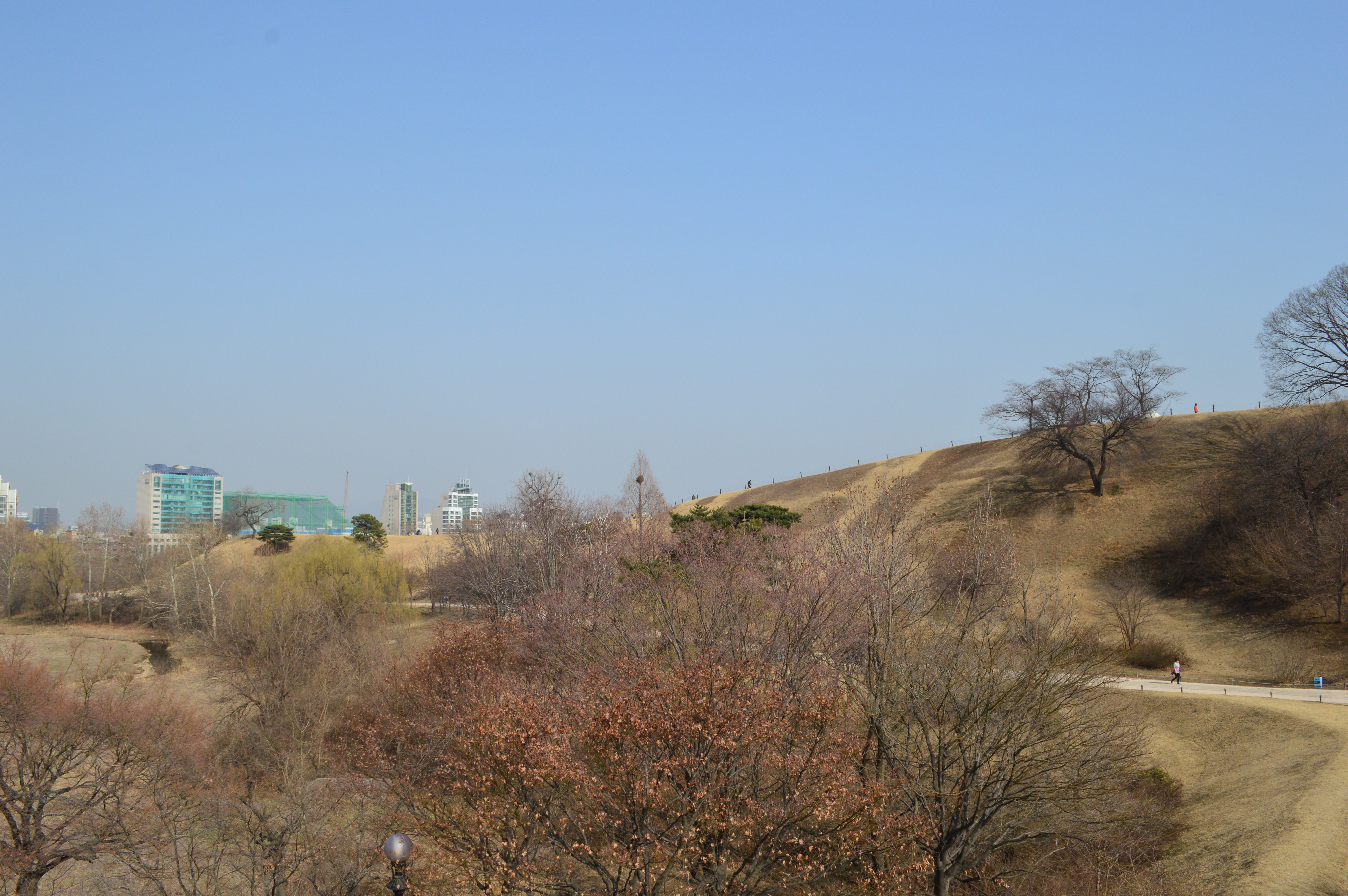
몽촌토성
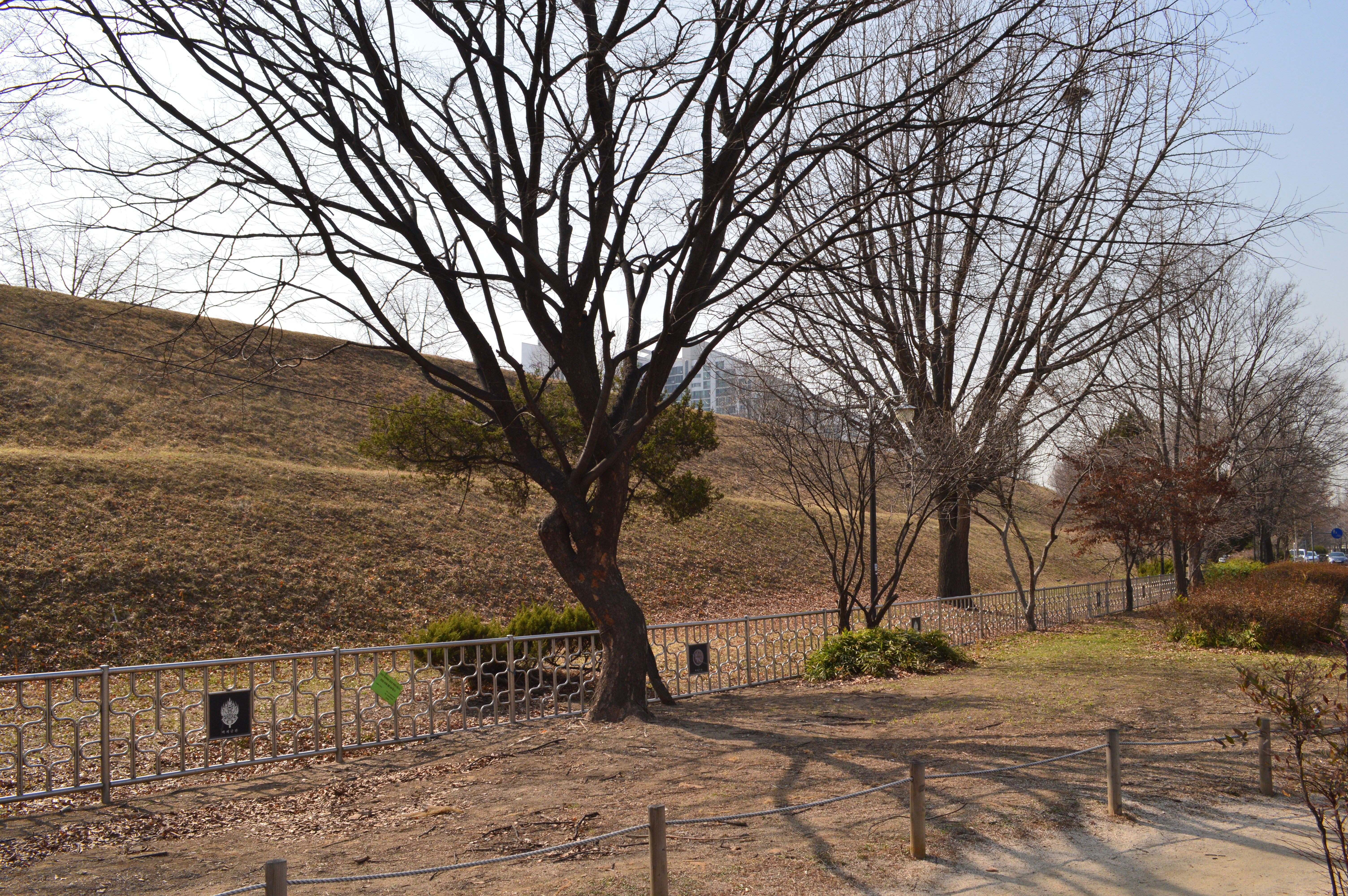
풍납토성
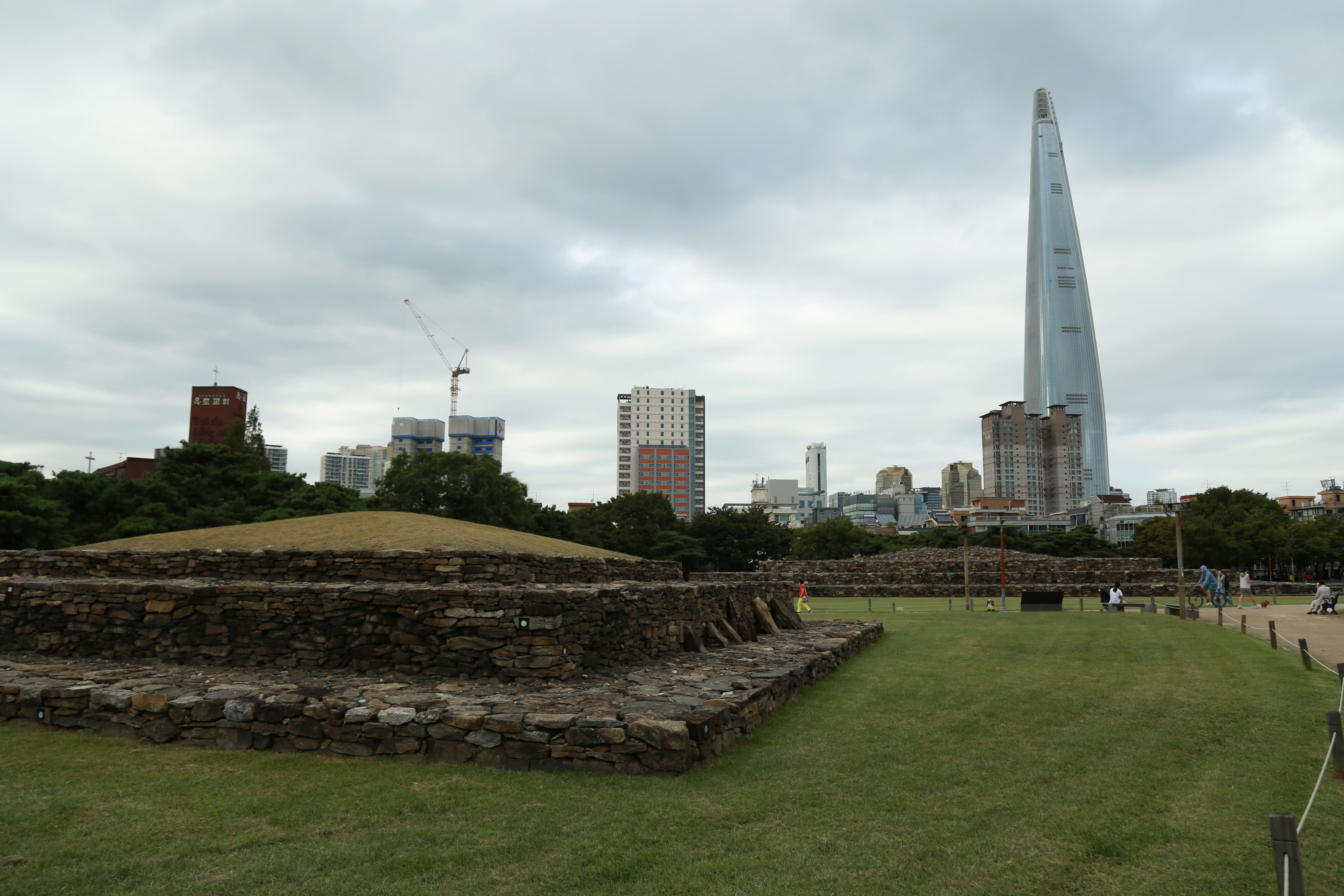
서울 석촌동 고분군
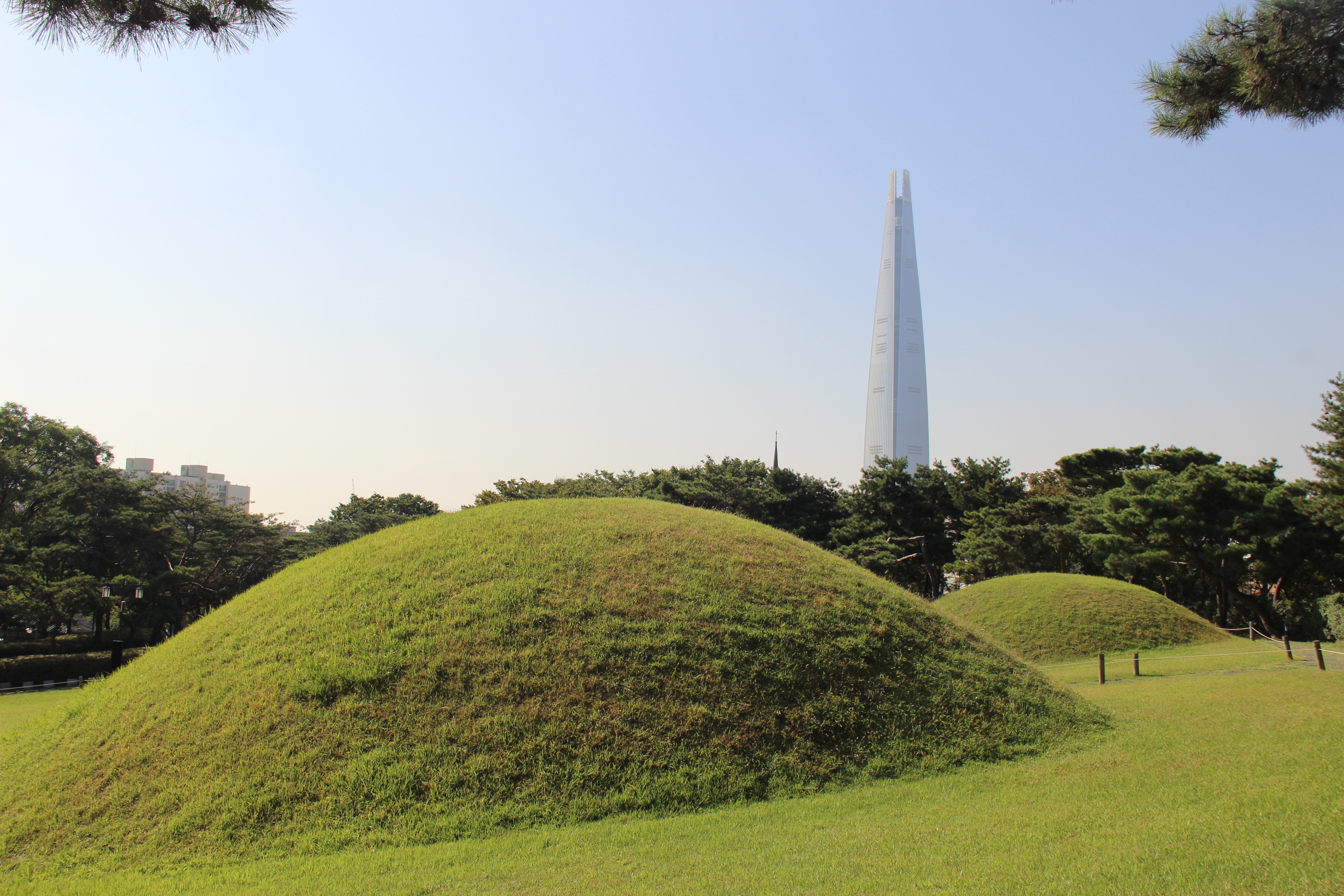
서울 방이동 고분군
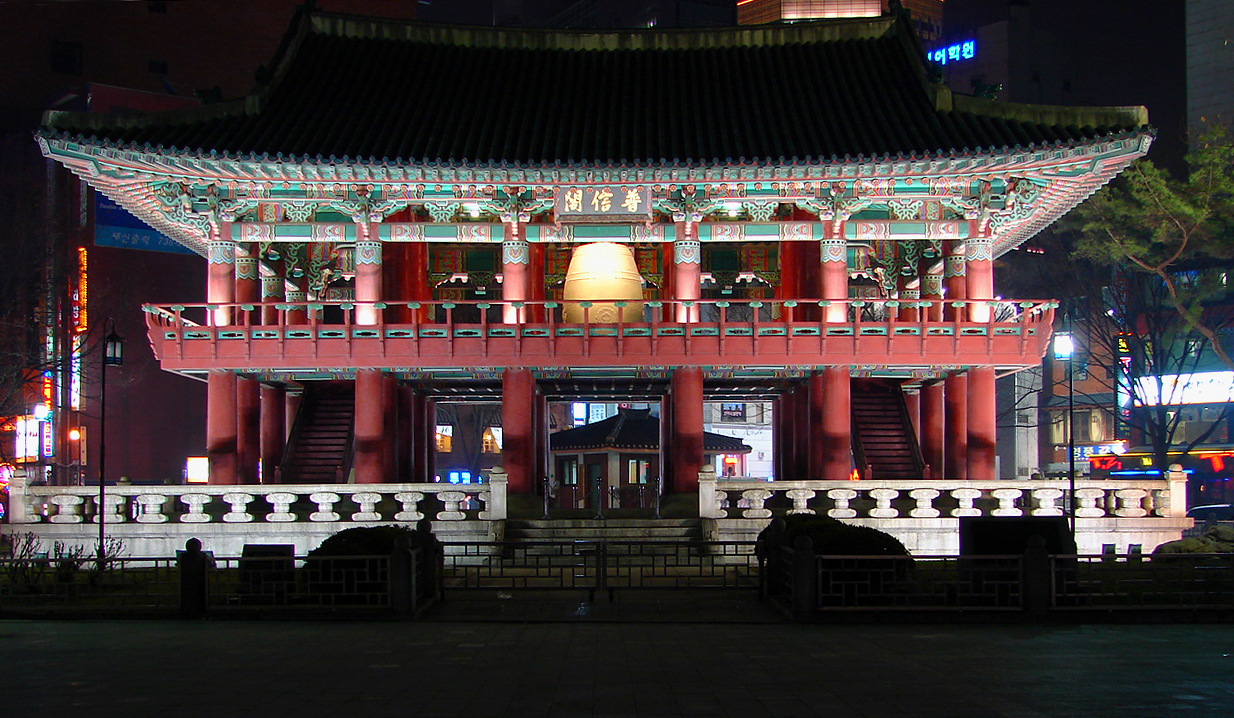
보신각
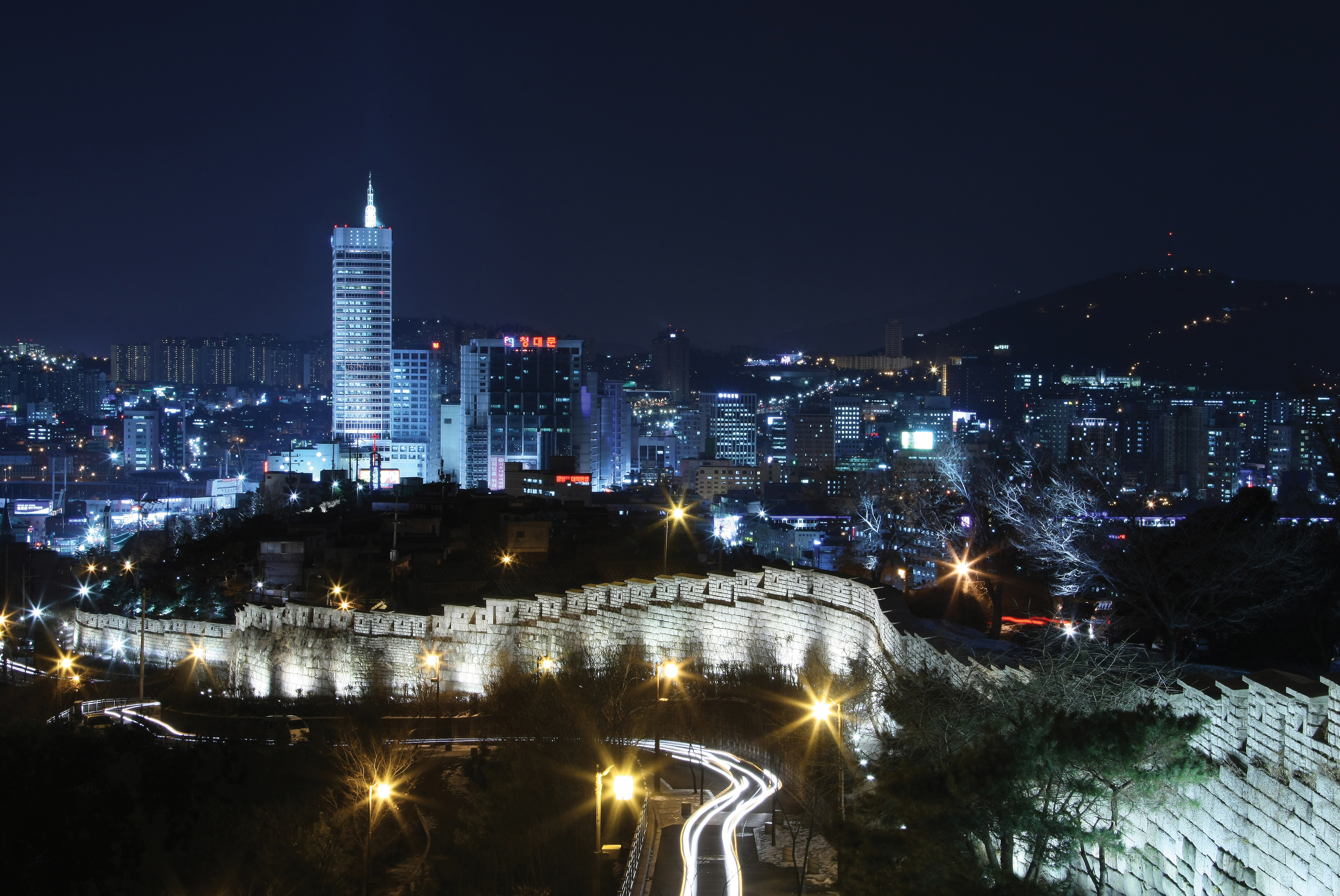
서울 성곽
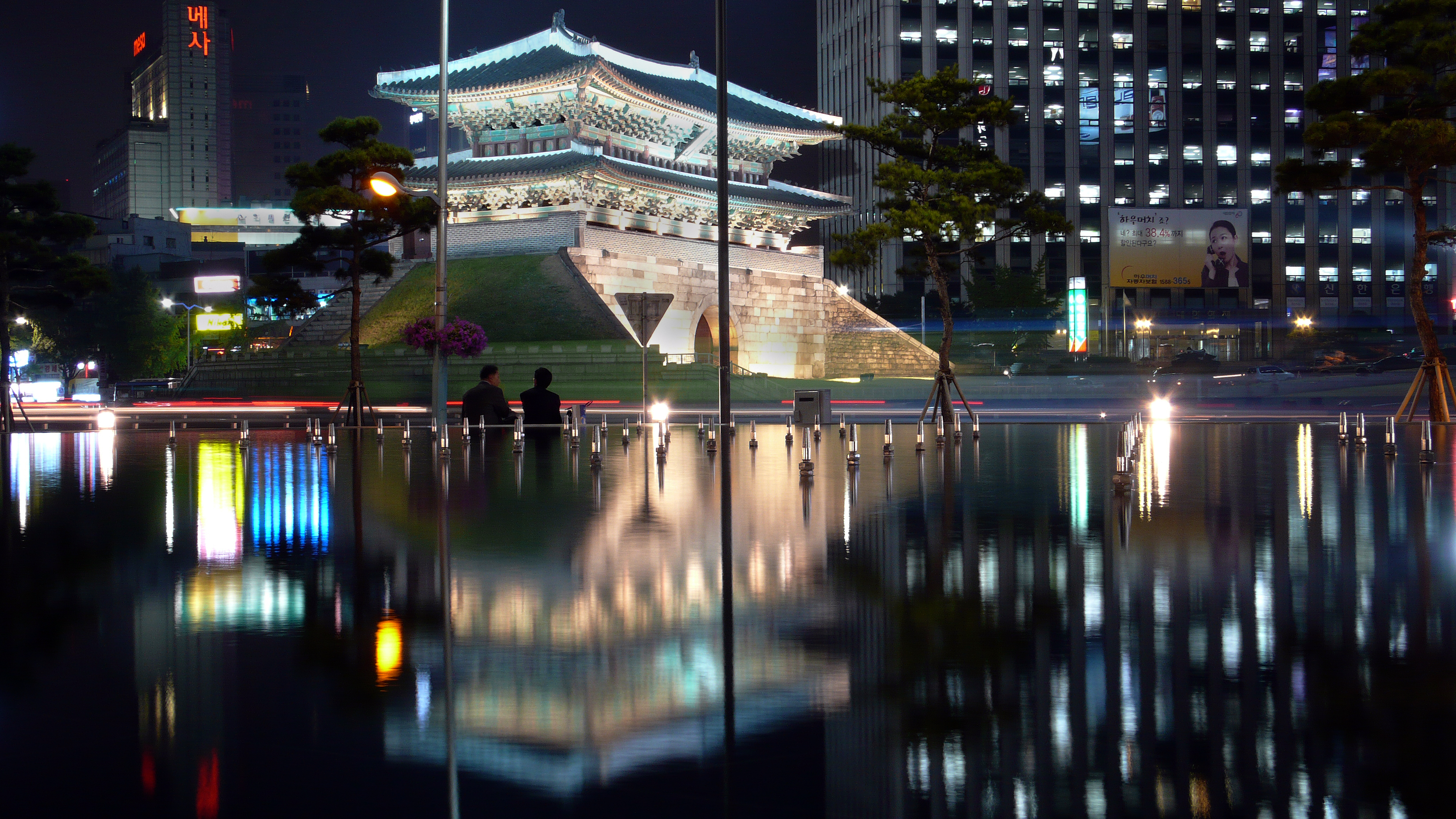
숭례문
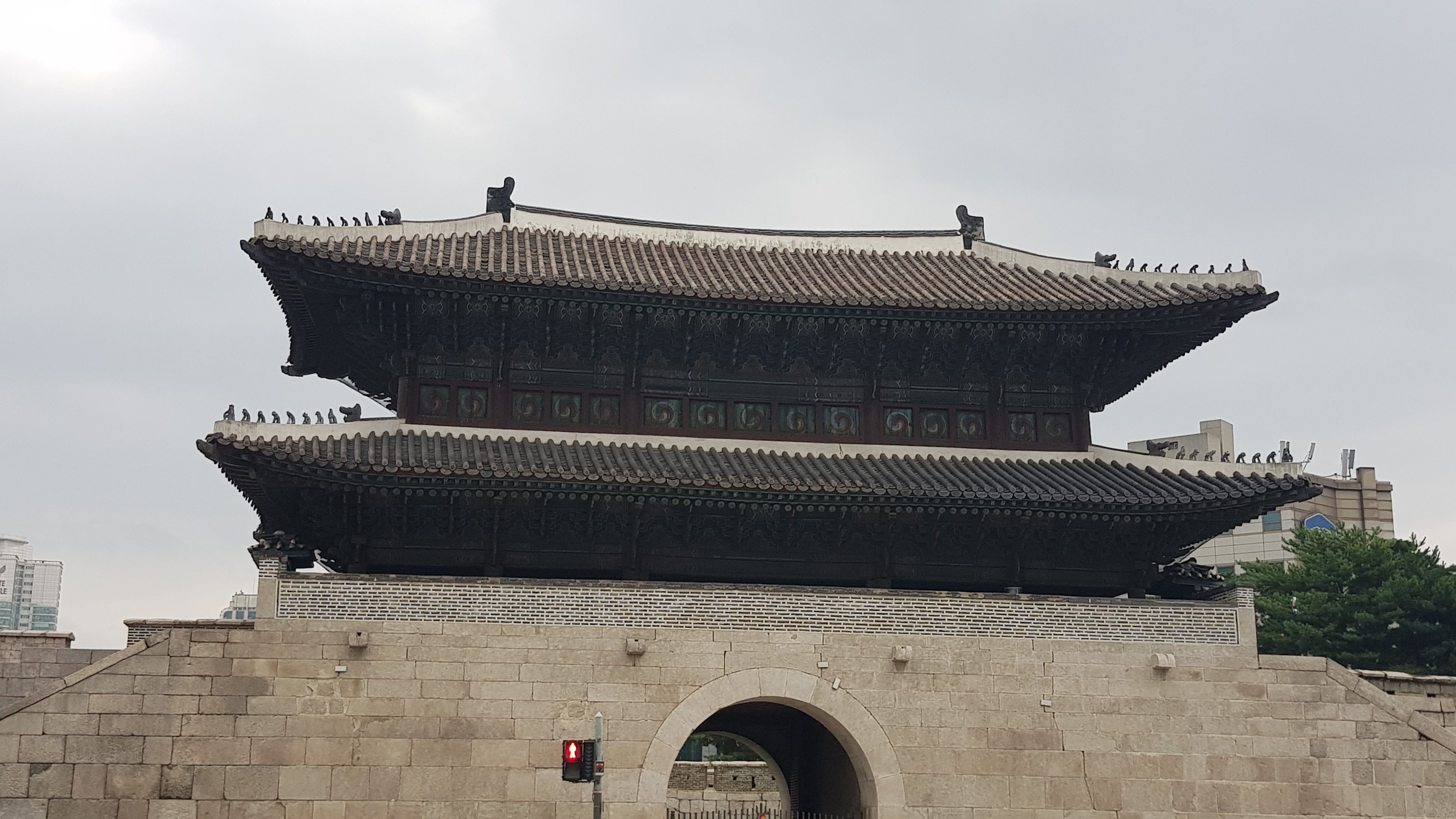
흥인지문
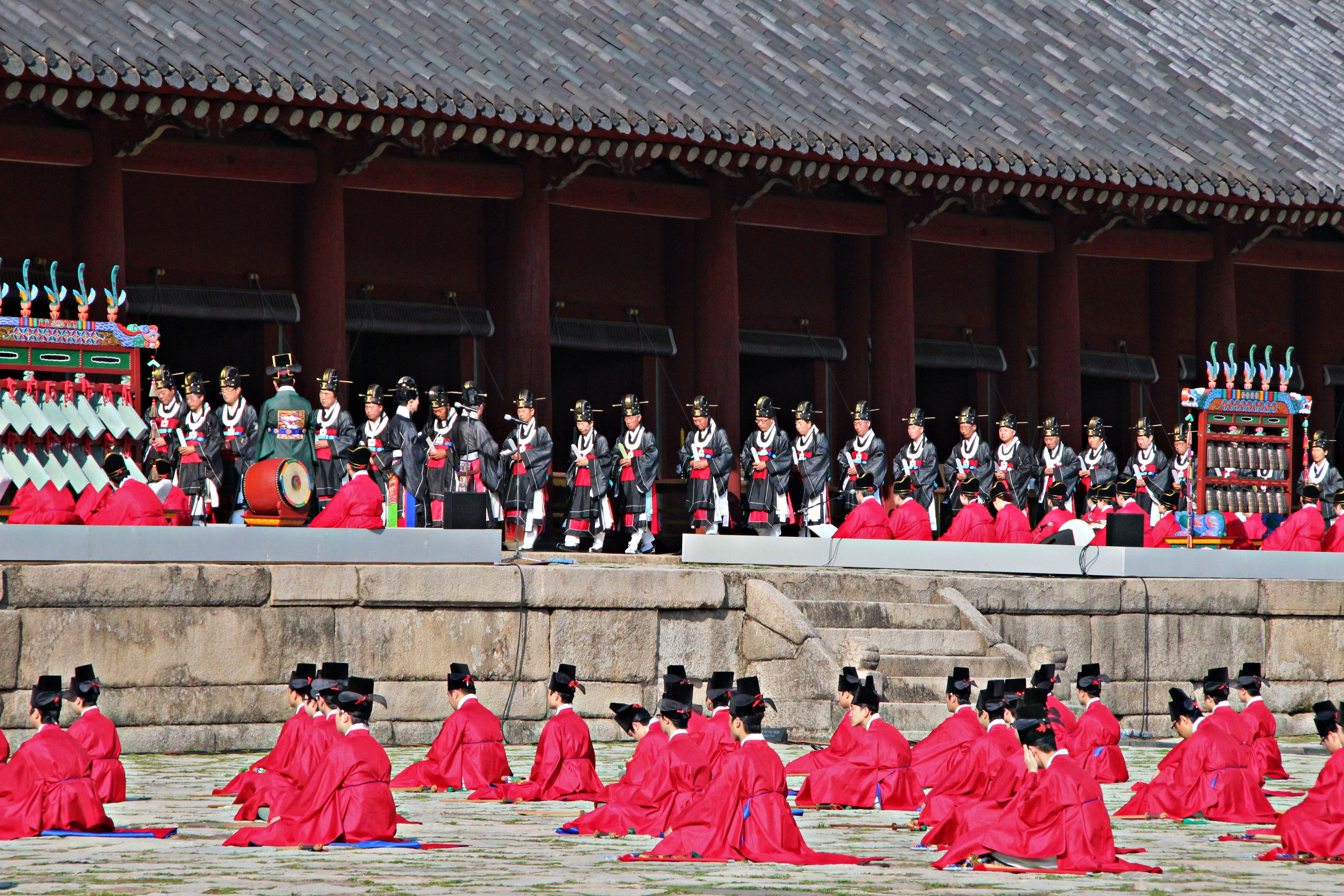
종묘 정전
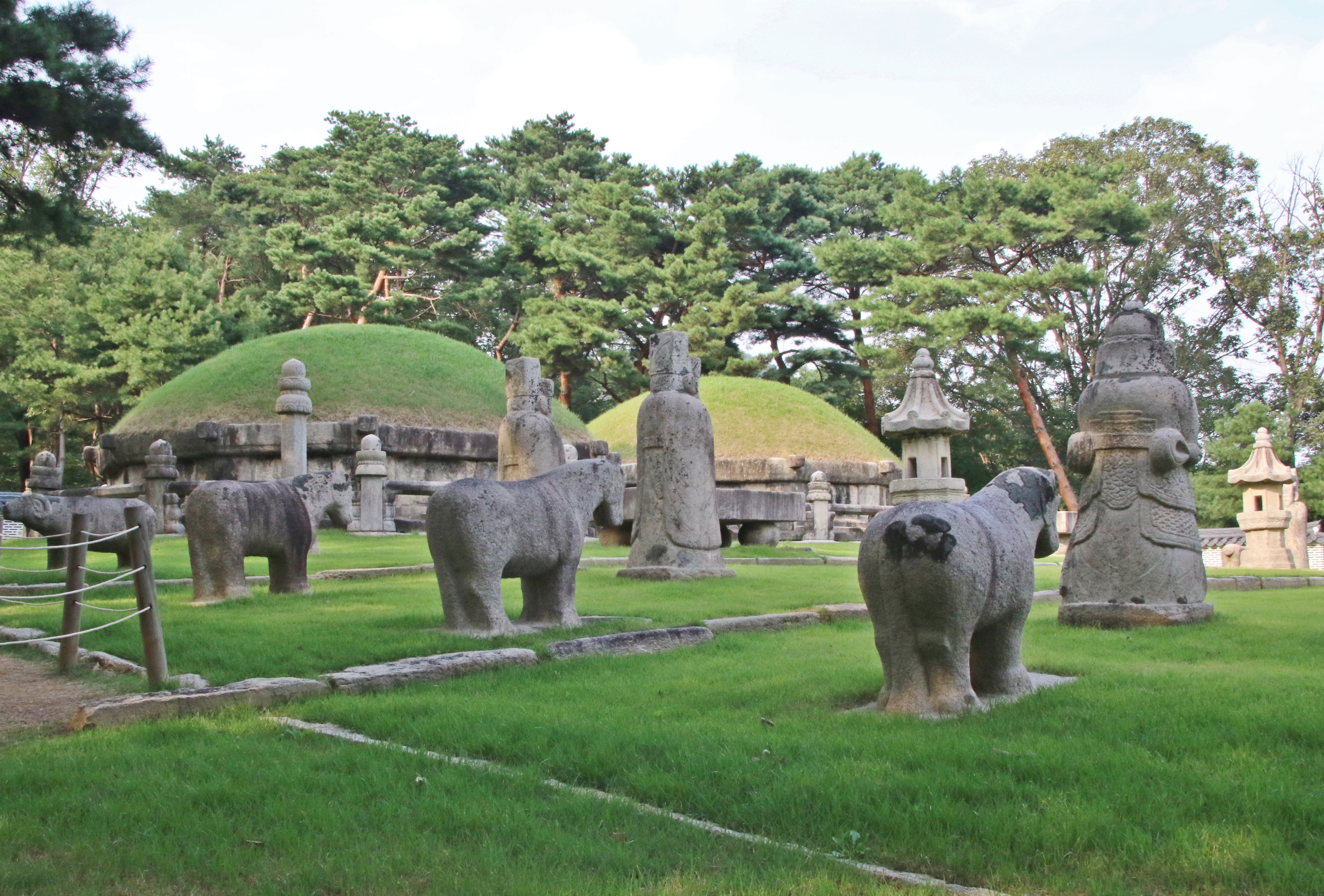
헌인릉
서대문형무소

- 암사동 선사유적지(사적 제267호) - 선사 시대의 주거 유적지이다. 민무늬토기, 반달돌칼, 빗살무늬토기 등 100여 개의 수혈 거주지가 출토되었다.
- 풍납토성(사적 제11호), 몽촌토성(사적 제297호) - 백제의 하남위례성으로 추정되는 토성 유적이다. 풍납토성은 백제 때의 하남위례성의 북성지로, 몽촌토성은 하남 위례성의 남성지(南城地)로 추정된다.
- 서울 석촌동 고분군, 서울 방이동 고분군 - 한성 백제 시대의 돌로 만든 봉분군이다.
- 한양도성 - 조선 태조 때 서울을 수도로 정하면서 쌓기 시작한 성곽이다. 당시 한양을 산을 중심으로 둘러쌌던 성곽이다. 일제강점기와 근대화를 거치면서 많은 부분이 파손되었으나 현재 많은 부분이 복구되었다.
- 경복궁, 창덕궁, 창경궁, 경희궁, 덕수궁 - 조선 왕조의 궁궐이다.
- 종묘 - 조선 시대 왕가의 신위를 모시던 왕실의 사당이다. 유네스코 세계문화유산으로 지정되었다.
- 사직단 - 토지의 신과 곡식의 신에게 제사를 지내던 제단이다.
- 성균관 - 조선 시대의 국립 학교로, 유교적 지식을 가진 관료와 유학자를 양성하던 고등 교육 기관이다.
- 북한산성((사적 제162호) - 수도 한양을 방어하던 성곽이다. 일부는 서울시 밖인 고양시에 위치하여 있으며, 북한산 국립공원 내에 위치한다.
- 조선 왕릉 - 선정릉, 헌인릉, 정릉, 의릉이 서울시 내에 위치하고 있다. 유네스코 세계유산이다. 연산군묘는 서울 내에 위치해 있지만, 연산군이 폐위되었으므로 능이 아닌 묘로 부르며, 유네스코 세계유산이 아니다.
- 동묘 - 촉한의 명장 관우를 모신 사당이다.
- 독립문 - 대한제국기 자주독립을 위해 세운 문(門)이다.
- 환구단 - 고종 황제가 대한제국을 선포하면서 만든 곳으로, 하늘에 제사를 지낸 제단이다.
- 장충단 - 대한제국 당시 을미사변과 임오군란 통에 변을 당한 이들을 기리던 제단이다.
- 서대문 형무소 - 일제강점기에 일제가 서울에 세운 형무소이다. 수많은 독립 투사들과 민주 투사들이 이곳에서 고문과 옥사를 치렀다.

#### 고궁

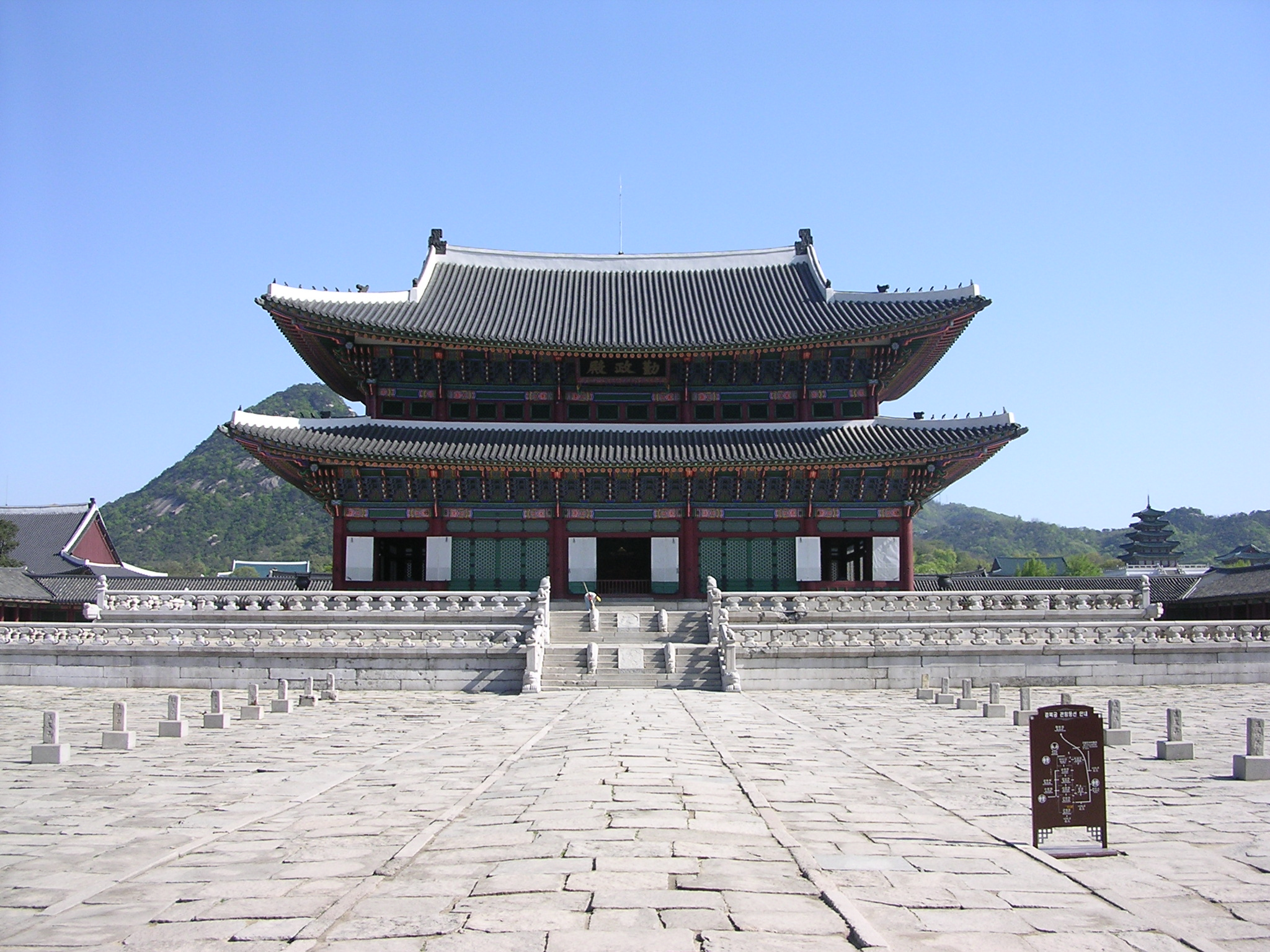
경복궁 근정전
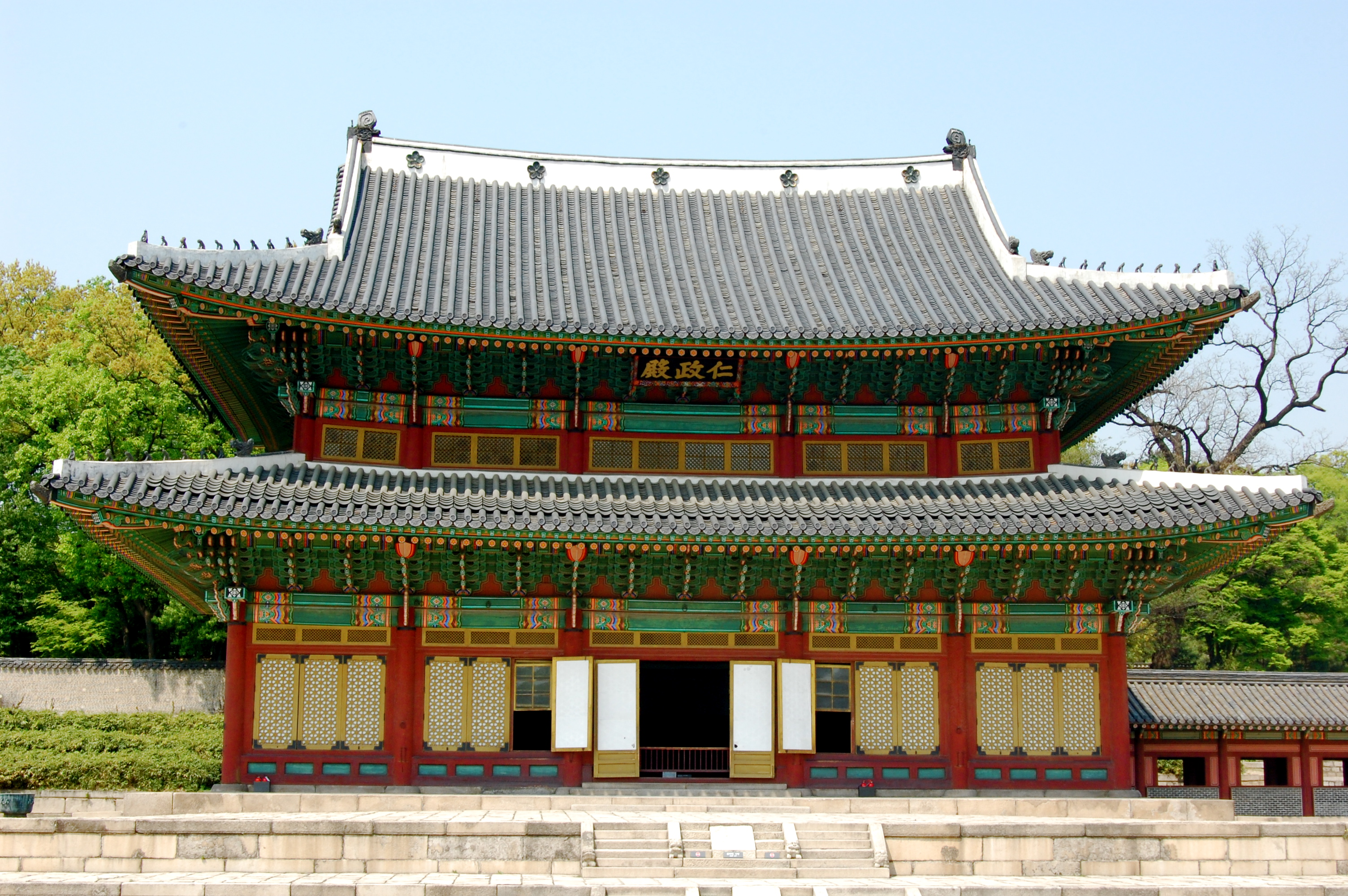
창덕궁 인정전
창경궁 문정전
경희궁
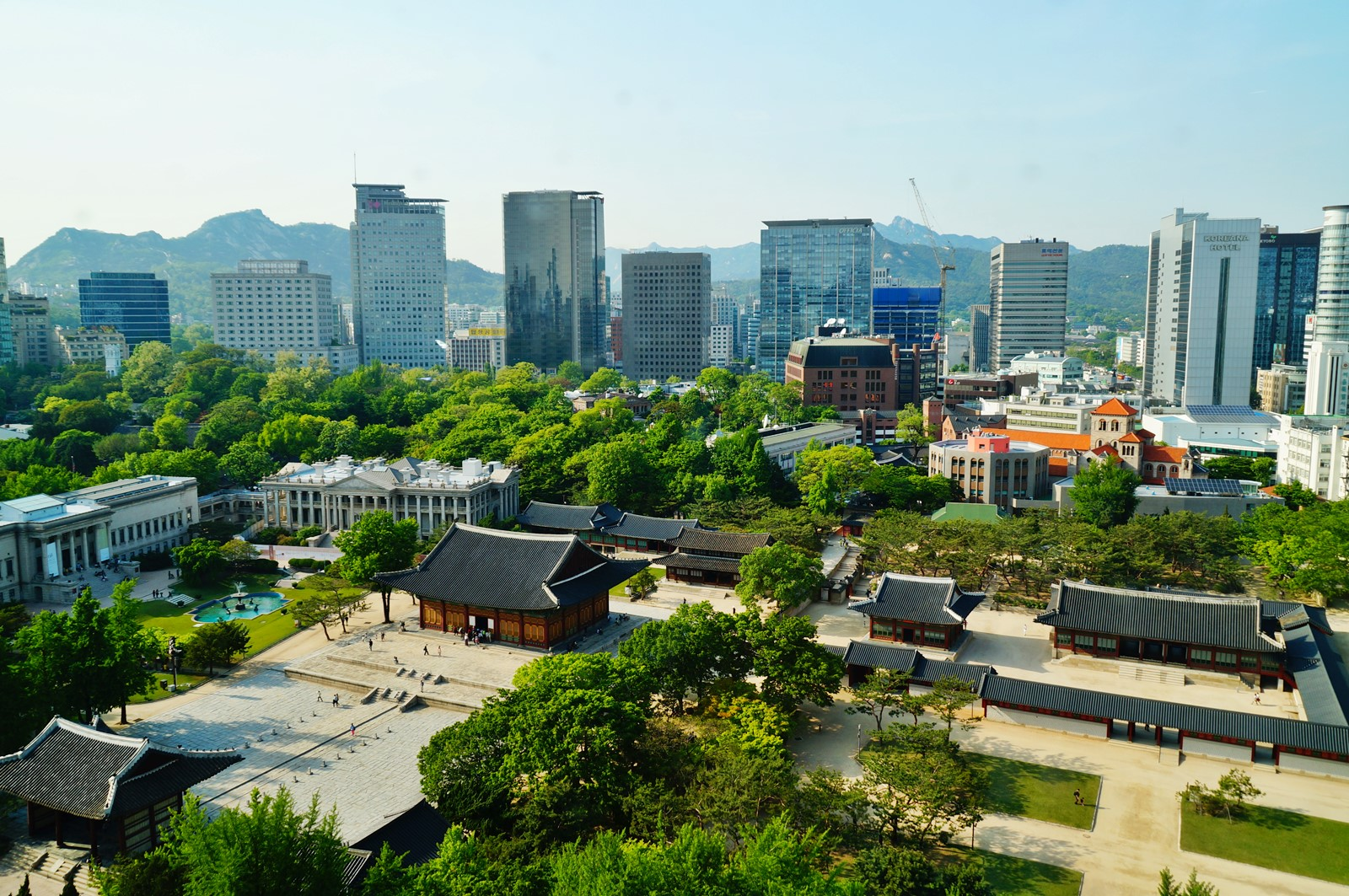
덕수궁

- 경복궁 - 조선 태조 4년 창건된 조선 왕궁. 세종 때 정궁. 임진왜란 때 불 탔으나 고종 2년(1865년) 고종의 아버지 흥선대원군에 의해 중건됨.
- 창덕궁 - 1405년(태종 5) 지어진 조선 왕궁. 세계문화유산으로 지정되어 있다.
- 창경궁 명정전 - 조선 왕들이 살았던 궁궐 중 하나이다. 창덕궁과 붙어 있다.
- 경희궁 흥화문 - 조선 궁궐 중 하나이다. 내부에 서울역사박물관이 있다.
- 덕수궁(전경) - 조선과 대한제국의 궁궐이다. 광무 연간 동안 대한제국의 정궁이었다.

서울시티투어버스는 광화문을 기점으로 서울의 중심 관광지를 순환하고 있다.

### 명소

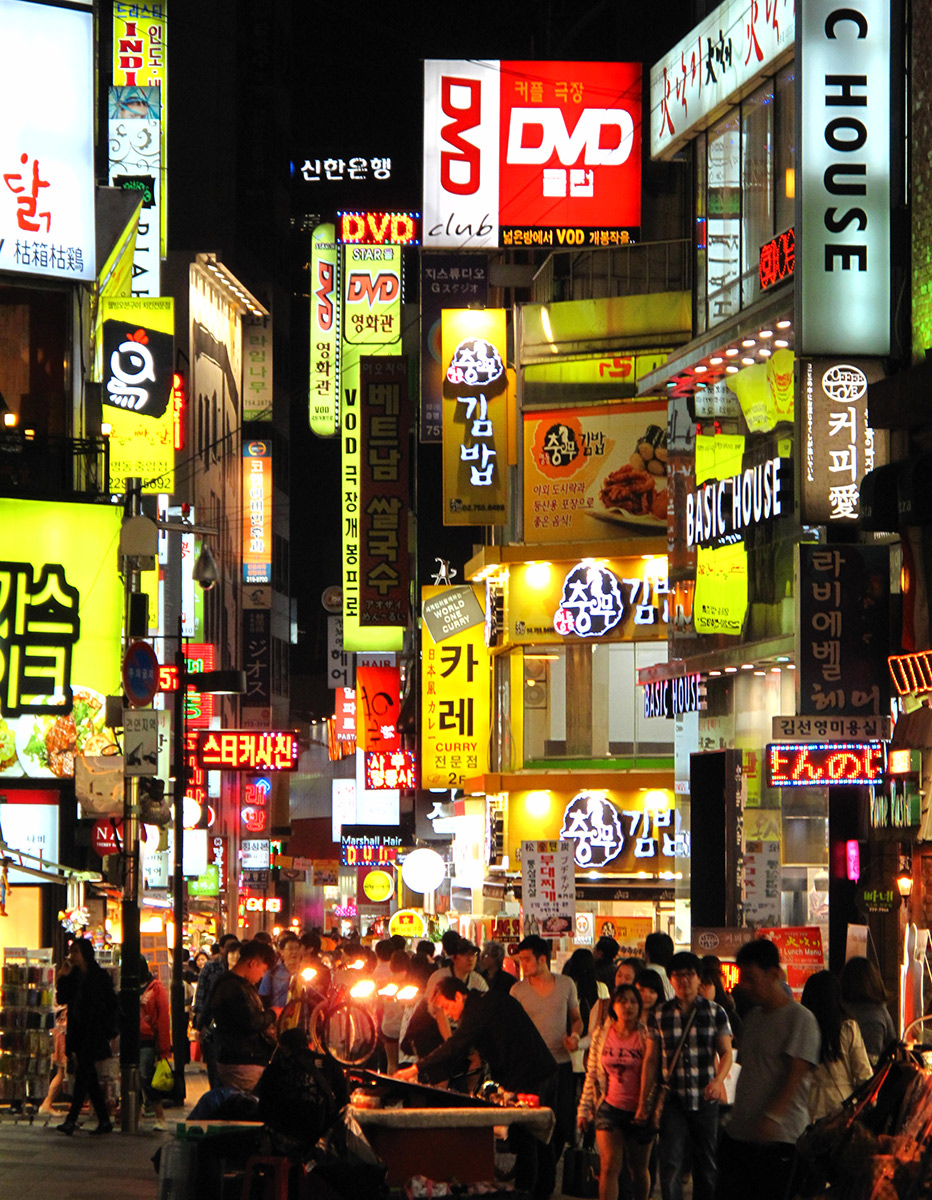
명동 (중구)
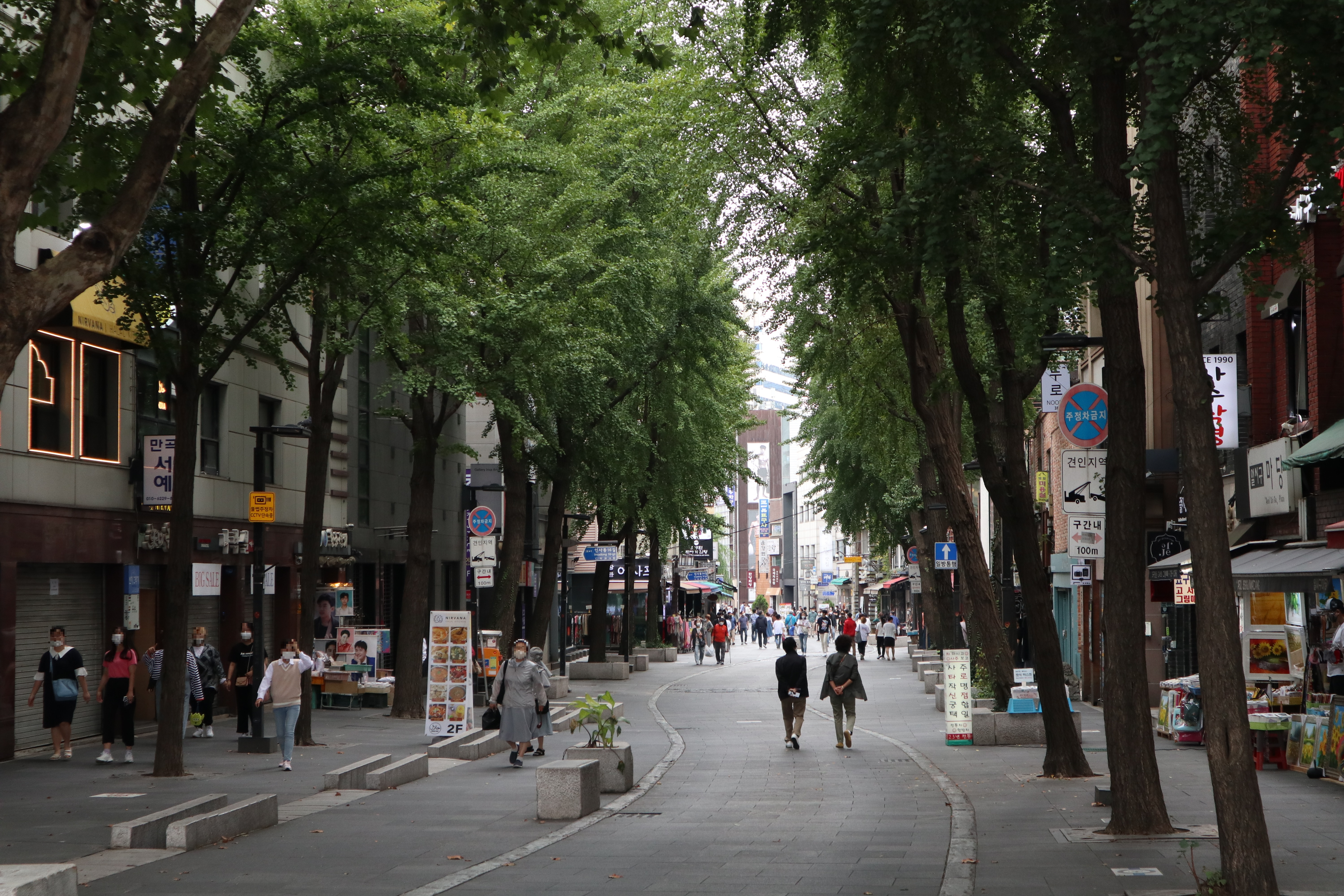
인사동 쌈지길 (종로구)
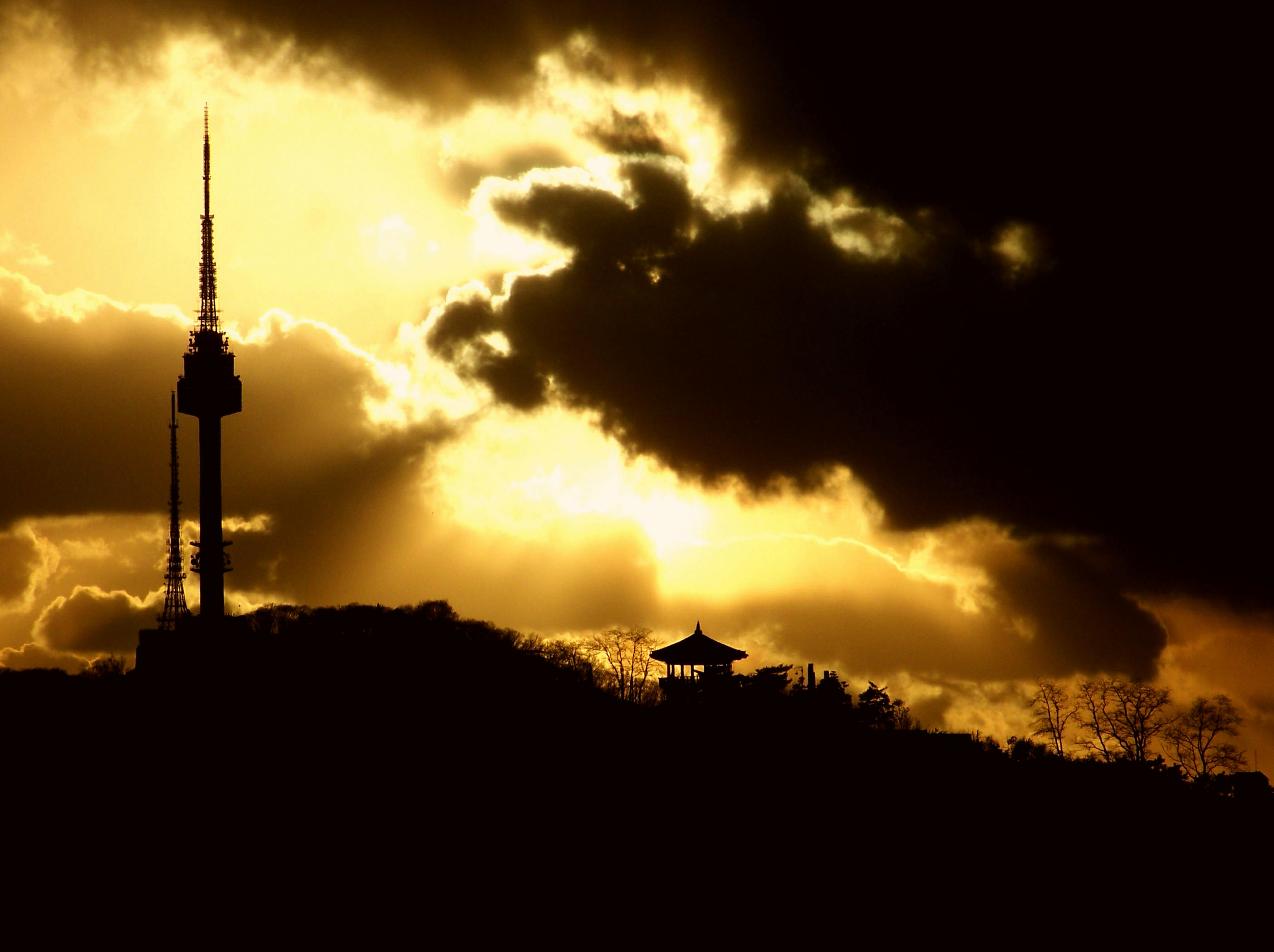
N서울타워 (용산구)
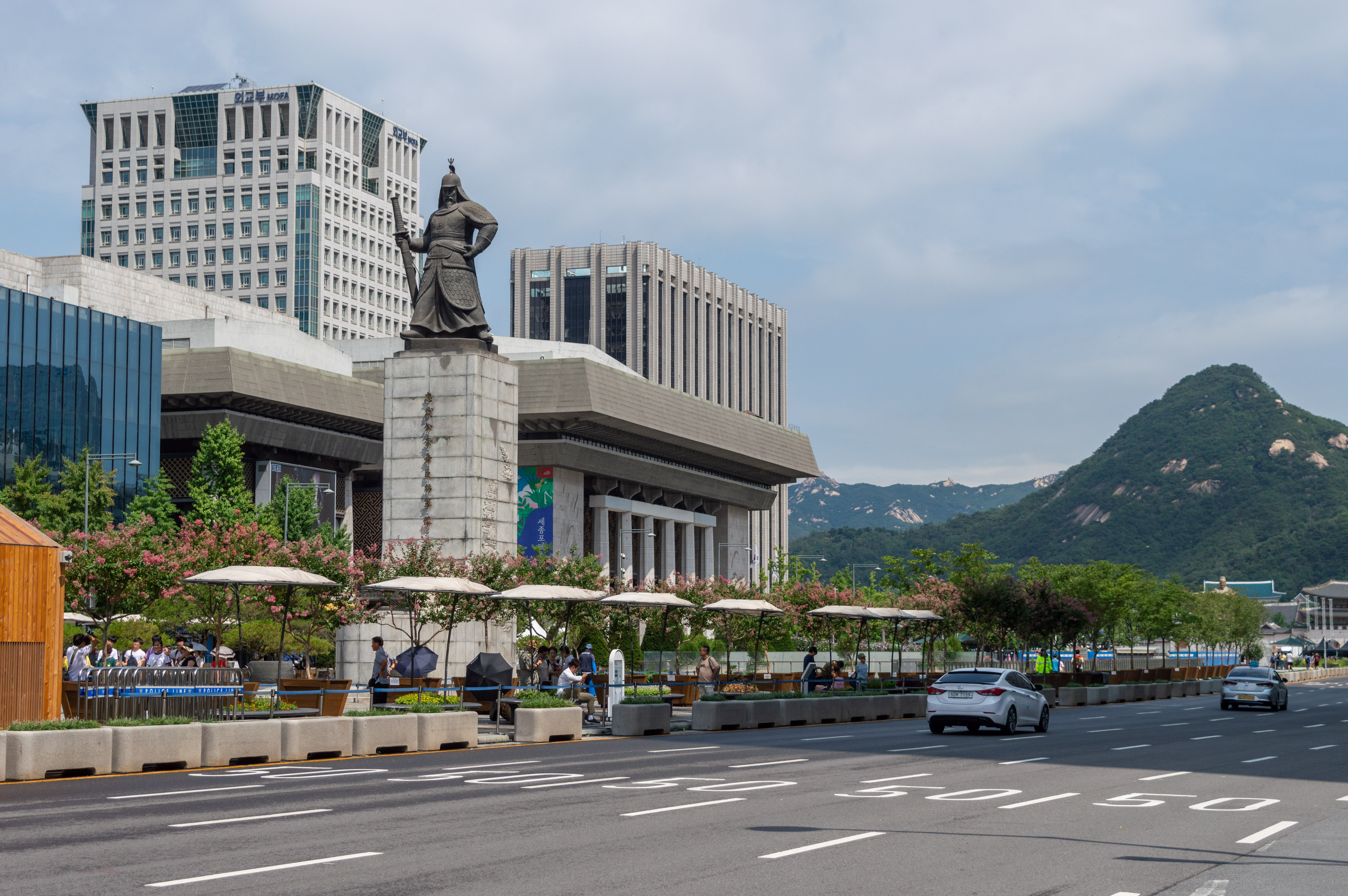
광화문광장 (종로구)
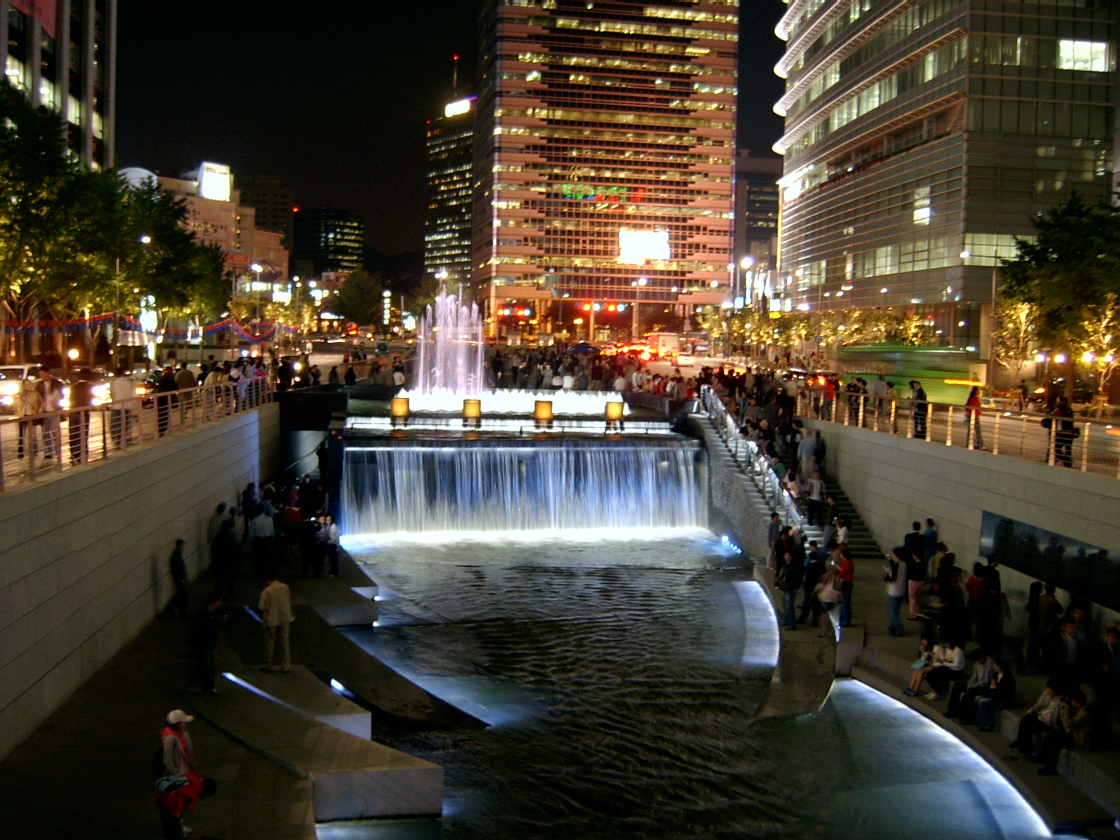
청계천 (중구 · 종로구)
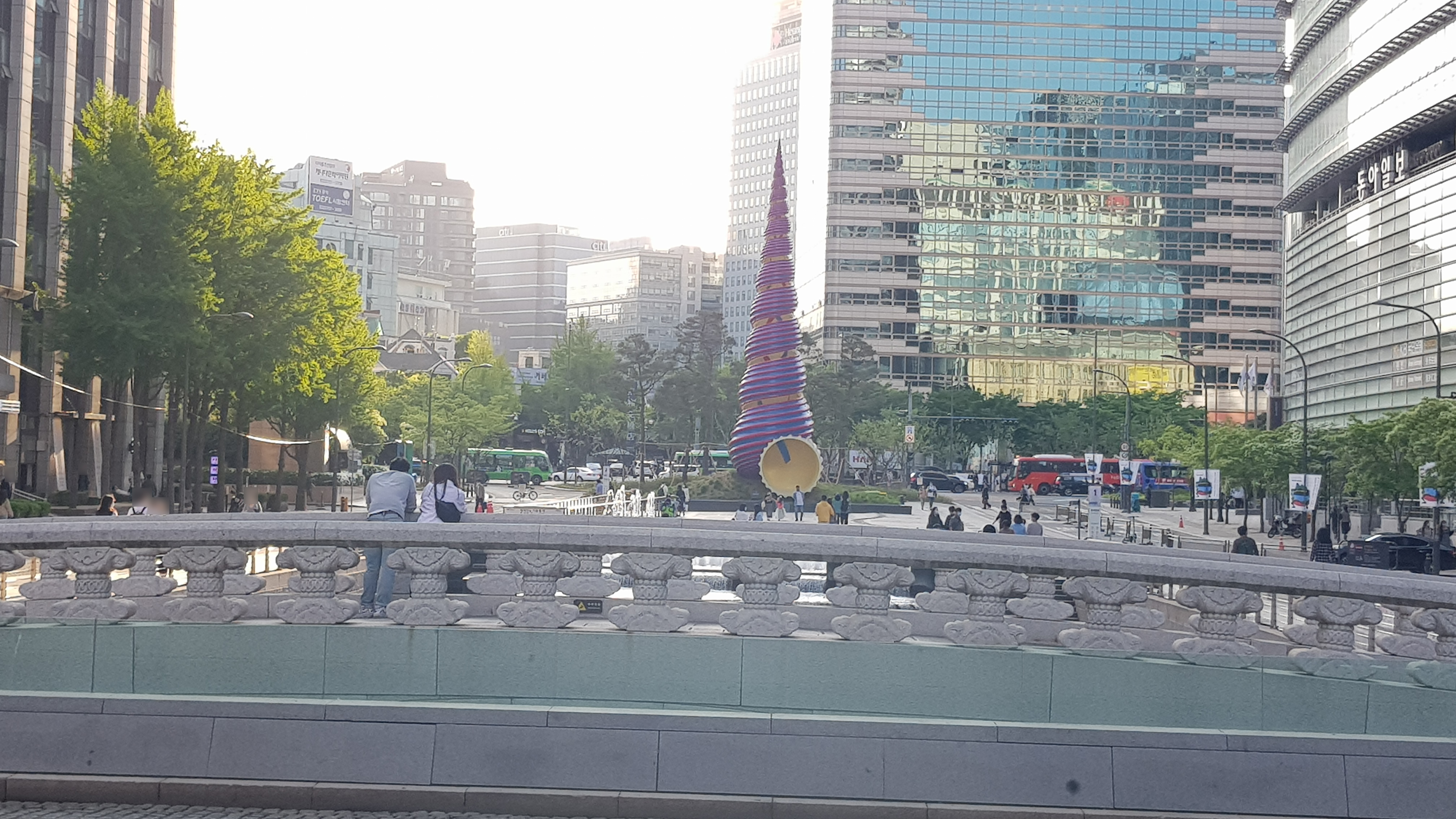
청계광장 (종로구)
북촌 한옥마을 (종로구)
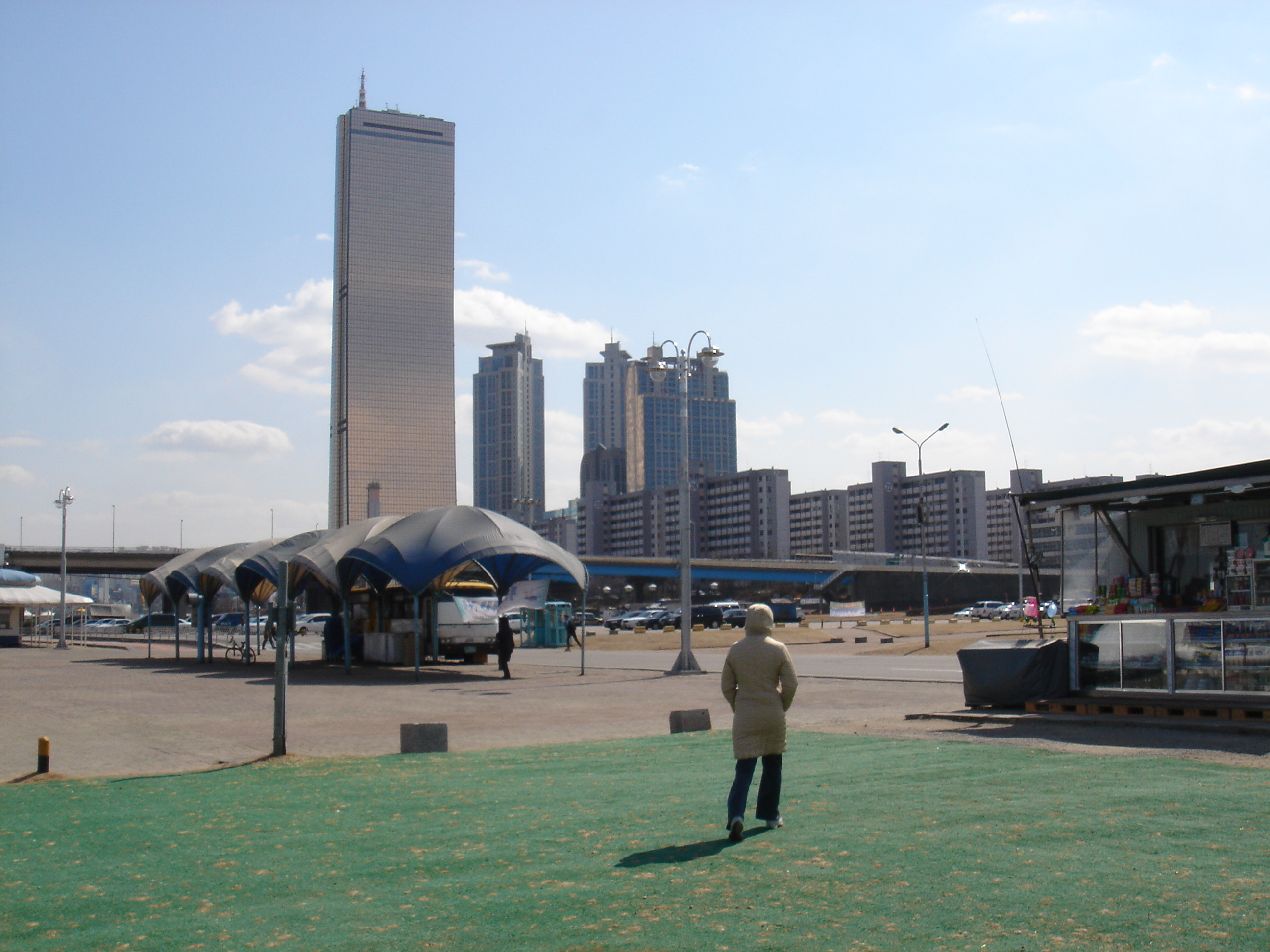
여의도 63빌딩 (영등포구)
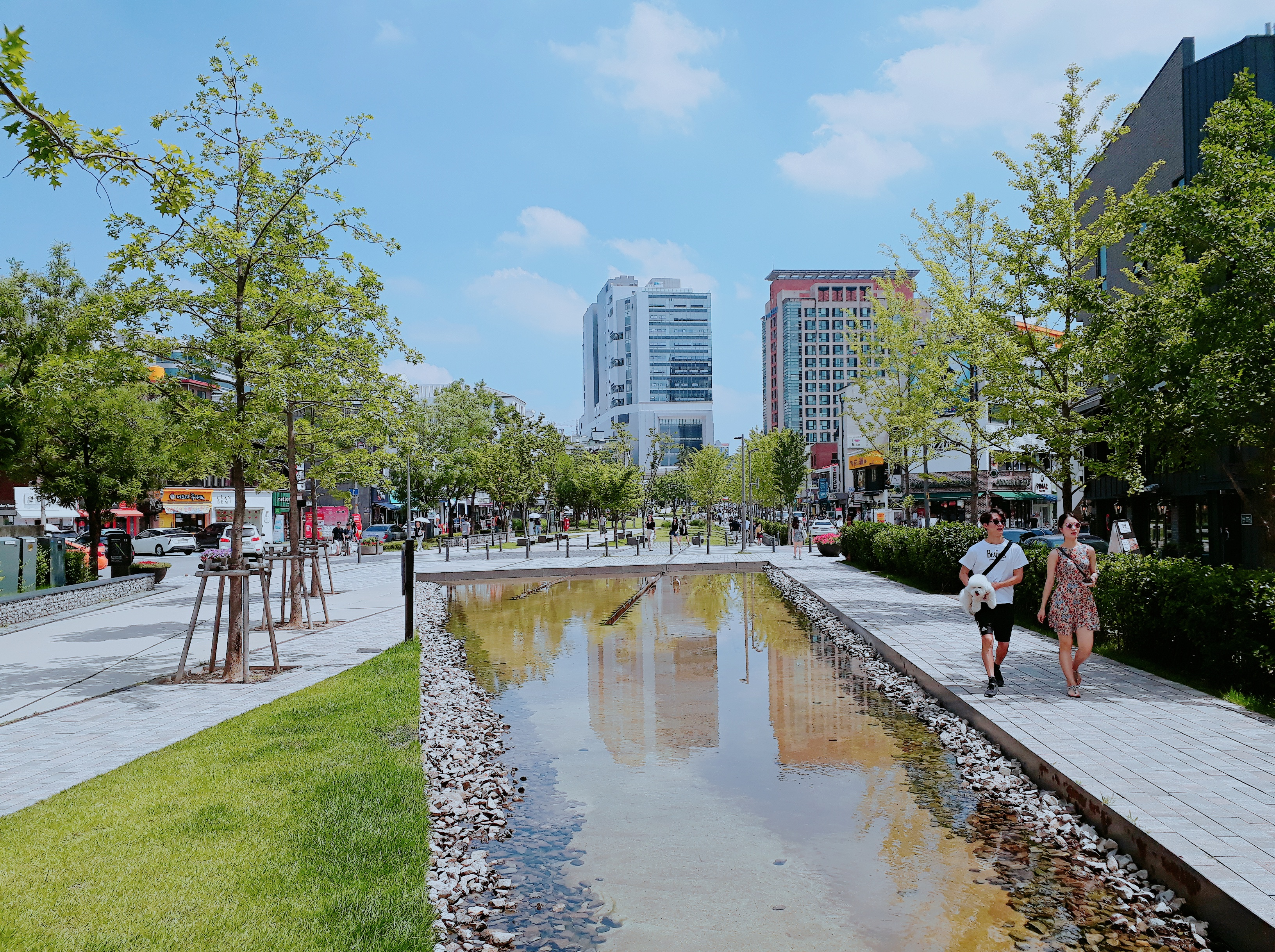
연남동 연트럴파크 (마포구)
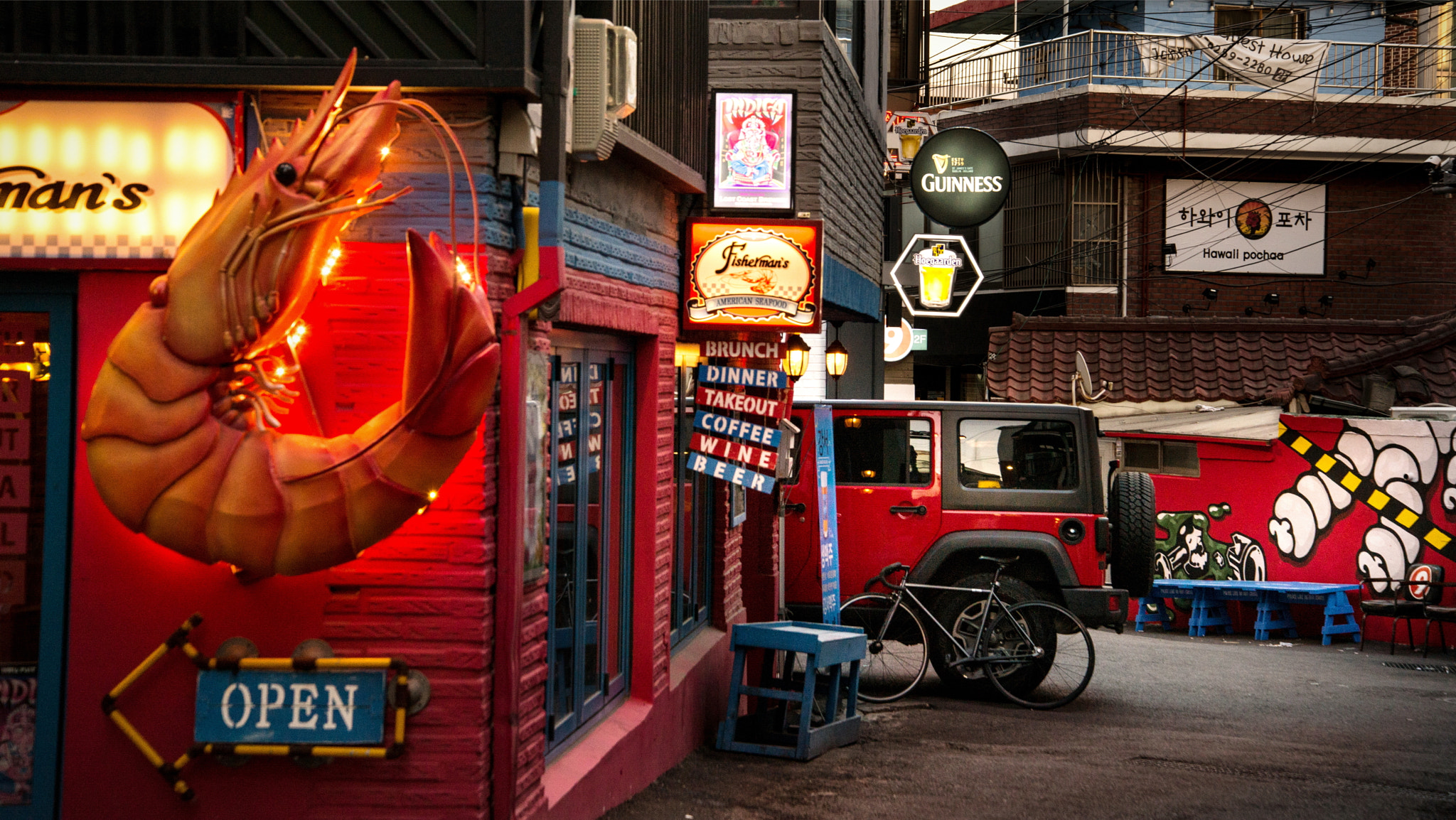
이태원 (용산구)
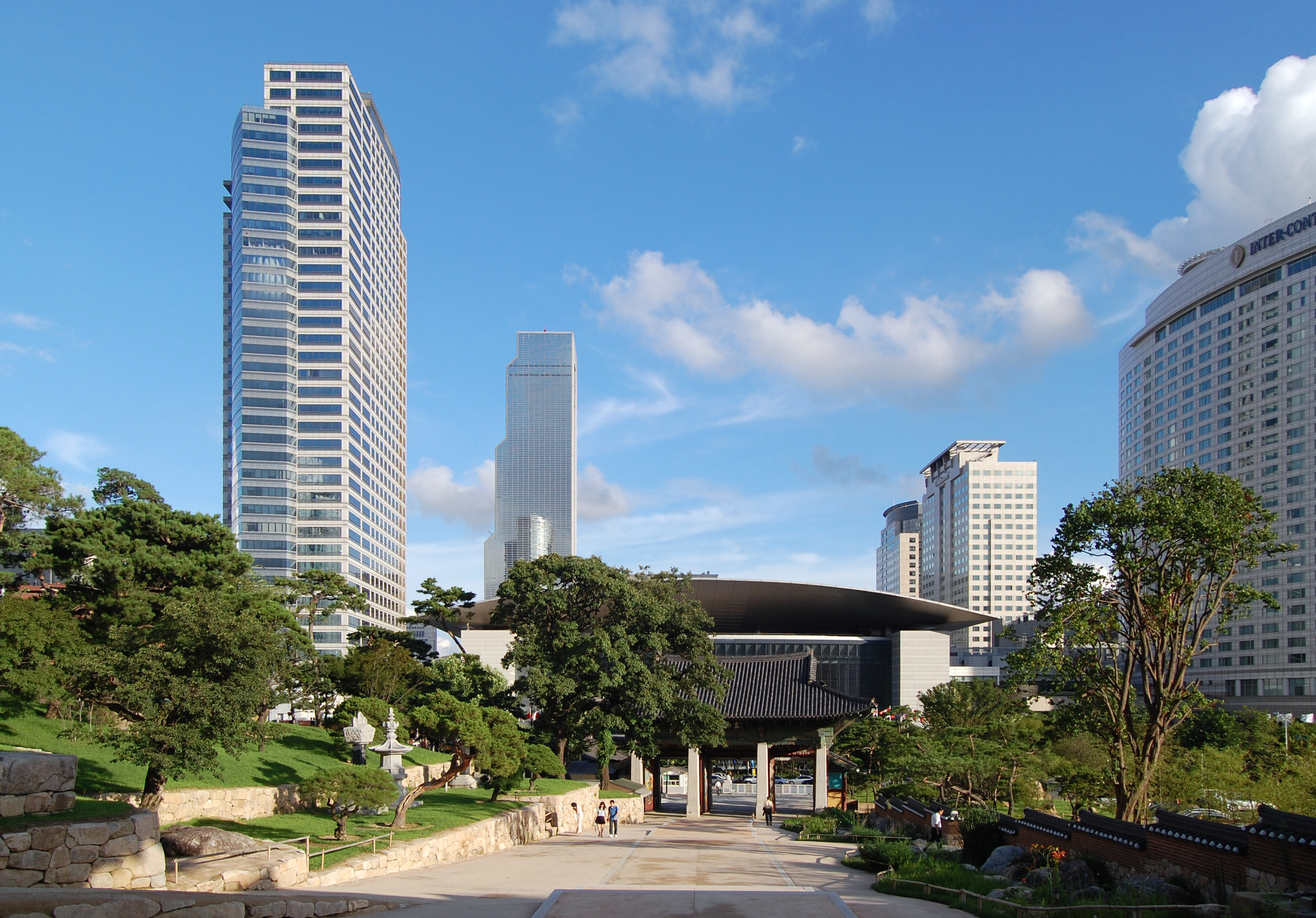
코엑스 (강남구)
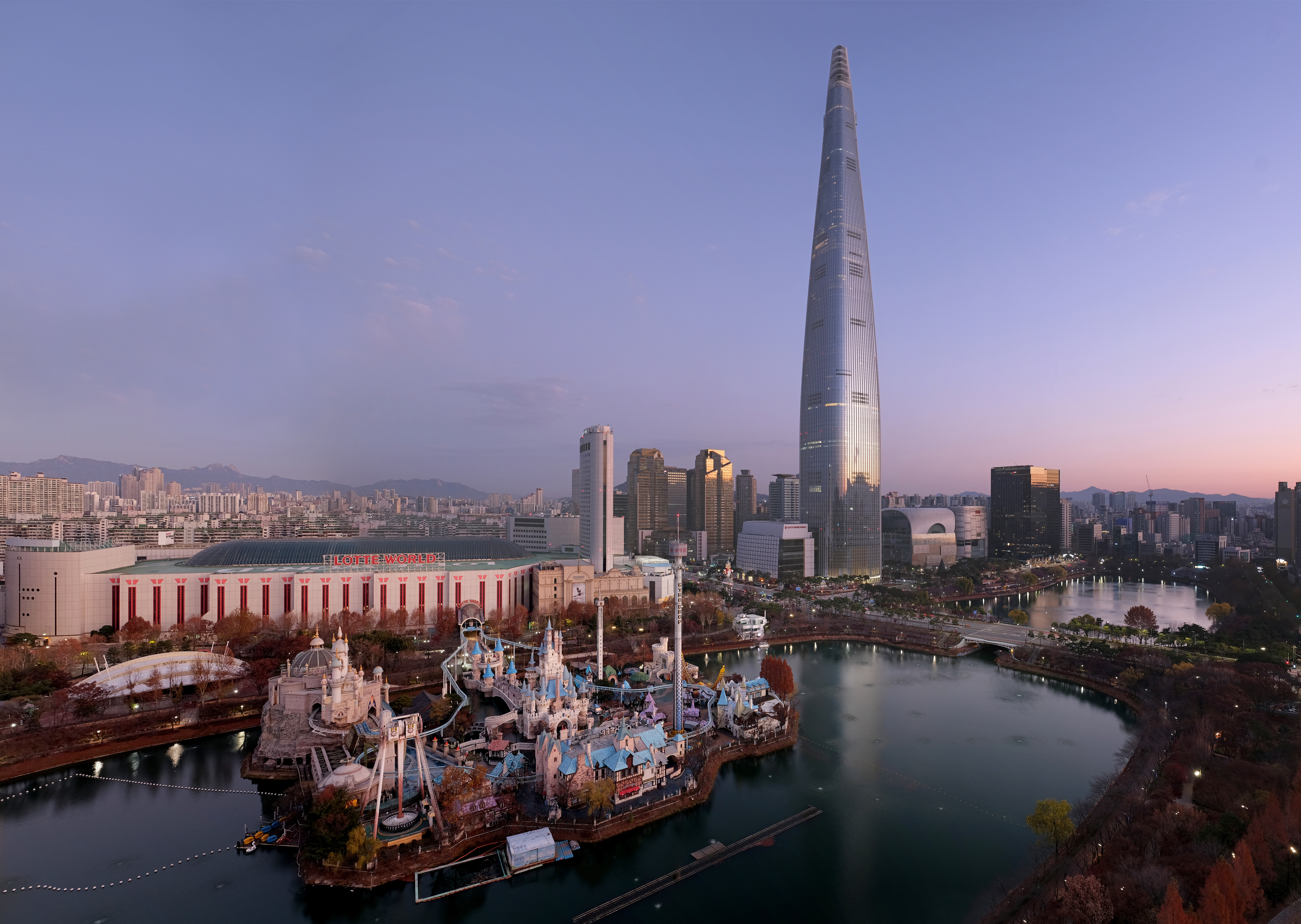
롯데월드타워 (송파구)
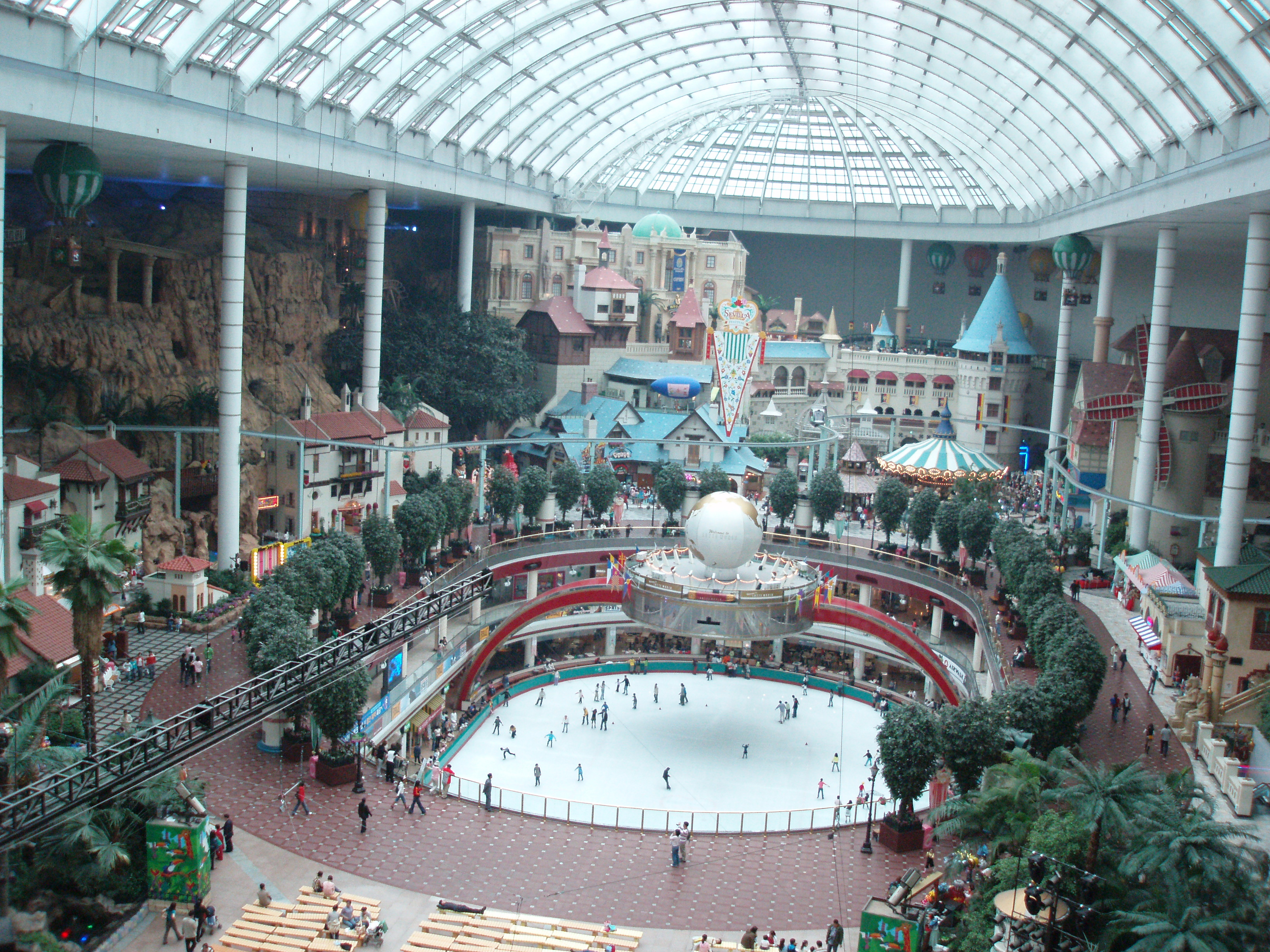
롯데월드 (송파구)

- 광화문 광장
- 명동 - 서울 도심의 번화가이다.
- 남대문 시장 - 서울의 대표적 종합 재래 시장이다.
- 삼청동 - 전통 한옥과 음식점, 카페, 갤러리가 있는 거리이다.
- 남산골한옥마을 - 한옥 문화를 체험할 수 있는 공간이다.
- COEX(컨벤션 센터) - 무역센터와 인접한 종합 전시관이다.
- 강남역 사거리 - 한강 이남 지역의 최대 번화가이다.
- 대학로 - 문화 예술의 거리로 음악, 연극 등의 공연 문화가 활발한 곳이다. 마로니에 공원이 있다.
- 63빌딩 - 여의도에 있는 고층 빌딩으로 전망대, 영화관 등이 설치되어 있다.
- N서울타워 - 남산의 정상 부근에 있으며 서울을 한눈에 내려다 볼 수 있는 전망대가 있다. YTN이 소유 중이다.
- 인사동 - 서울의 전통 문화 거리이다. 화랑(갤러리), 전통 상품 상점, 전통 음식점 등으로 유명하다.
- 이태원 - 외국인들이 많이 찾는 거리로 외국의 다양한 요리를 만드는 식당들로 유명하다.
- 롯데월드 - 잠실에 있는 테마파크이다. 석촌 호수와 닿아 있다.
- 롯데월드타워 - 롯데월드 옆 롯데월드몰 부지에 위치하고 있으며, 세계에서 6번째로 높은 555m의 높이를 자랑한다.
- 롯데월드몰 - 국내 최대 규모의 복합 쇼핑문화센터로서, 롯데월드타워와 함께 서울의 대표적인 명소이다.
- 디지털미디어시티 - 서울 서북권에 위치한 미디어&엔테테인먼트 관련 업무지구이다. 주요 방송사가 입주할 예정이며, 창의적인 디자인이 돋보이는 다양한 형태의 건물이 있다. 줄여서 DMC(Digital Media City)로 불리며, 120층이 넘는 부르즈 할리파에 이은 세계 2위의 초고층 건물이 들어설 예정이다.
- 타임스퀘어 - 30만 m2(축구장 40개 넓이)의 국내 최대 복합 쇼핑공간이다. 타임스퀘어 내 CGV영화관은 세계 최대크기의 스크린을 갖춘 영화관이 있다. (영등포구 영중로 15)
- 북촌 한옥 마을
- 서촌
- 정릉(사적 제243호) - 조선 태조의 계비인 신덕왕후 강씨의 능이다.
- 동대문디자인플라자 - DDP(Dongdaemun Design Plaza)는 세계 최초의 '디자인-창조산업의 발신지' 이자, 서울의 미래 성장을 견인하는 '창조산업의 전진기지'를 위해 건립된 세계 최대 규모의 3차원 비정형 건물이다. 특히, 옥상에 위치한 LED 꽃밭이 명소로 유명하다.
- 홍익대학교 인근 - 서울 지역에서 인디 문화의 상징적인 지역이었으며, 특색있는 분위기와 여러 클럽, 공연장 등이 모여있어 많은 젊은이들이 찾는 번화가 중의 하나이다.
- 세빛섬 - 한강에 있는 인공섬이다.
- 청계천
- 청계광장

### 공원

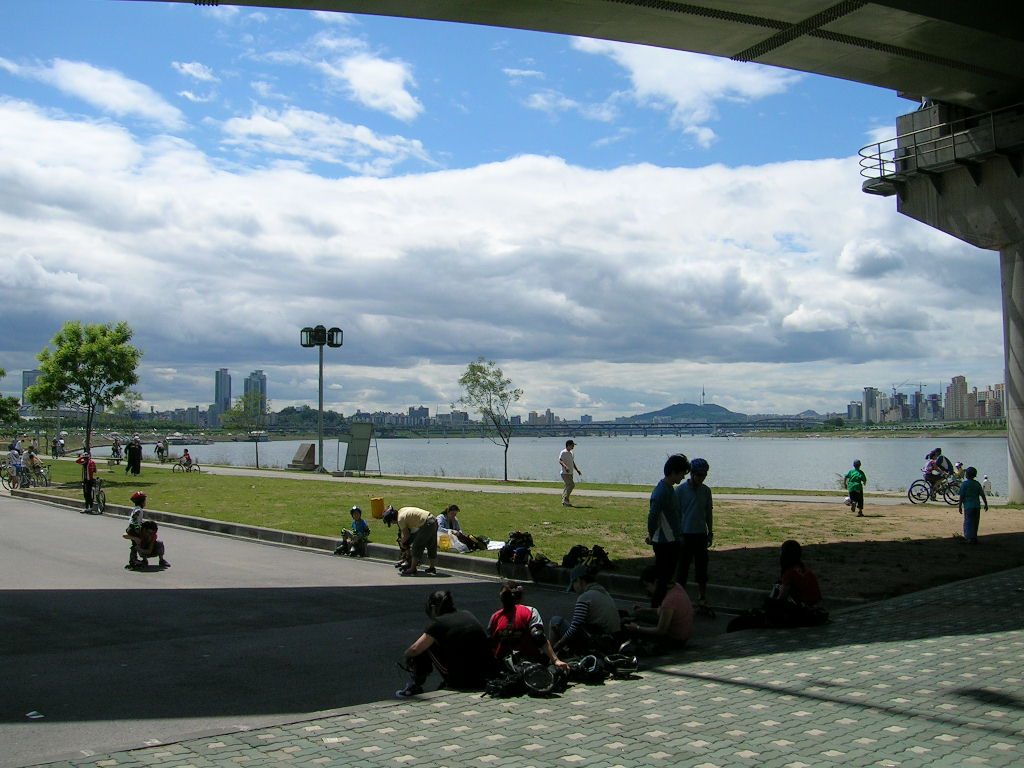
한강공원
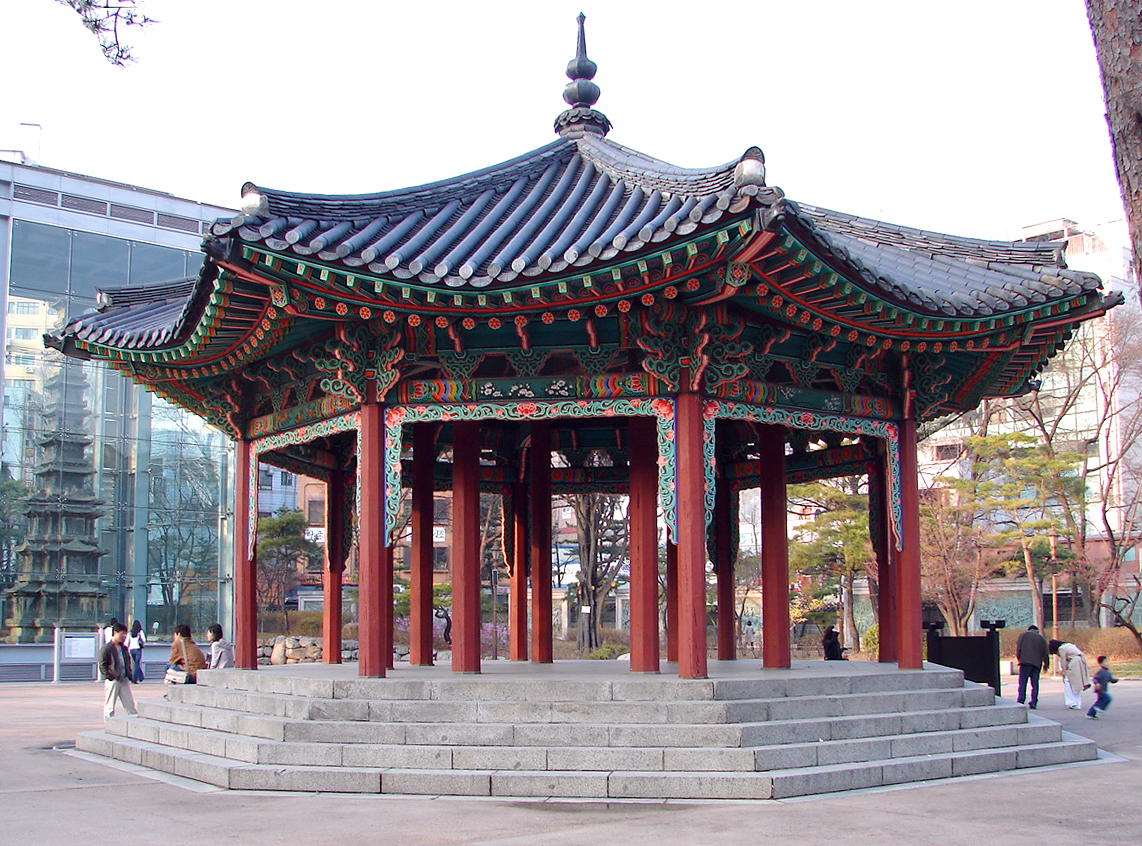
탑골공원 (종로구)
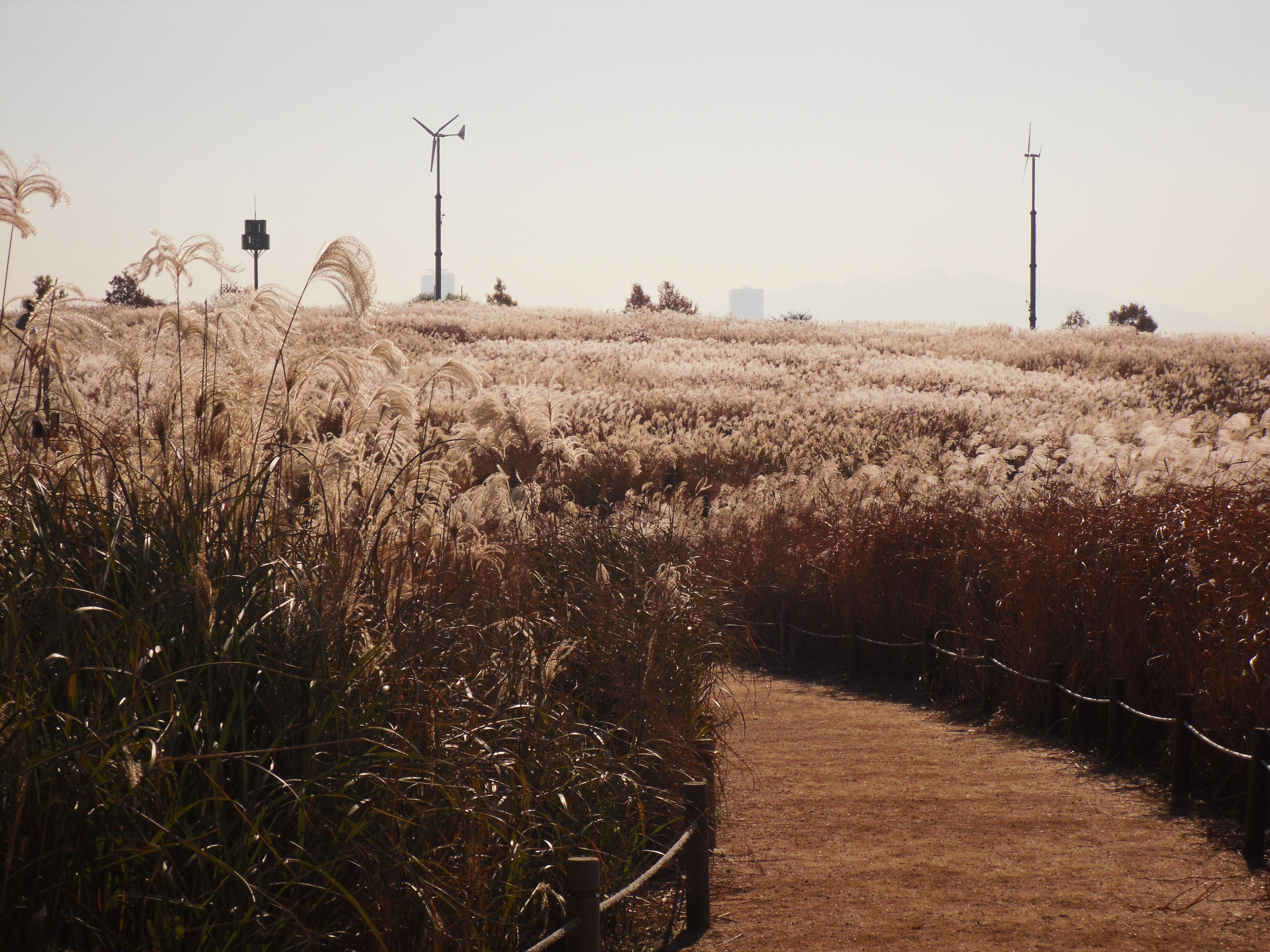
월드컵공원 (마포구)

- 한강 시민 공원 - 한강을 따라 그 유역을 여러 지구로 나누어 공원을 조성하였다.
- 서울 올림픽 공원 - 1988년 하계 올림픽을 위해 건설되어, 현재는 일반 공원으로 이용되고 있다. 사이클· 역도· 펜싱· 수영· 체조· 테니스 등 6개의 경기장 등의 경기 시설과 소마미술관 등 다양한 문화 시설들이 함께 있다. 올림픽 공원 건설 도중 발굴된 백제 유적지 몽촌토성은 공원 내에 있다.[46]
- 보라매 공원 - 동작구에 있는 공원으로 청소년을 위한 시설을 갖추고 있다.
- 북서울 꿈의 숲 - 강북구에 있는 대형 공원으로, 옛 드림랜드 자리에 있다.
- 양재시민의 숲 - 서초구에 있는 시민 공원이다.
- 어린이 대공원 - 광진구에 있는 어린이 공원으로 놀이동산, 동물원, 식물원, 어린이회관 등이 있다.[47]
- 여의도 공원 - 여의도 도심 속의 공원이다.
- 월드컵 공원 - 서울 월드컵 경기장을 중심으로 조성된 공원이다.
- 서울로 7017 - 도시재생 사업으로 서울역고가도로를 공원으로 재조성하여 2017년 5월 20일에 개장한 공원이다.
- 서서울 호수공원 - 신월정수장을 리모델링하여 만든 서울 서남권 시민의 쉼터로 2009년 10월 26일 개장했다.( 양천구 신월동 68-3 )
- 선유도 공원 - 강 가운데 있는, 하중도에 위치한 공원이다. 양화대교를 이용하여 갈 수 있다. 본래 정수장이었던 곳을 보수하여, 물을 주제로하는 공원으로 조성하여 2002년 4월에 개관하였다.
- 용산가족공원 - 미군부대 부지를 반환받아 만든 공원이다.
- 뚝섬 서울숲 - 뚝섬 일대에 있는 시민 공원이다.
- 동대문역사문화공원
- 마로니에 공원 - 혜화동과 이화동 사이에 위치한 공원이다.
- 탑골공원 - 사적 제354호로 지정되어 있는 탑골공원은 국내 최초의 도심 내 공원으로 1919년 일제에 항거하는 3·1운동이 일어났던 곳이다.

### 종교 시설
- 명동성당 - 고딕 양식으로 지어진 천주교의 주교좌성당이다.
- 조계사 - 대한불교조계종의 사찰이다.[48]
- 대한성공회 서울주교좌대성당 - 로마네스크 양식으로 지어진 대한성공회의 주교좌성당이다.
- 정교회 성 니콜라스 대성당 - 한국정교회의 성당이다.
- 정동제일교회 - 대한민국 최초의 감리교 교회이다.[49]
- 여의도 순복음교회 - 기독교대한하나님의성회의 개신교 교회로, 신자 수로는 세계 최대 규모이다.[50]
- 서울 중앙 성원 - 한남동에 있는 한국의 최초이자 서울의 유일한 이슬람교 모스크이다.
- 천도교 중앙대교당 - 민족종교인 천도교의 중앙본부로 3.1운동 때 독립만세운동을 벌였던 곳이다.

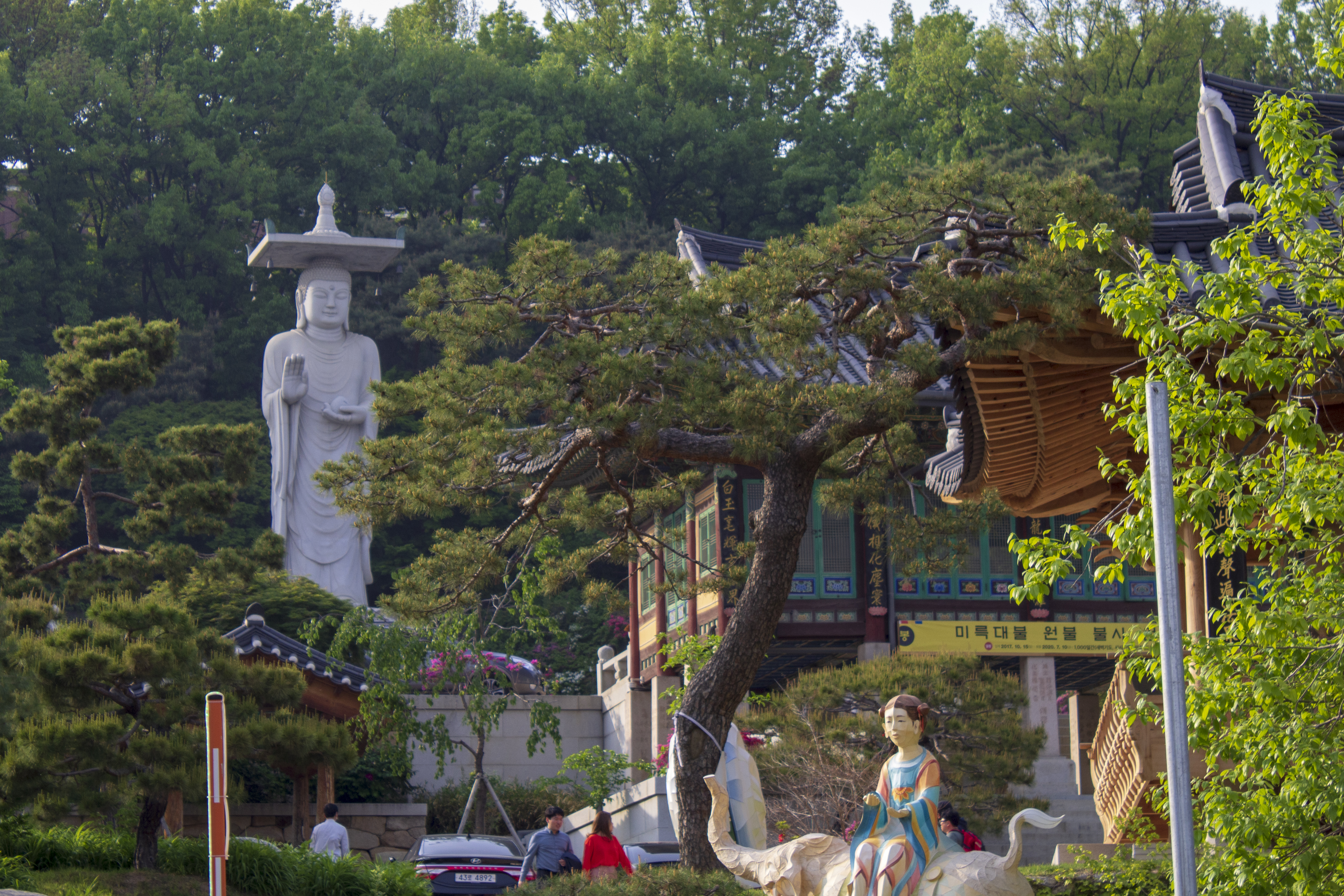
봉은사 (강남구)
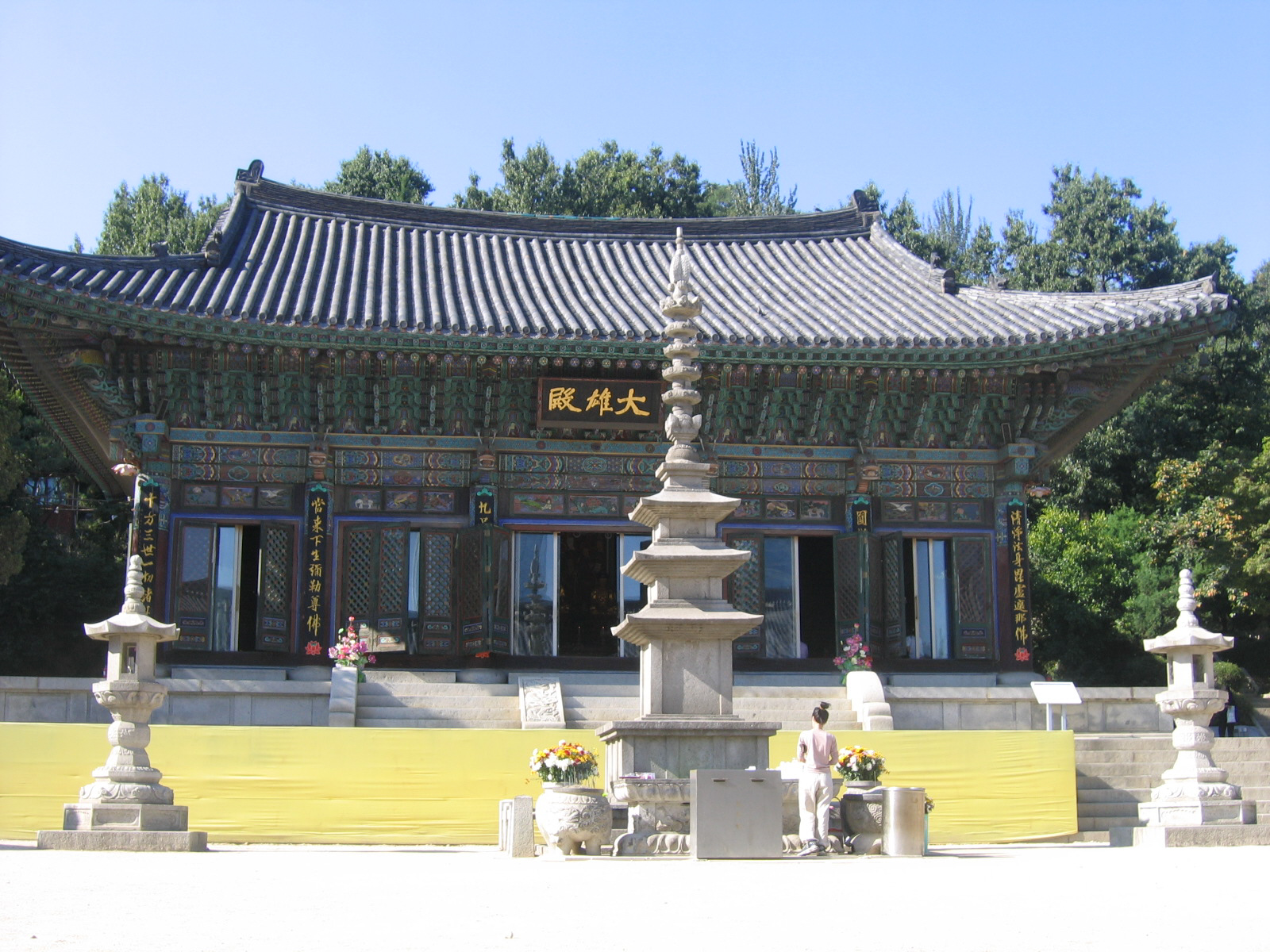
봉은사 (강남구)
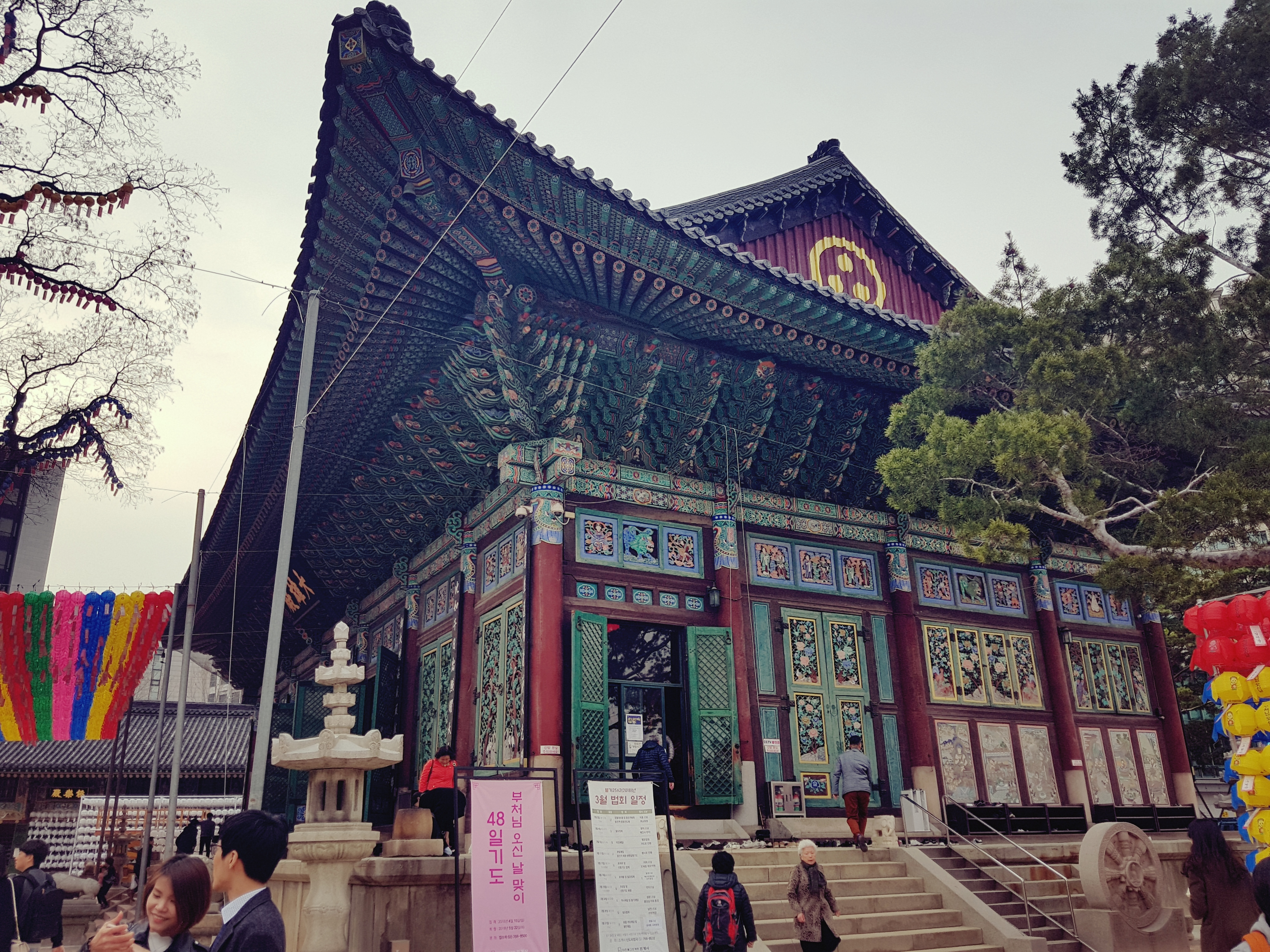
조계사 (종로구)
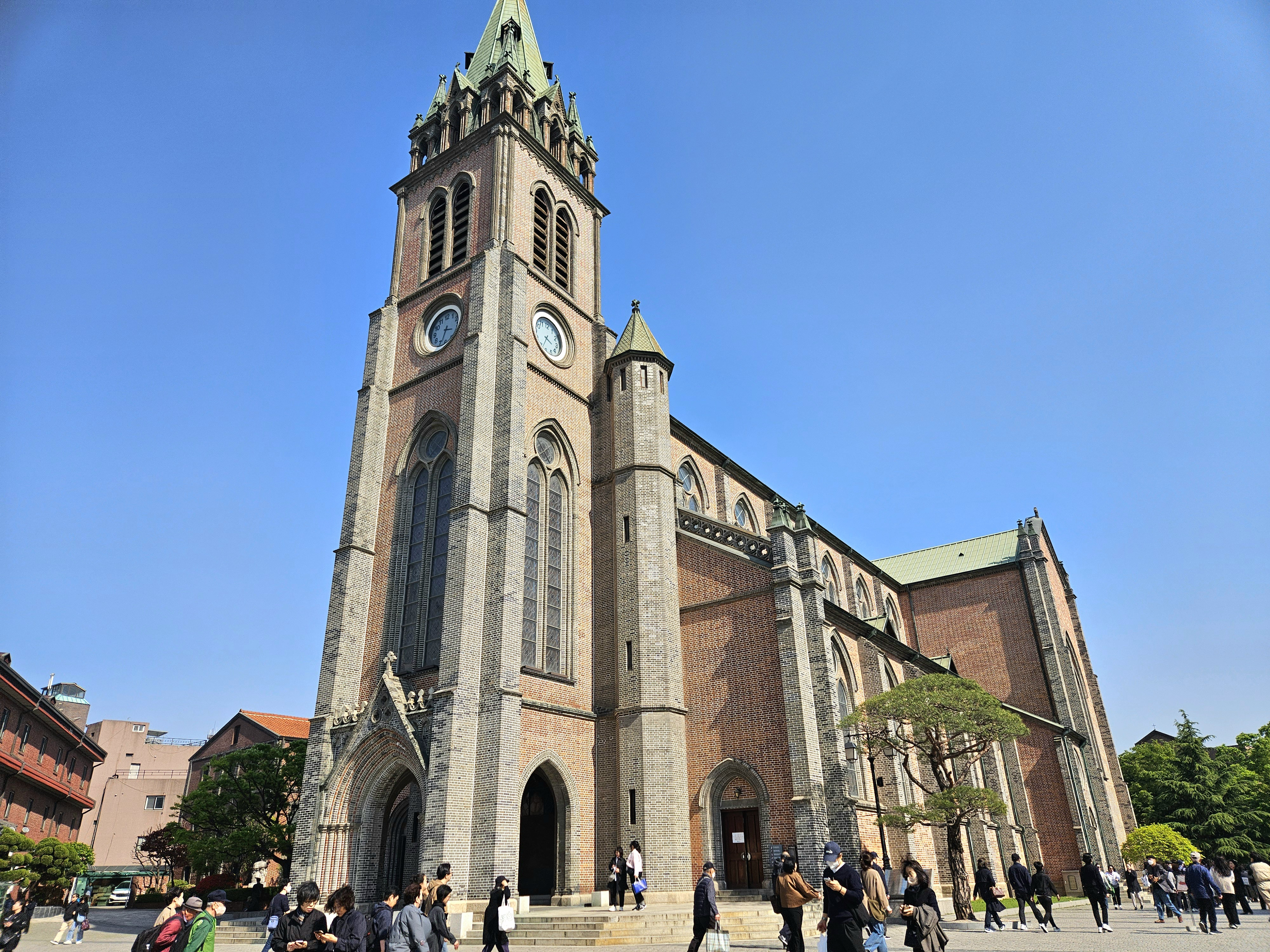
명동성당 (중구 · 1898년)
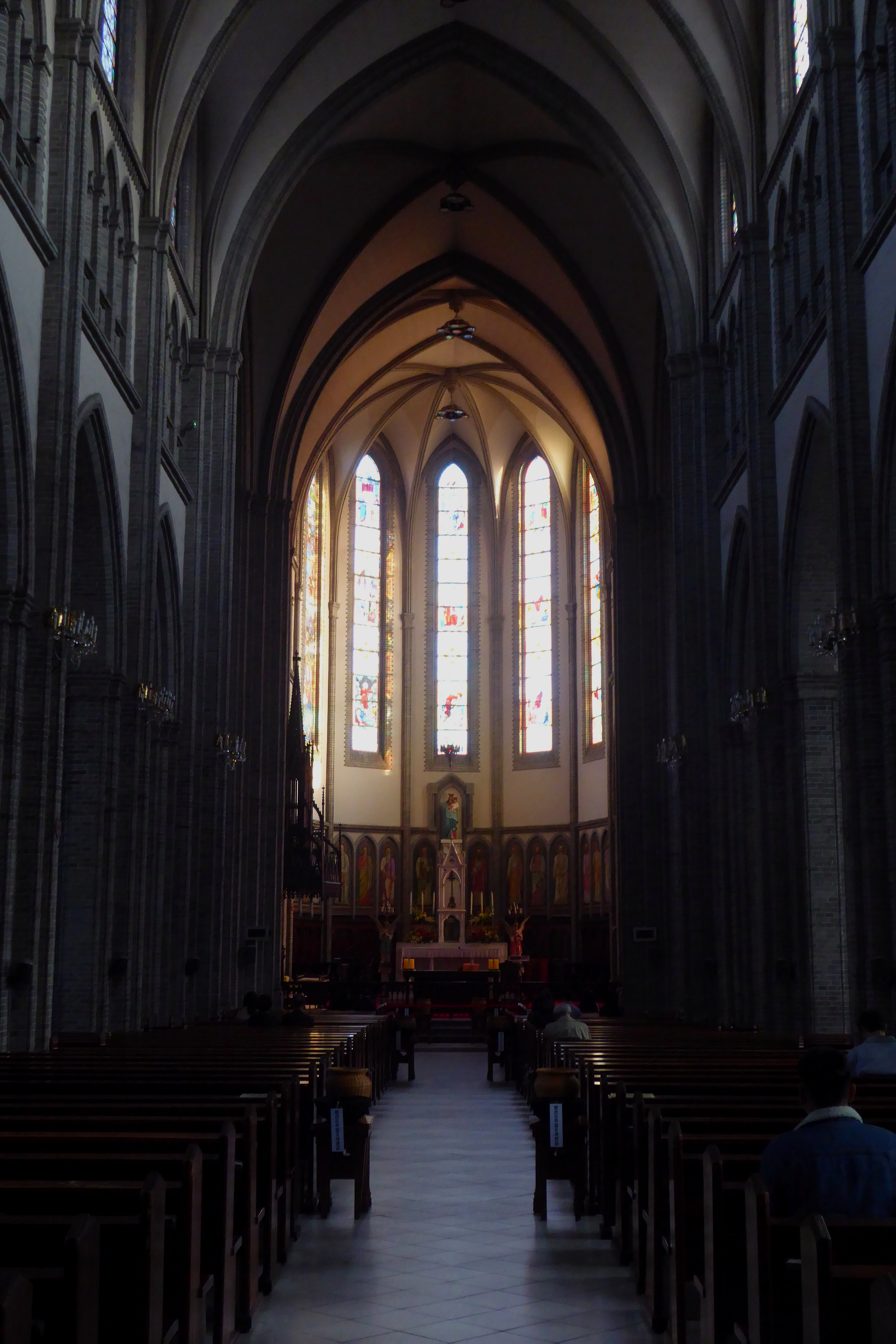
명동성당 (중구 · 1898년)
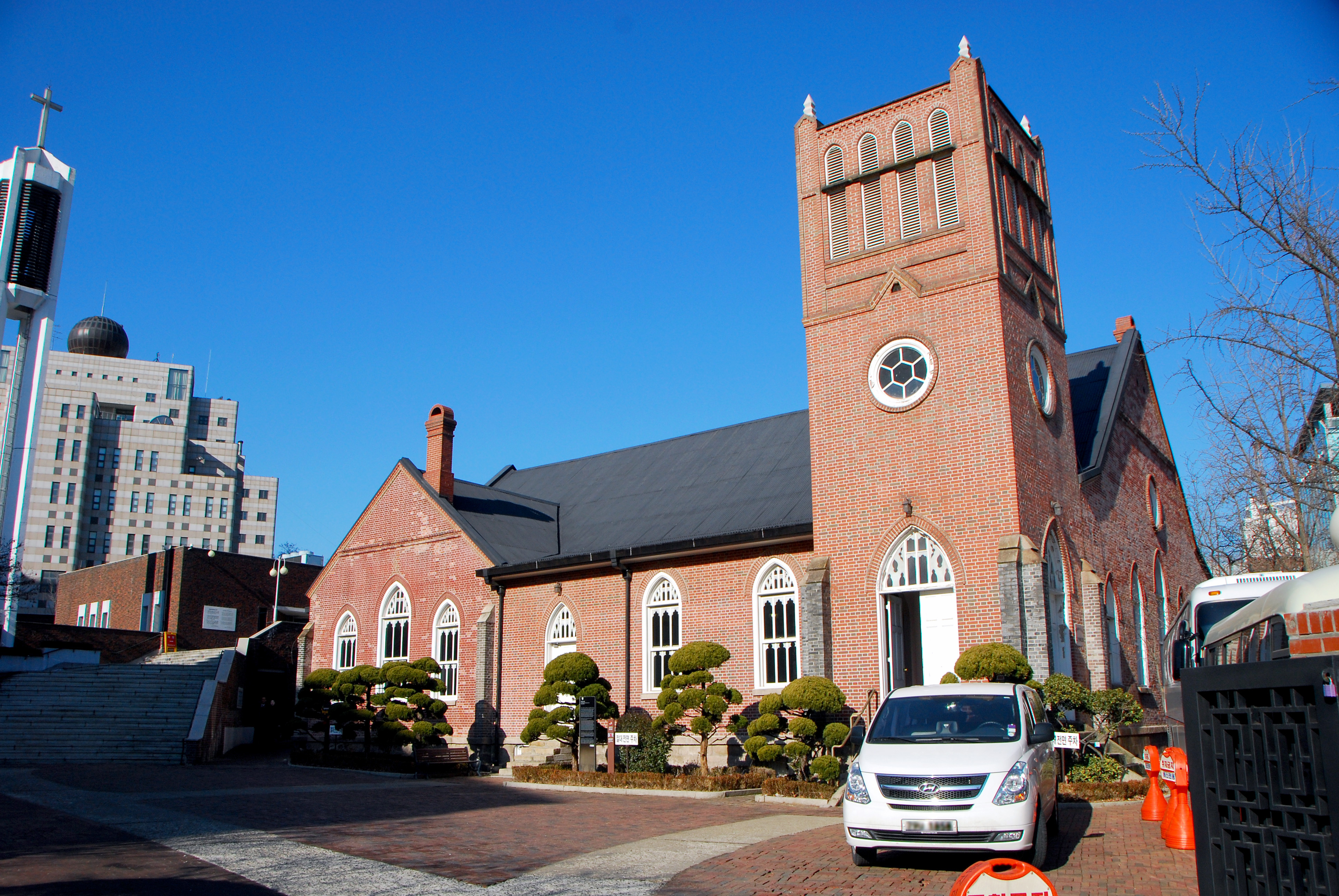
정동교회 (중구 · 1898년)
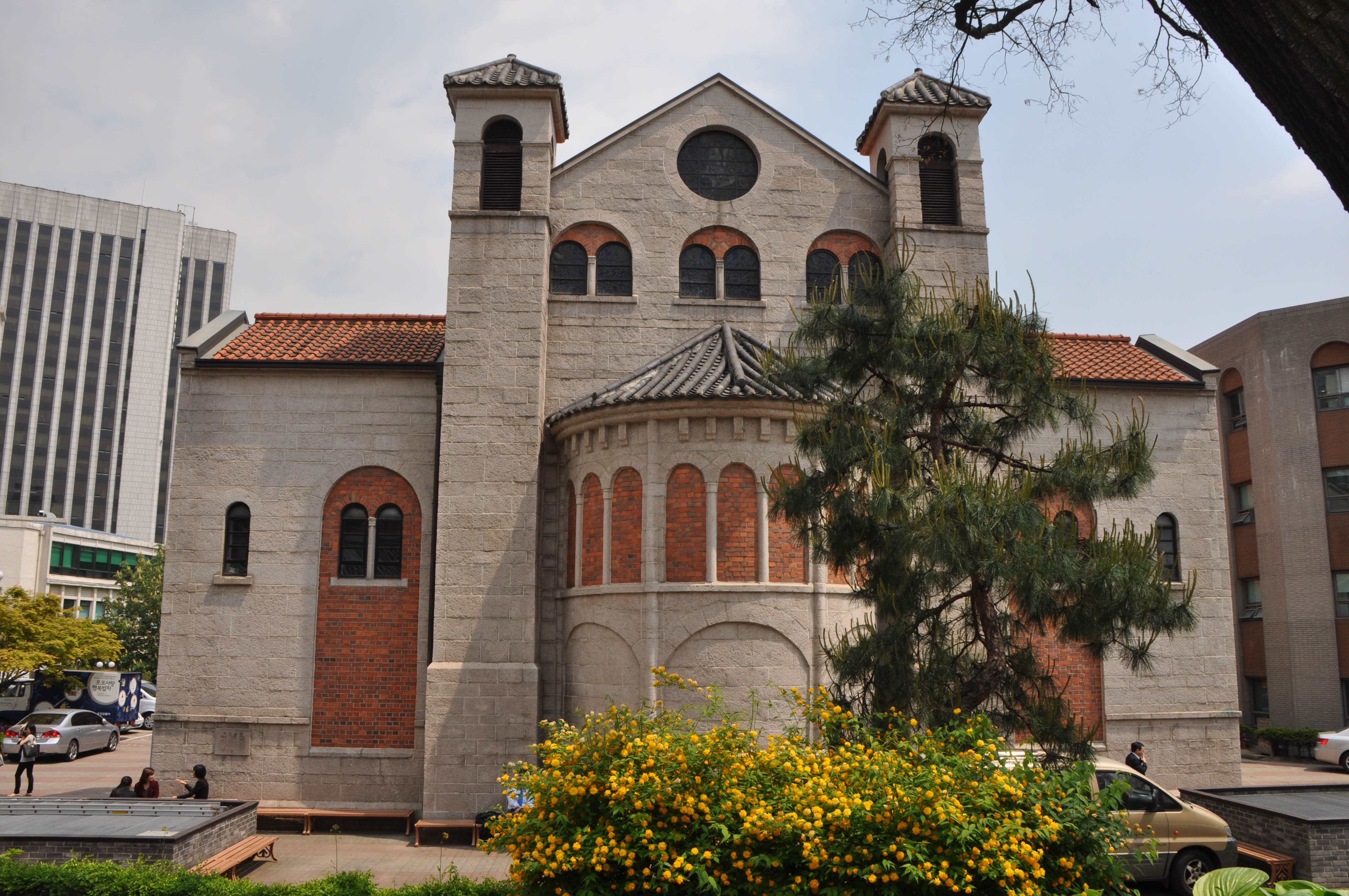
대한성공회 서울주교좌대성당 (중구 · 1926년)
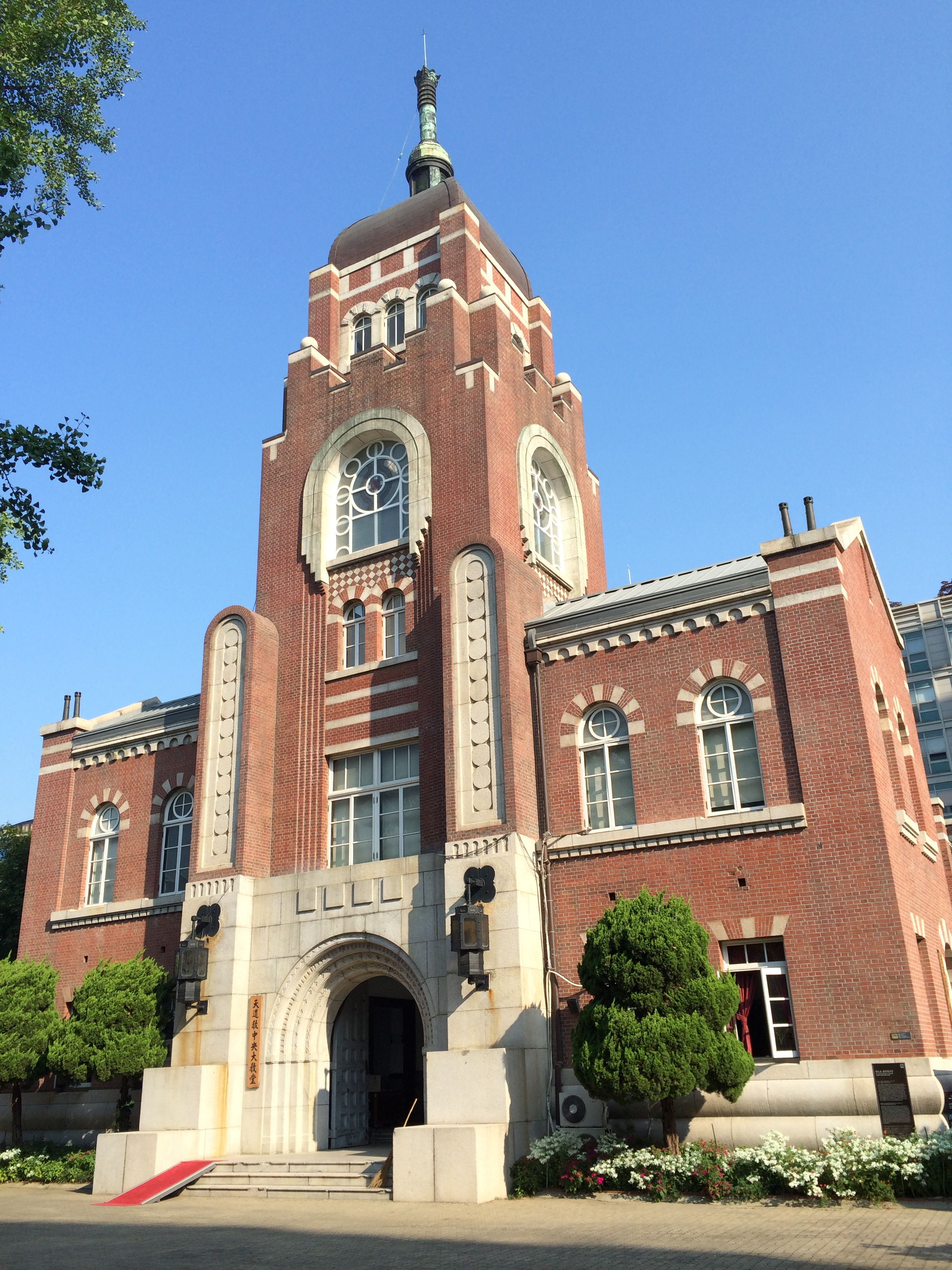
천도교 중앙대교당 (종로구 · 1921년)

### 주요 의료 기관
- 서울대학교병원
- 연세대학교 세브란스병원 : 1885년 미국 선교의사 알렌(Dr. H. N. Allen)에 의해 세워진 한국 최초의 현대적 의료기관인 광혜원을 모태로 하는 의료기관이다. (규모: 2062개의 병상)[51]
- 서울아산병원
- 가톨릭대학교 서울성모병원

### 축제

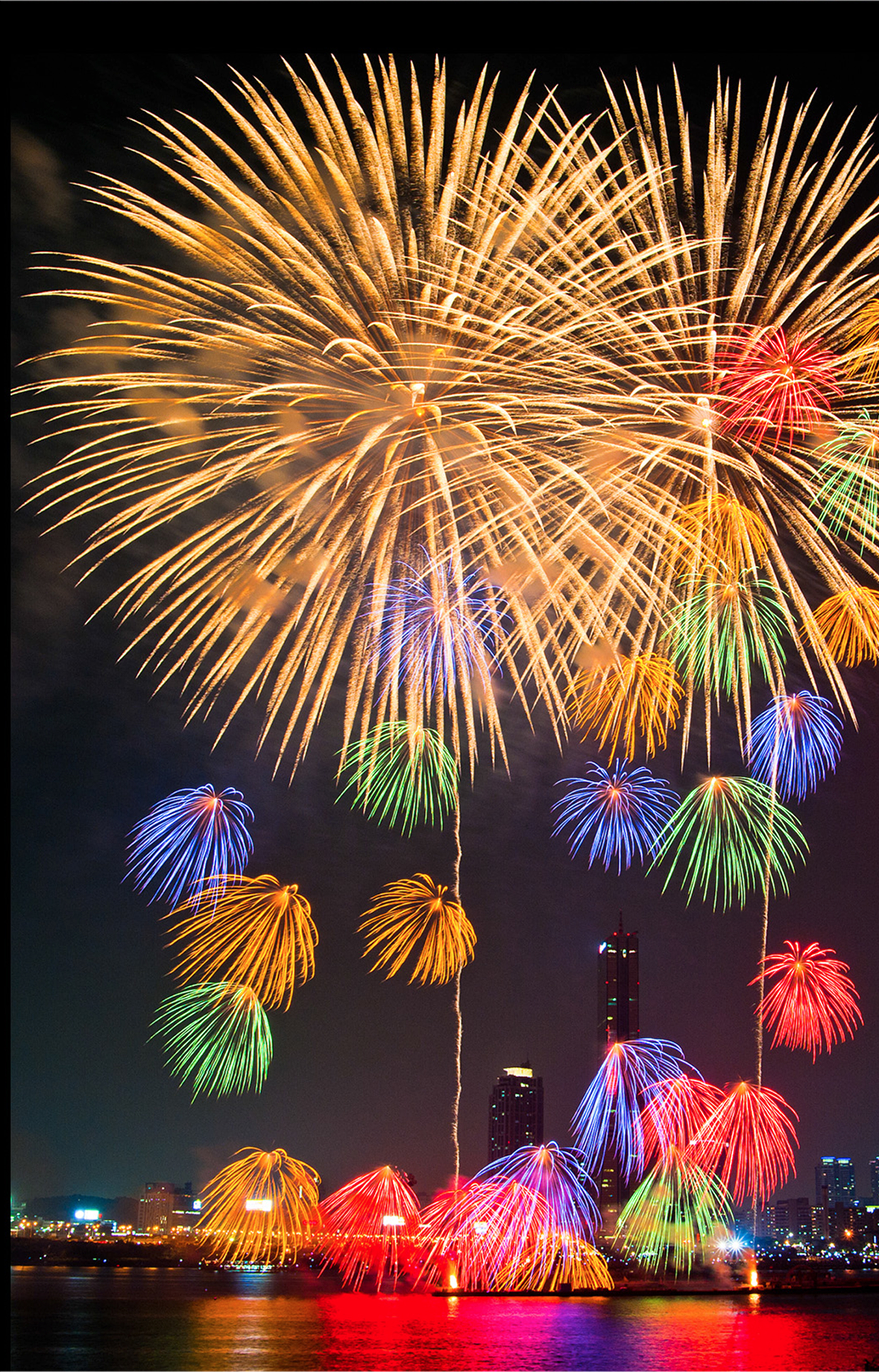
서울거리예술축제
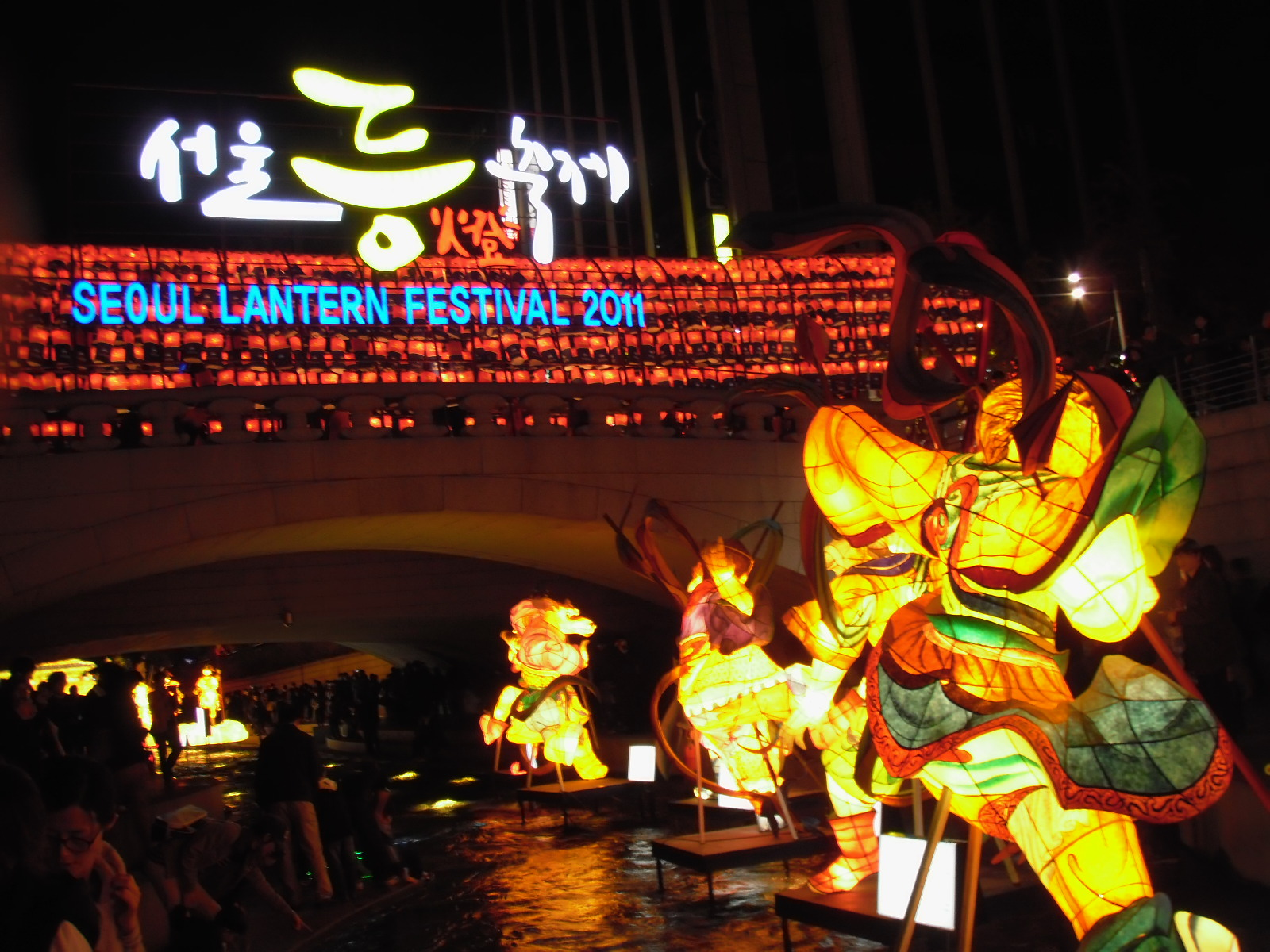
서울빛초롱축제
- 서울세계불꽃축제
- 한강여의도봄꽃축제
- 월드디제이페스티벌(WDF)

- 서울세계불꽃축제
- 서울빛초롱축제

## 스포츠
서울은 1986년 아시안 게임, 1988년 하계 올림픽, 1988년 하계 패럴림픽을 개최하였으며 2002년 FIFA 월드컵의 개막전과 4강전을 비롯한 총 3경기가 서울월드컵경기장에서 치러졌다. 서울특별시 송파구에는 1986년 아시안 게임과 1988년 하계 올림픽의 개막식, 폐막식이 있었던 서울올림픽주경기장과 이를 기념하는 올림픽공원이 있으며, 마포구에는 월드컵공원이 있다. 노원구에는 종합선수합숙훈련장인 태릉선수촌이 있다.
대한민국에서 가장 많은 프로스포츠팀을 보유한 도시이며 특히 프로스포츠 양대 산맥인 프로축구 K리그와 프로야구 KBO 리그에서 1990년 럭키금성 황소와 LG 트윈스 그리고 2016년 FC 서울과 두산 베어스의 2차례 동반 리그 우승을 달성하였다.
서울의 운동 경기장으로는 잠실에 잠실종합운동장, 목동에 목동운동장, 성산동에 서울월드컵경기장이 있다.

### 축구
| 리그명 | 구단명               | 창단연도 | 홈경기장             |
| ------ | -------------------- | -------- | -------------------- |
| K리그1 | FC 서울              | 1983년   | 서울월드컵경기장     |
| K리그2 | 서울 이랜드 FC       | 2014년   | 목동운동장           |
| K4리그 | 서울 노원 유나이티드 | 2007년   | 노원마들스타디움     |
| K4리그 | 서울 중랑 축구단     | 2012년   | 중랑구립잔디운동장   |
| WK리그 | 서울시청 여자 축구단 | 2004년   | 서울월드컵보조경기장 |

### 야구
| 리그명   | 구단명        | 창단연도 | 홈경기장              |
| -------- | ------------- | -------- | --------------------- |
| KBO 리그 | LG 트윈스     | 1982년   | 서울종합운동장 야구장 |
| KBO 리그 | 두산 베어스   | 1982년   | 서울종합운동장 야구장 |
| KBO 리그 | 키움 히어로즈 | 2008년   | 고척스카이돔          |

### 농구
| 리그명 | 구단명           | 창단연도 | 홈경기장       |
| ------ | ---------------- | -------- | -------------- |
| KBL    | 서울 삼성 썬더스 | 1978년   | 잠실실내체육관 |
| KBL    | 서울 SK 나이츠   | 1997년   | 잠실학생체육관 |

### 배구
| 리그명      | 구단명                | 창단연도 | 홈경기장   |
| ----------- | --------------------- | -------- | ---------- |
| V-리그 (남) | 서울 우리카드 우리WON | 2008년   | 장충체육관 |
| V-리그 (여) | 서울 GS칼텍스 KIXX    | 1970년   | 장충체육관 |

### 풋살
| 리그명 | 구단명       | 창단연도 |
| ------ | ------------ | -------- |
| FK리그 | 성동FS       | 2018년   |
| FK리그 | 노원HR FS    | 2009년   |
| FK리그 | 서울 은평 FS | 2012년   |

### 스포츠 시설

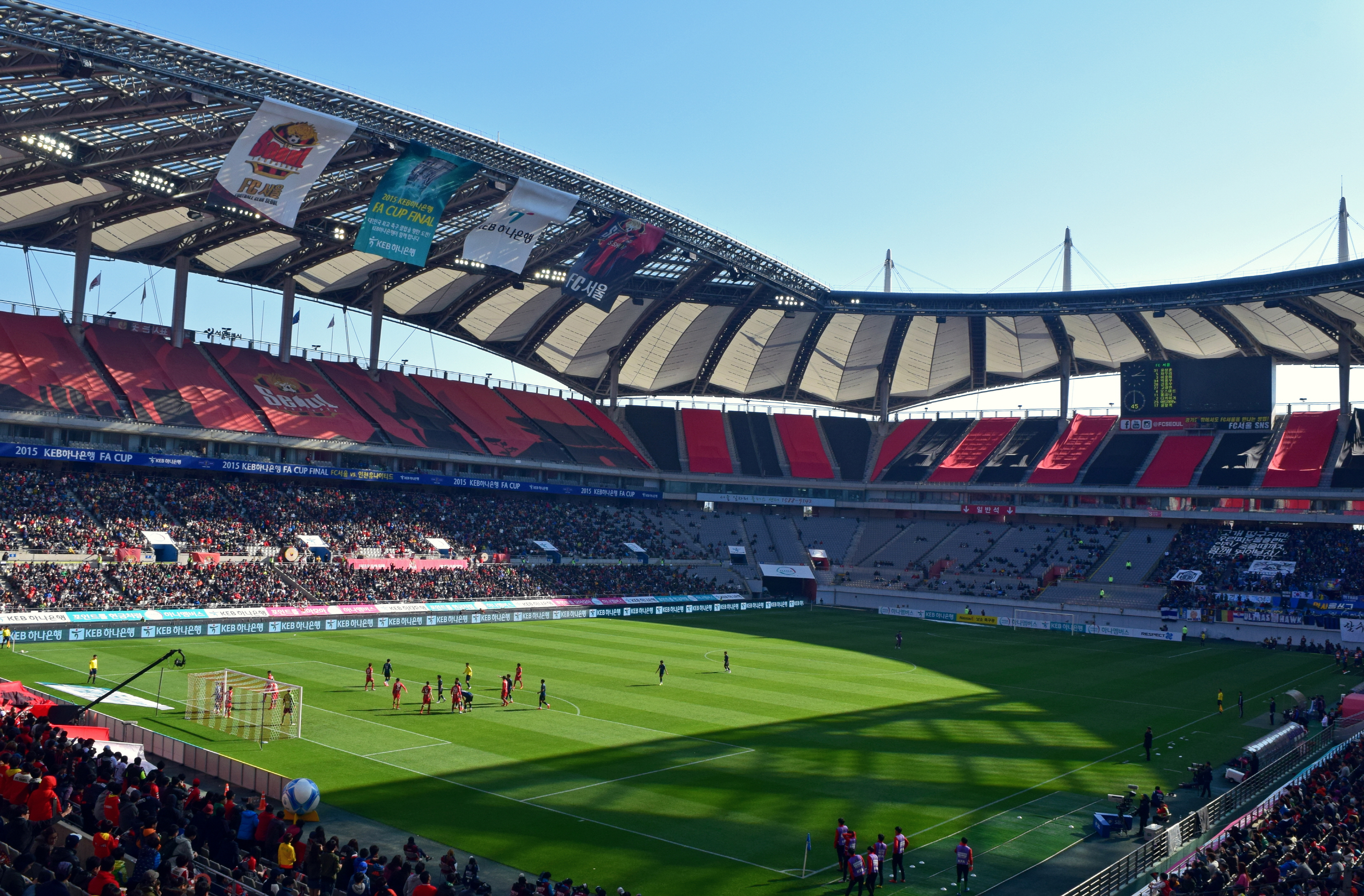
서울월드컵경기장 (마포구)
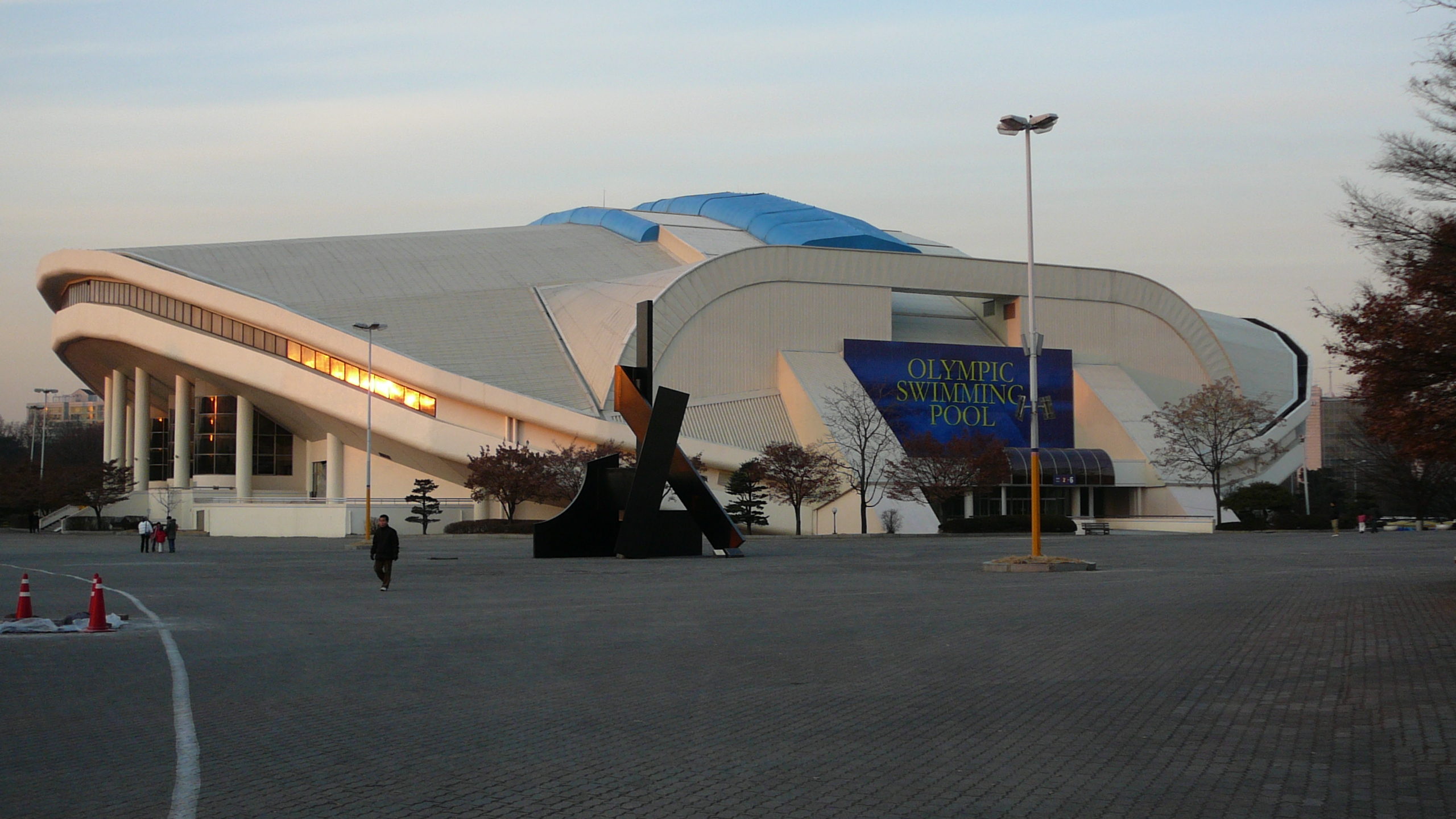
서울 올림픽수영장 (송파구)

- 서울종합운동장 - 1988년 하계 올림픽을 개최했던 스포츠 경기장 종합 단지로 메인 스타디움인 서울올림픽주경기장과 야구장, 그 외 체육관을 비롯 여러 시설들로 구성되어 있다. 잠실종합운동장이라는 명칭으로 더 자주 불린다.
- 서울월드컵경기장 - 2002년 FIFA 월드컵을 개최했던 경기장이며, K리그1 소속의 프로축구단 FC 서울이 홈 구장으로 사용 중이다.
- 태릉선수촌 - 1970년 3월 개장한 대한민국에서 종합선수 합숙훈련장이며 축구장, 수영장, 스케이트장은 물론 각종 치료 및 의료시설과 선수숙소가 즐비해 있다. 현재는 진천선수촌으로 주기능을 옮겼다.
- 고척스카이돔 - 2015년에 개관한 야구경기 전용 돔 구장이며, 현재 KBO 리그에 참여하는 키움 히어로즈가 홈 구장으로 사용 중이다.
- KRA플라자 - 한국마사회에서 개최하는 경마를 중계해주는 시설로 총 10개가 운영 중이다.
- 오버워치 프로게이밍팀인 서울 다이너스티가 있다. 현재는 동대문 디자인 플라자를 홈구장으로 사용하고있다

## 교통
승용차와 대중교통인 지하철, 버스, 택시 등이 주된 시내 교통 수단이다. 주요 환승지로는 1호선 서울역, 영등포역, 용산역, 서울고속버스터미널, 센트럴시티, 동서울종합버스터미널, 남부터미널, 1,2호선 시청역, 2호선 강남역, 신도림역, 2,4호선 사당역 등이 있다. 2007년 말 기준으로 자동차 등록 대수는 2,933,286대로 수송 분담률은 2006년 기준으로 지하철 34.7%, 버스 27.6%, 택시 6.3%, 자가용이 26.3% 등이다.
1899년부터 운행하던 전차가 1968년 없어지면서 서울의 대중 교통 수단은 변화를 맞이하였다. 1966년부터는 시가지의 대폭적인 재개발로 건물의 고층화와 함께 도로의 입체화가 진전되었다. 대중 교통 수단의 재배치는 서울 도시 구조에 매우 큰 영향을 끼쳐왔다. 대표적인 예로 1기 지하철, 특히 당초 계획과는 달리 거대 순환선으로 변경된 2호선이 서울의 공간에 끼친 영향을 들 수 있다.

### 도로
경부고속도로, 서해안고속도로, 용인서울고속도로 등이 남쪽으로 이어져 있으며, 인천국제공항고속도로와 경인고속도로는 서쪽에 있는 인천광역시와 연결된다. 시 외곽에는 수도권 제1순환고속도로가 둘러싸고 있다. 도시 내부에는 강변을 따라가는 강변북로, 올림픽대로, 내부순환로, 동부간선도로, 서부간선도로, 남부순환로, 북부간선도로 등의 간선도로가 건설되어 있다.
강변북로는 고양시와 파주시, 올림픽대로는 인천광역시와 부천시, 동부간선도로는 성남시와 의정부시, 서부간선도로는 안양시와 광명시, 북부간선도로는 구리시와 연결된다. 서울시내의 주요 도로로는 테헤란로, 세종대로, 종로, 강남대로, 시흥대로 등이 있다.

### 대중교통
서울에서 버스가 처음으로 운행을 하기 시작한 때는 1928년으로, '경성 부영버스'라는 이름으로 10대를 운영했다. 1949년 17개 회사가 서울시로부터 면허를 받고 버스 운영에 뛰어들었다. 이후로 여러 차례의 확장과 개편을 거쳤으며, 2004년 서울특별시 버스 개편으로 버스 준공영제와 환승할인 제도가 도입되었다. 현재 시내버스, 간선버스, 마을버스, 광역버스 등을 포함한 수백개의 버스노선이 시내를 연결하고 있다.
서울에서 택시는 1912년에 처음 운행을 시작하였고, 1919년 최초의 택시회사가 설립되었으며, 1926년에는 미터기가 도입되었다. 8·15 광복 후에도 발전을 거듭하여 1970년 콜택시가 등장하고, 1988년에는 콜택시 대체용으로 도입된 중형택시, 1992년에는 모범운전수가 운전하고 콜택시를 도입하는 등 서비스 수준을 높인 모범택시가 선을 보였다. 또한 2009년에는 소형택시 부활이 결정된 이후 2011년 12월부터 소형택시 70여대가 운행되고 있다. 2015년 10월에는 고급택시가 운행을 시작했다.

### 철도
서울은 한반도 철도의 중심지 지역답게, 서울에서 다른 도시간을 잇는 철도 교통이 골고루 발달되어 있는 지역이다. 지역에 따라 이용할 수 있는 역이 나뉘어 있어, 서울역에서는 경부선과 경전선 KTX, 용산역에서는 호남선·전라선·장항선, 청량리역에서는 중앙선·태백선·영동선 강릉선열차가 출발한다. 그 외에도 영등포역 등의 중간역에서 열차를 이용할 수 있다. 또한 인천국제공항에서 인천국제공항철도를 이용하여 서울역까지 접근할 수 있다. 또한 철도관제센터 또한 서울에 위치해 있어 그곳에서 대한민국 전역의 모든 철도를 총괄 관리 및 명령한다.
1968년 서울전차의 퇴역으로 이를 대신할 대중교통수단 건설이 논의되었고, 1974년 수도권 전철 1호선의 개통으로 본격적인 도시 철도 시대를 열었다. 1기 지하철 사업으로 2호선, 3호선과 4호선이 개통되었고, 그다음 2기 지하철 사업으로 5호선, 6호선, 7호선, 8호선이 새로 건설되어 추가되었다. 이후 9호선이 건설되면서, 현재 한국철도공사 관할 구간을 제외하고 9개 노선이 운행하고 있다.
서울 지하철은 서울의 도심과 부도심을 이어주며, 특히 서울 지하철 2호선의 개통은 서울의 공간에 적지 않은 영향을 끼쳤다. 서울 지하철 5호선의 경우에는 최초로 한강 아래로 터널을 뚫어 운행을 시작했다. 서울 지하철 1호선을 포함한 일부 노선은 한국철도공사의 수도권 전철과 연계 또는 직결 운행하여 서울 주변의 위성도시들을 연결한다.

### 항공
동아시아 (일본, 중화인민공화국, 중화민국) 단거리 국제선과, 대한민국 국내선은 주로 김포국제공항을, 나머지 중장거리 국제선은 인천국제공항을 이용한다. 서울 도심에서 인천국제공항까지는 약 1시간 정도가 소요되며, 인천국제공항철도 또는 인천국제공항고속도로를 이용하여 접근할 수 있다.

### 공항철도
- 인천국제공항철도(AREX)는 한국의 관문인 인천공항에서 서울도심을 가장 빠르게 연결해 주는 교통수단이며, 인천국제공항 교통센터 지하 1층 승강장에서 서울역행 직통, 일반열차 탑승이 가능하다. 공항철도를 이용하여 명동, 홍대입구, 동대문, DMC 등 주요 관광지에 빠르게 접근할 수 있다.
- 2007년 3월 23일 첫 운행을 시작한 공항철도는 국내에서 유일하게 두 개의 국제공항(인천국제공항, 김포국제공항)과 도심을 연결하는 철도이다. 2007년 3월 1단계 구간(인천국제공항역(현 인천공항1터미널역)∼김포공항역, 37.6 km)을 개통한 뒤, 2010년 12월 29일 2단계 구간(김포공항역∼서울역, 20.4 km)을 개통했으며 이어 공덕역(2011.11.30)과 청라국제도시역(2014.06.21), 영종역(2016.3.26), 인천공항2터미널역(2018.1.13)을 개통함으로써 인천국제공항철도 건설사업이 마무리됐다. 현재 서울역∼인천공항2터미널역 간 63.8km의 영업거리에 총 14개역이 있으며 서울역에서는 도심공항터미널을 운영하고 있다.
- 공항철도 열차는 서울역∼인천공항1터미널역을 무정차로 43분에 운행하는 고급형 열차인 직통열차와 모든 역에 정차하는 일반열차(56분 소요)로 이원화 운영되고 있다. 서울역에 위치한 서울역 도심공항터미널에서는 대한항공 등 9개 항송사 이용객들을 대상으로 시내 체크인 및 수하물 탁송을 지원하며, 출입국관리사무소의 출국심사 서비스가 무료로 제공된다.
- 공항철도를 이용하는 고객들은 역간 거리가 길고 빠르다는 느낌을 받는다. 63.8km 구간에 14개역이 위치해 있어 역간 평균거리가 5.3km에 달한다. 수도권 전철의 경우 역간 평균거리 1km내 외임을 감안할 때 공항철도는 모든 열차가 급행열차인 셈이다. 공항철도의 최대 운행 속도는 110 km/h로 역을 출발해 다음 역에 정차할 때까지의 표정속도가 70km로 수도권 전철에 비해 2배 이상 빠르다. 이로 인해 인천 서부권과 서울 도심을 가장 빠르게 연결한다.

### 수상 교통
과거에는 뚝섬과 마포에 포구가 있어 번창하였으나, 육상교통이 발달되면서 자취가 사라졌다. 또한 노량도(서울 시흥)·양화도(서울 인천)·한남도(서울 용인)·송파도(서울 광주)·광나루(서울 광주) 등의 나루터가 있었으나 한강대교가 가설된 후부터 옛날의 나루터 모습은 완전히 사라지고 말았다. 한강 개발 이후가 된 후 관광용으로, 또한 통근용으로 수상 교통의 부활이 이루어졌다.
한강종합개발사업의 일환으로 1986년 10월 26일부터 관광용 한강 유람선 운행을 시작했다. 여의도와 잠실 등 8개 선착장에서 운행하고 있다.
한강 르네상스 프로젝트의 일환으로 2007년 10월 11일부터 한강 수상택시 운행을 시작했다. 여의도와 잠실 등 한강변 18개 승강장에서 운행하고 있으며, 교통수단 뿐만 아니라 관광용으로 이용되고 있었으나 운항정지 중이다.

## 기업

### 방송
- 한국방송공사 (KBS) - 국가, 지방자치단체가 출자하여 설립한 공영방송사 (영등포구 여의공원로 13)
- 문화방송 (MBC) - 특수 공공 법인이 지배하는 주식회사 형식 준공영·민영방송사 (마포구 성암로 267)
- SBS - 주식회사 형식 민영방송사 (양천구 목동서로 161)
- TV조선 - 조선일보 종합 편성 방송사 (중구 세종대로 21길 40)
- MBN - 매일경제신문 종합 편성 방송사 (중구 청계천로 1 매경미디어센터)
- JTBC - 중앙일보 종합 편성 방송사 (마포구 상암산로 48-6)
- 채널A - 동아일보 종합 편성 방송사 (중구 청계천로 1 동아미디어센터)
- YTN - 정부 출자 기업 형식 뉴스 방송사 (마포구 상암산로 76)
- 연합뉴스TV - 국가기간뉴스통신사 연합뉴스가 대주주로 자회사 형식으로 출범한 뉴스 방송사 (종로구 율곡로2길 25)
- 한국경제TV - 한국경제신문 경제 방송사
- 서울경제TV - 서울경제 경제 방송사
- 매일경제TV - 매일경제신문 경제 방송사
- 머니투데이방송 - 머니투데이 경제 방송사
- 이데일리TV - 이데일리 경제 방송사
- 토마토증권통 - 이토마토 경제 방송사
- 팍스경제TV - 아시아경제신문 경제 방송사
- 연합뉴스경제TV - 국가기간뉴스통신사 연합뉴스, 국가기간경제뉴스통신사 연합인포맥스가 자회사 형식으로 출범한 경제 방송사
- CJ ENM - CJ그룹 케이블 방송사
- KT ENA - KT스카이라이프 케이블 방송사
- 미디어에스 - SK그룹 케이블 방송사
- 티캐스트 - 태광그룹 케이블 방송사
- iHQ - KH바텍 케이블 방송사
- 국회방송 - 정당·정치 주도 방송사
- BBS불교방송
- CBS기독교방송
- 가톨릭평화방송
- 극동방송
- 원음방송

### 언론
- 서울신문 - 1904년 7월 18일 창간. 대한매일신보를 근간으로 하는 신문사이다. (중구 세종대로 124)
- 조선일보 - 대한민국에서 가장 발행 부수가 많은 최대 일간지 (중구 태평로 1가 61번지)
- 동아일보 - 1920년 민족 자본으로 창간된 일간지 (종로구 세종로 139)
- 경향신문
- 한국일보
- 서울경제
- 한국경제신문
- 중앙일보
- 매일경제신문
- 한겨레
- 국민일보
- 세계일보 - 1989년 2월 1일 창간한 신문이다. (금천구 가산동 550-15)
- 문화일보 - 유일한 석간신문이다.
- 연합뉴스

### 금융
- 우리금융그룹
- 신한금융그룹
- 하나금융그룹
- KB금융그룹
- NH투자증권
- LS증권
- 메리츠금융그룹
- 키움증권
- IBK기업은행
- 삼성증권
- 롯데캐피탈
- 흥국생명
- KB국민은행
- 상상인증권
- 우리은행
- 신한투자증권
- 흥국화재
- KB손해보험
- 하나은행
- 롯데손해보험
- DB손해보험
- 메리츠증권
- 현대해상
- 신한은행
- 삼성화재
- DB금융투자
- 메리츠화재
- 하나금융투자
- 롯데카드
- KDB산업은행
- 삼성생명
- 미래에셋증권
- 신한카드
- 한국수출입은행
- BC카드
- 라이나생명
- 롯데손해보험
- 코스콤
- 한국거래소

### 벤처
- 삼성그룹
- LG그룹
- SK그룹
- 현대그룹
- 롯데그룹
- LS그룹
- CJ그룹
- GS그룹
- 태광그룹
- DB그룹
- LX그룹
- 동원그룹
- 유진그룹
- 신세계그룹

### 유통
- 현대백화점
- 롯데백화점
- 신세계백화점
- 홈플러스
- 이마트

### 자동차
- 현대자동차
- 기아

### 통신
- KT
- SK텔레콤
- LG유플러스
- KT HCN
- SK브로드밴드
- LG헬로비전
- KT스카이라이프

### 식품
- 농심
- CJ제일제당
- 롯데웰푸드
- 삼양식품
- 매일유업
- 롯데칠성
- 오뚜기

### 건강기능식품
- 그린스토어

### IT
- KH바텍
- SK하이닉스

### 화학
- SK이노베이션
- OCI
- LG화학
- LX하우시스

### 항공
- 아시아나항공
- 대한항공

### 공기업
- 서울교통공사
- 서울주택도시공사
- 서울특별시미디어재단 - 서울특별시 산하 지역 행정 방송사 (마포구 매봉산로 31 에스플렉스센터)
- 서울시설공단
- 서울특별시 상수도사업본부

## 자매 도시
서울특별시는 2014년 2월 기준 20개국, 24개 해외 자매도시들과 교류를 하고 있다.
| 체결 연도 | 국가           | 도시         |
| --------- | -------------- | ------------ |
| 1968년    | 대만           | 타이베이     |
| 1971년    | 튀르키예       | 앙카라       |
| 1973년    | 미국           | 호놀룰루     |
| 1976년    | 미국           | 샌프란시스코 |
| 1977년    | 브라질         | 상파울루     |
| 1982년    | 콜롬비아       | 보고타       |
| 1984년    | 인도네시아     | 자카르타     |
| 1988년    | 일본           | 도쿄도       |
| 1991년    | 러시아         | 모스크바     |
| 1991년    | 오스트레일리아 | 시드니       |
| 1991년    | 프랑스         | 파리         |
| 1992년    | 멕시코         | 멕시코시티   |
| 1993년    | 중화인민공화국 | 베이징       |
| 1996년    | 베트남         | 하노이       |
| 1996년    | 폴란드         | 바르샤바     |
| 1997년    | 이집트         | 카이로       |
| 2000년    | 이탈리아       | 로마         |
| 2004년    | 카자흐스탄     | 아스타나     |
| 2006년    | 미국           | 워싱턴 D.C.  |
| 2006년    | 그리스         | 아테네       |
| 2010년    | 우즈베키스탄   | 타슈켄트     |
| 2017년    | 이란           | 테헤란       |

## 같이 보기
- 대한민국의 지리
- 대한민국의 설치순 도시 목록
- 서울특별시의 마천루 목록